# Frédéric Chopin
Vous lisez un « bon article » labellisé en 2008.
« Chopin » redirige ici. Pour les autres significations, voir Chopin (homonymie).
Œuvres principales
Pièces pour piano seul et concertos :
- Ballades
- Concertos nos 1 et 2
- Études
- Impromptus
- Nocturnes
- Mazurkas
- Polonaises
- Préludes
- Rondos
- Scherzos
- Sonates nos 1, 2 et 3
- Valses

Frédéric Chopin (né Fryderyk Franciszek Chopin) est un compositeur et pianiste d'ascendance franco-polonaise, né le 1er mars 1810 à Żelazowa Wola (duché de Varsovie) et mort le 17 octobre 1849 à Paris (Seine).
Après sa formation à la Haute École de musique de Varsovie et un début de carrière en Pologne et à Vienne, il quitte la Pologne et, à l'âge de vingt-et-un ans, il s'installe en France : son père était d'une famille lorraine. En France, il développe son inspiration dans l'effervescence du monde pianistique parisien et dans le souvenir de sa patrie meurtrie. Il y rencontre George Sand, qui sera sa compagne pendant neuf ans.
Reconnu comme l'un des plus grands compositeurs de la période romantique, Frédéric Chopin est aussi l'un des plus célèbres pianistes du XIXe siècle. Sa musique est encore aujourd'hui l'une des plus jouées et demeure un passage indispensable à la compréhension du répertoire pianistique universel. Avec Franz Liszt, il est le père de la technique moderne de son instrument et influence toute une lignée de compositeurs modernes, dont Claude Debussy, Alexandre Scriabine, Maurice Ravel et Sergueï Rachmaninov.

## Identité
Frédéric François Chopin (né sous le nom polonais : Fryderyk Franciszek Chopin, parfois polonisé Szopen ; au XIXe siècle, la graphie Szopę a été utilisée en Pologne en concurrence avec la graphie Chopin) est né le 1er mars 1810 à Żelazowa Wola, en Pologne, à l'époque sur le territoire du duché de Varsovie,.

### Contexte historique de sa vie

#### Pologne de 1795 à 1830
En 1795, le royaume de Pologne disparaît à la suite d'un troisième partage entre la Russie, la Prusse et l'Autriche.
Les guerres napoléoniennes permettent en 1807 le rétablissement d'un État polonais, le duché de Varsovie, dans lequel naît Frédéric en 1810. Mais la retraite de Russie entraîne son occupation par les Russes en 1813 et sa disparition en 1815, lors du congrès de Vienne : la Prusse contrôle l'Ouest (grand-duché de Posen) ; la Russie l'est et le centre, avec Varsovie (royaume du Congrès) ; l'Autriche le Sud (Tarnopol, Wieliczka) tandis que la république de Cracovie est soumise aux trois puissances de la Sainte-Alliance.
Le royaume du Congrès, aussi appelé « royaume de Pologne », a pour souverain l'empereur de Russie (la famille Chopin est désormais ressortissante de ce royaume polonais sous contrôle russe). Le tsar Alexandre Ier lui donne une constitution relativement libérale.

#### Insurrection de novembre 1830 et ses conséquences
Le royaume vit avec une certaine autonomie jusqu'à l'avènement (1825) du tsar Nicolas Ier, tenant de l'absolutisme. En novembre 1830, commence une insurrection, qui est violemment réprimée et entraîne à la fin de 1831 la mise au pas de la Pologne russe (suppression de la constitution, etc.).
De nombreux membres de l'« armée polonaise » se réfugient à l'étranger (la Grande Émigration) ; plusieurs milliers vont jusqu'en France, où ils bénéficient d'une grande sympathie et de secours officiels. C'est dans ces circonstances tragiques que Frédéric Chopin arrive en France, sans être lui-même un réfugié de l'insurrection.

#### France et Europe de 1831 à 1849
Chopin vit en France essentiellement pendant la monarchie de Juillet (1830-1848), ainsi qu'au début de la Seconde République (1848-1851).
En Europe, l'année 1848 est importante, puisque des soulèvements ont lieu dans de nombreux pays, en Allemagne, en Italie, en Hongrie, etc. Le XIXe siècle est en effet marqué dans toute l'Europe par le mouvement des nationalités, notamment en Pologne ; durant ces années, Chopin devient une figure importante du mouvement national polonais.

### Nationalité
Frédéric Chopin est le fils de Nicolas Chopin (1771-1844), né à Marainville-sur-Madon (actuel département des Vosges) et de la Polonaise Tekla Justyna Chopin, née Krzyżanowska (1782-1861). Venu en Pologne au service de la comtesse Skarbek, Nicolas épouse Tekla Justyna, parente et dame d'honneur de la comtesse, en 1806.
Compte tenu du fait qu'il a un père français et une mère polonaise, la question de la « nationalité » (au sens d'appartenance étatique) de Chopin a fait l'objet d'un débat parfois passionné pour déterminer son statut officiel. Mais la nationalité peut aussi être envisagée de façon moins stricte, au sens d'identité nationale (indépendamment de l'appartenance étatique).

### Identité polonaise

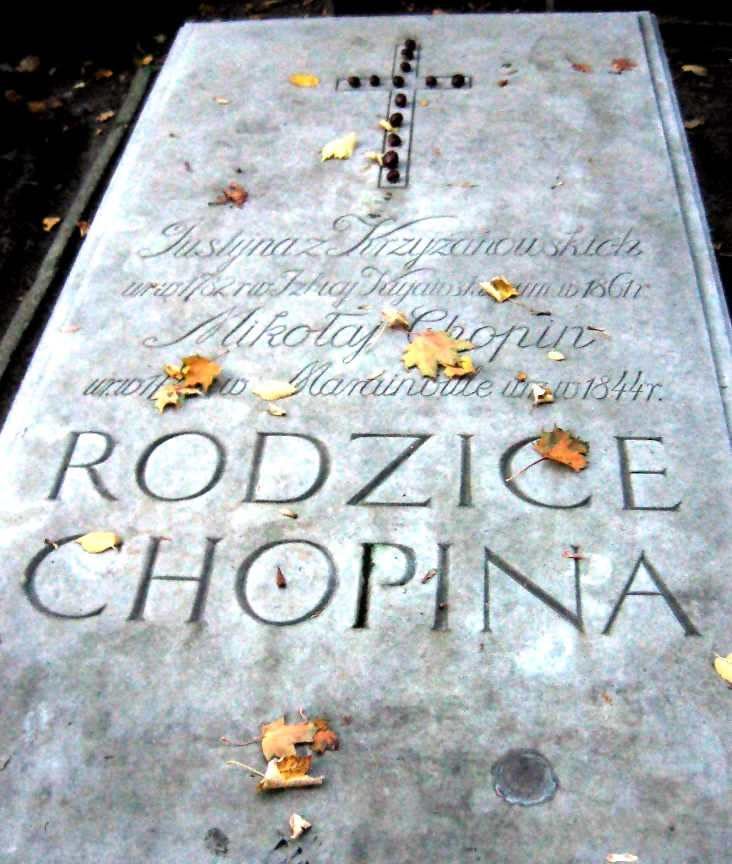
Tombe des parents de Frédéric Chopin au cimetière de Powązki à Varsovie.

Chopin se considérait, et était considéré par ses contemporains, comme un Polonais. Ses compatriotes parlent de lui comme du compositeur national polonais et ses amis font de même : Balzac écrit de Liszt et de Chopin : « Le Hongrois est un démon, le Polonais un ange », Liszt parle de l'« artiste polonais »,,,.
Chopin a passé les vingt premières années de sa vie en Pologne. À son époque, cet élément est suffisant pour lui assurer une identité polonaise : le fait d'avoir quitté la Pologne à l'âge de 20 ans et ne plus jamais y être retourné ne modifie pas cette donnée primordiale. Alfred Cortot accorde une grande importance au rôle éducatif de sa mère : « l'influence exercée par l'atmosphère spécifiquement féminine du foyer familial, où jusque vers la treizième année, il vivra, selon la formule consacrée, dans les jupes de sa mère et de ses sœurs ».

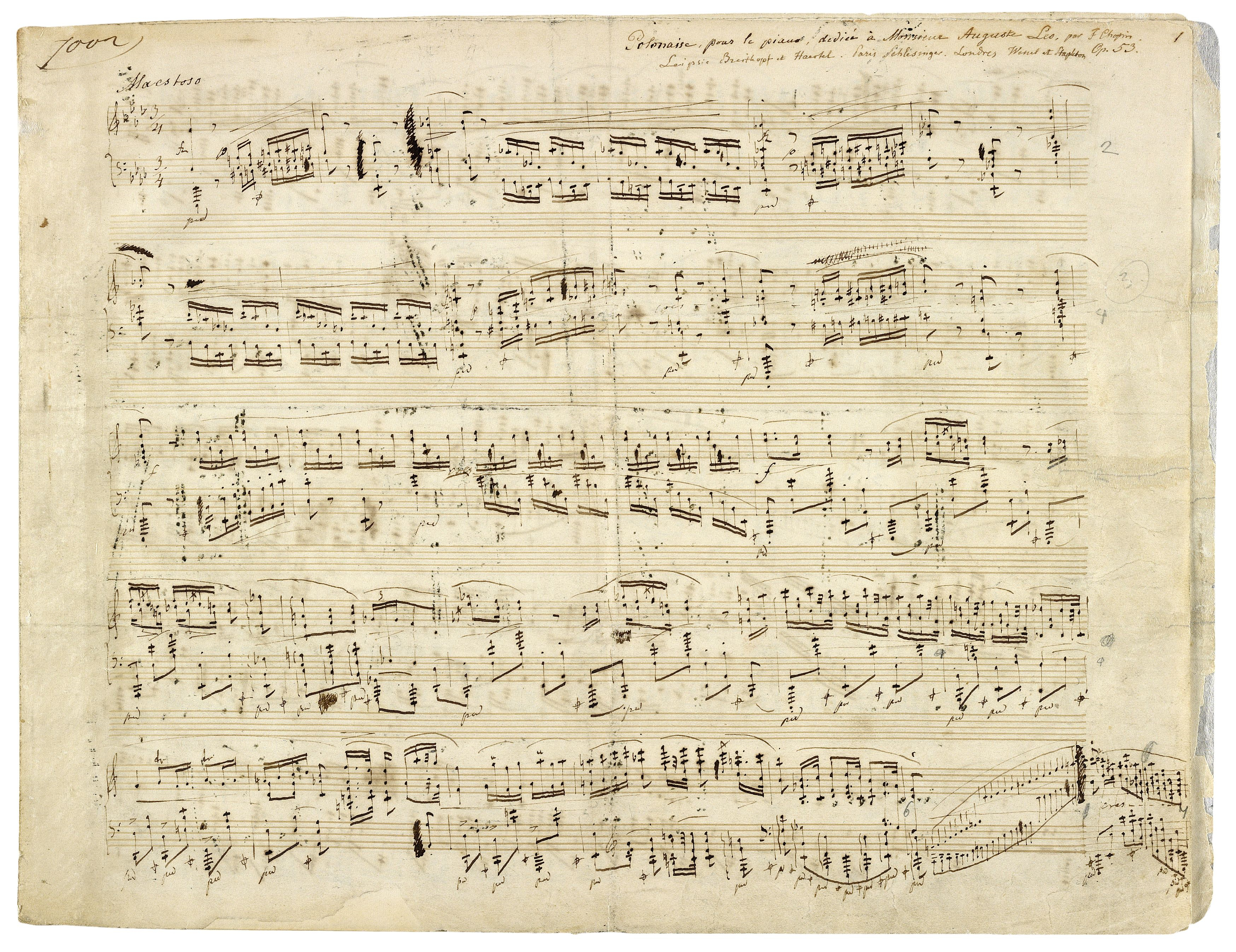
Manuscrit de la « Polonaise héroïque », op. 53 (1842).

Cependant, cette identité n'est pas seulement la conséquence d'une jeunesse polonaise et d'une convention sociale. Non seulement « Chopin, en Pologne s'est construit polonais », mais le musicien revendique fréquemment son allégeance à ce pays. L'oppression russe à partir de 1831 est ressentie par le musicien, comme « la pathétique signification d'un tourment inguérissable et d'une blessure à jamais ouverte »,.
Le patriotisme douloureux de Chopin se traduit dans sa musique, comme Liszt l'avait déjà remarqué : « et les plaintes de la Pologne empruntaient à ces accents je ne sais quelle poésie mystérieuse, qui pour tous ceux qui l'ont véritablement sentie, ne saurait être comparée à rien… ». Si cette dimension d'exilé du musicien sarmate, comme l'appelle Robert Schumann, fréquemment évoquée par les biographes du passé, est reprise par les musicologues contemporains, elle est néanmoins interprétée différemment. Pour Eigeldinger, elle est maintenant comprise comme une nostalgie typiquement slave, une sensibilité culturelle, qui dépasse la contingence politique. Pour Liszt, Chopin « pourra être rangé au nombre des premiers musiciens qui aient aussi individualisé en eux le sens poétique d'une nation »,,,.

### La France, terre d'élection

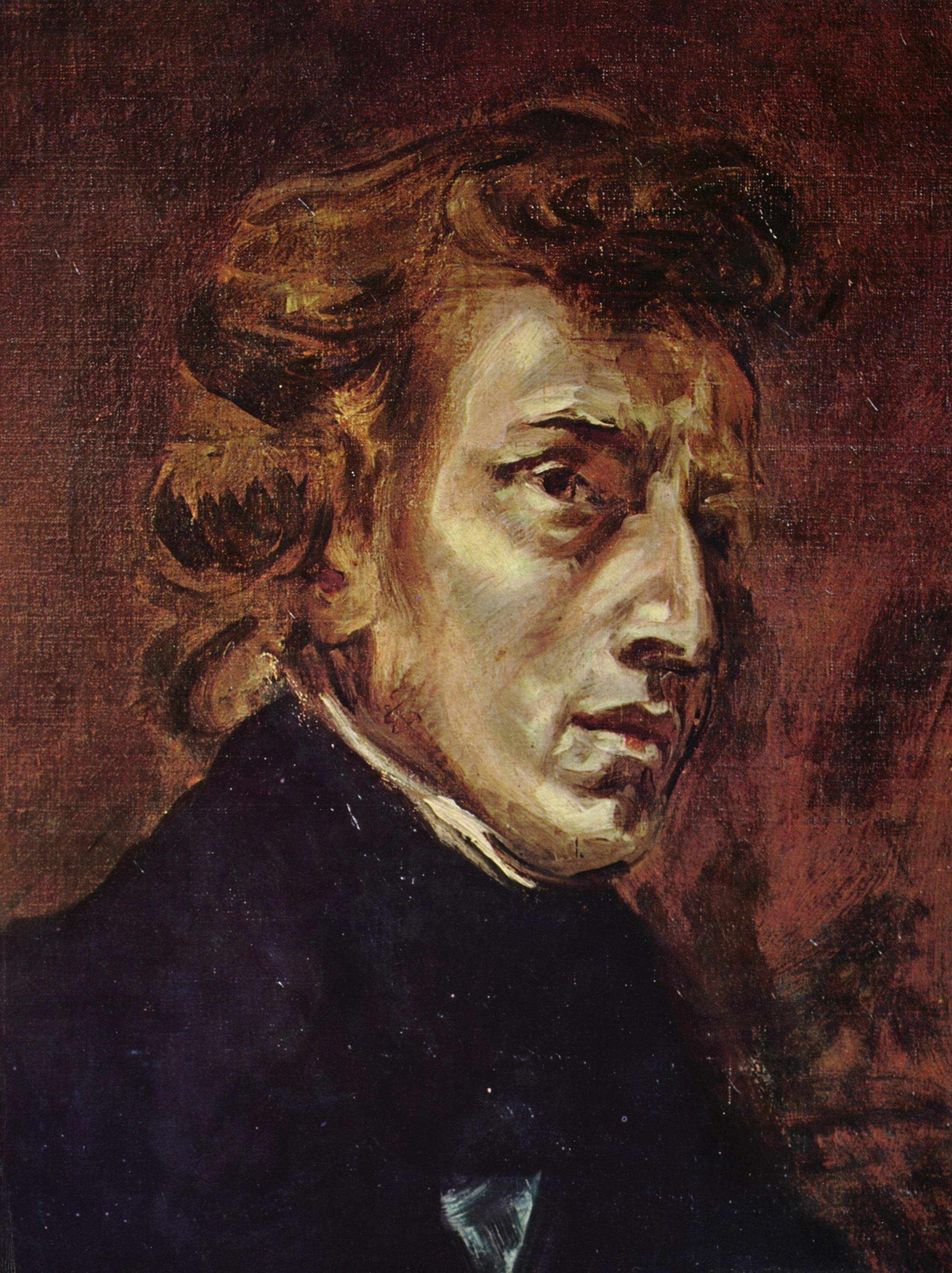
Portrait de Frédéric Chopin, compositeur. Fragment d’un double portrait inachevé avec George Sand, de Eugène Delacroix, vers 1838. Musée du Louvre, Paris.

L'identité polonaise de Chopin n'est jamais niée, et la relation entre la France et Chopin est importante. Même un nationaliste comme Lucien Rebatet, qui lui octroie la nationalité française, écrit ensuite : « Chopin lui-même se serait élevé contre cette naturalisation (française) ».
Un premier élément est l'origine française de son père, qui, en vertu des dispositions du Code civil, permet à Frédéric de bénéficier de la nationalité française. La reconnaissance du statut de Français est attestée par un passeport émis le 1er août 1835. Cette solution évitait à Chopin de demander un passeport russe, pays envahisseur de la Pologne, et contournait le statut de réfugié politique, qui aurait interdit tout espoir de retour en Pologne. Néanmoins, les véritables motivations de Chopin restent inconnues.
D'autre part, Chopin s'installe à Paris en 1831 et va y passer près de la moitié de sa vie. La ville est, à cette époque, une des capitales culturelles du monde. Il y noue ses amours et ses amitiés les plus importantes : Sand, Delacroix, Liszt ou Pleyel. Il y rencontre le tout Paris artistique : Balzac, Berlioz, Thalberg, Kalkbrenner, Érard, Heine, et aristocratique. Selon Antoine Goléa, l'univers artistique et culturel dans lequel le compositeur a produit l'essentiel de son œuvre est la France mais l'attachement de Chopin à son pays natal et l'influence de l'univers polonais restaient très fort pendant toute la période française.
Son influence est particulièrement marquée en France. Pour le musicologue Eigeldinger l'allégeance de Debussy vis-à-vis du Maître polonais est patente. Cette influence, aussi présente chez Ravel ou Fauré, ne se limite pas à la musique : « Par là le musicien anticipe le principe verlainien : « Rien de plus cher que la chanson grise / Où l'indécis au précis se joint ». Son impressionnisme musical se retrouve en peinture : « en vue de produire un poudroiement sonore assez analogue à certains effets de lumière, à la fois flous et précis, dans la peinture d'un Monet ».

### Universalité

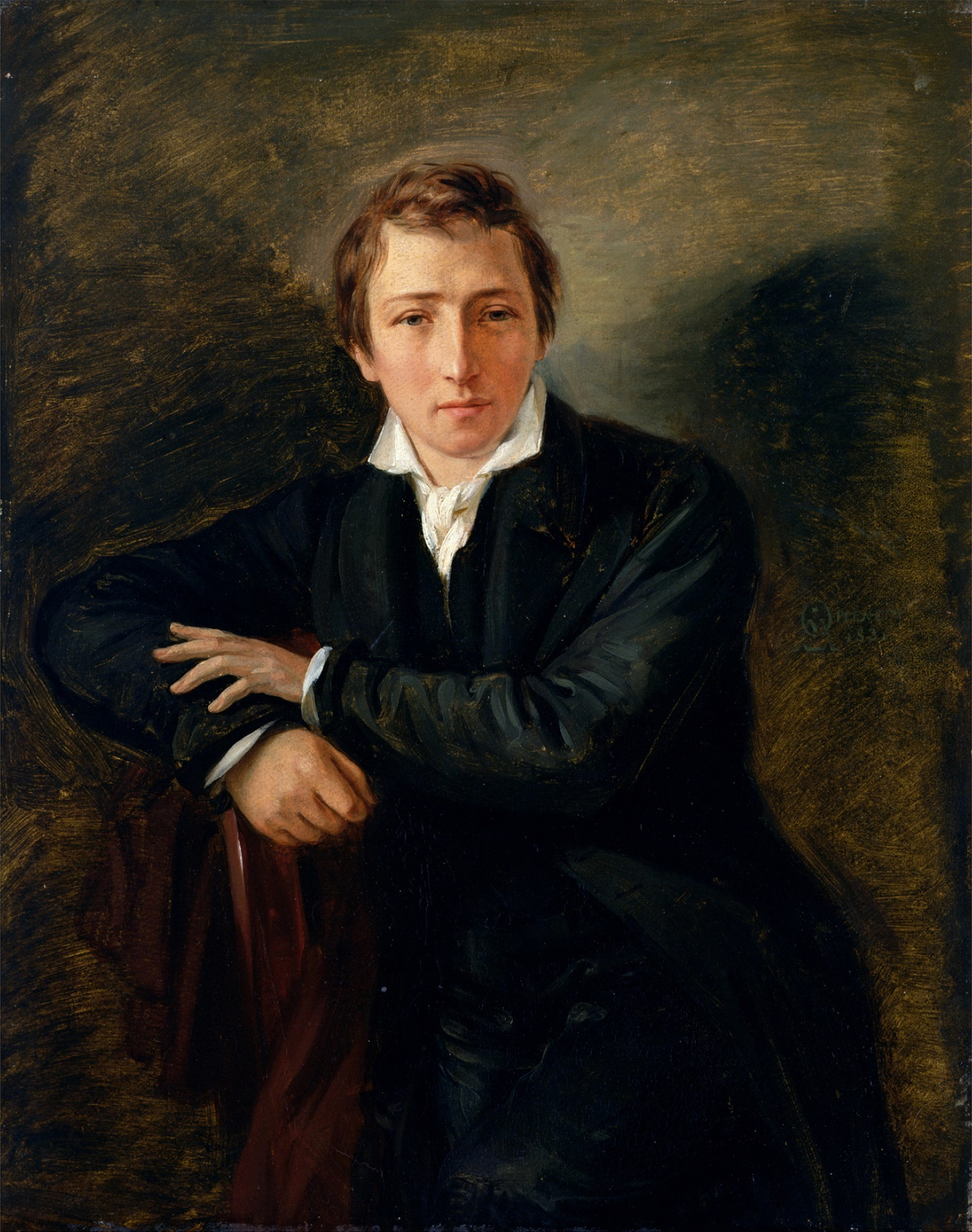
Portrait de Heinrich Heine par Moritz Daniel Oppenheim en 1831.

Si la sensibilité de Chopin est polonaise et se traduit par la reprise de mélodies populaires, sa langue musicale est « savante », elle participe de la « grande musique » pour reprendre une expression de Delacroix. « Chopin a su, le premier, prêter une attention fascinée aux chants et danses populaires de sa Pologne natale, sans jamais en citer intégralement la moindre phrase dans sa production. À un compatriote pour lequel il improvisait à Paris et qui croyait réentendre une berceuse de son enfance, Chopin réplique : « Cette chanson, tu ne pouvais la connaître… mais seulement l'esprit qui l'anime : l'esprit d'une mélodie polonaise ! ». Sa musique est issue d'une élaboration savante de l'harmonie et du contrepoint. Elle est avant tout aristocratique et est fort loin d'une forme populaire ou folklorique. En ce sens, le langage musical de Chopin est plus universel que polonais. Néanmoins, à part l'influence du folklore du terroir qu'il a su universaliser comme nul autre, le jeune Chopin a sans doute subi celle du prince Michał Kleofas Ogiński (1765-1833), dont les 26 polonaises célèbres dans toute l'Europe de l'époque se distinguaient par l'élégance, le raffinement et la mélancolie presque mozartienne, typiques du préromantisme. À son tour, dans ses Polonaises, Chopin a su exprimer l'essence même de la « polonité » tout en lui donnant un caractère universel. C'est pourquoi Cyprian Norwid (1821-1883), le plus grand poète moderne polonais, les comparait à l'épopée grecque.
Les pères spirituels de Chopin sont nombreux, mais le musicologue Eigeldinger ne les trouve que dans le patrimoine universel et aucun n'est polonais : « Mozart était son Dieu, Séb. Bach, un des maîtres préférés recommandés à tous ses élèves ». Cette universalité des origines et de la musique de Chopin n'est pas reconnue uniquement par Eigeldinger. Cette analyse est aussi celle du poète Heine qui, dès 1837 rejoignait celle faite maintenant par la France et la Pologne : « Il n'est alors ni Polonais, ni Français, ni Allemand ; il trahit une origine bien plus haute, il descend du pays de Mozart, de Raphaël, de Goethe : sa vraie patrie est le royaume enchanté de la poésie ».

## Biographie

### Origines
|  |  | François Chopin (1738-1814) Ambacourt Marainville-sur-Madon Charron et viticulteur, syndic de Marainville | François Chopin (1738-1814) Ambacourt Marainville-sur-Madon Charron et viticulteur, syndic de Marainville | François Chopin (1738-1814) Ambacourt Marainville-sur-Madon Charron et viticulteur, syndic de Marainville | François Chopin (1738-1814) Ambacourt Marainville-sur-Madon Charron et viticulteur, syndic de Marainville | François Chopin (1738-1814) Ambacourt Marainville-sur-Madon Charron et viticulteur, syndic de Marainville | François Chopin (1738-1814) Ambacourt Marainville-sur-Madon Charron et viticulteur, syndic de Marainville |                                                                      |                                                                      |                                                                      |                                                                      |                                                                      |                                                                      | Marguerite Deflin (1736-1794) Diarville Marainville-sur-Madon | Marguerite Deflin (1736-1794) Diarville Marainville-sur-Madon | Marguerite Deflin (1736-1794) Diarville Marainville-sur-Madon | Marguerite Deflin (1736-1794) Diarville Marainville-sur-Madon | Marguerite Deflin (1736-1794) Diarville Marainville-sur-Madon | Marguerite Deflin (1736-1794) Diarville Marainville-sur-Madon |                                                 |                                                 | Jakub Krzyżanowski (ca. 1729-1805)              | Jakub Krzyżanowski (ca. 1729-1805)              | Jakub Krzyżanowski (ca. 1729-1805) | Jakub Krzyżanowski (ca. 1729-1805) | Jakub Krzyżanowski (ca. 1729-1805) | Jakub Krzyżanowski (ca. 1729-1805) | | | | | | | Antonina Kołominska | Antonina Kołominska | Antonina Kołominska                | Antonina Kołominska                | Antonina Kołominska                | Antonina Kołominska                |                                    |                                    |
|  |  | François Chopin (1738-1814) Ambacourt Marainville-sur-Madon Charron et viticulteur, syndic de Marainville | François Chopin (1738-1814) Ambacourt Marainville-sur-Madon Charron et viticulteur, syndic de Marainville | François Chopin (1738-1814) Ambacourt Marainville-sur-Madon Charron et viticulteur, syndic de Marainville | François Chopin (1738-1814) Ambacourt Marainville-sur-Madon Charron et viticulteur, syndic de Marainville | François Chopin (1738-1814) Ambacourt Marainville-sur-Madon Charron et viticulteur, syndic de Marainville | François Chopin (1738-1814) Ambacourt Marainville-sur-Madon Charron et viticulteur, syndic de Marainville |                                                                      |                                                                      |                                                                      |                                                                      |                                                                      |                                                                      | Marguerite Deflin (1736-1794) Diarville Marainville-sur-Madon | Marguerite Deflin (1736-1794) Diarville Marainville-sur-Madon | Marguerite Deflin (1736-1794) Diarville Marainville-sur-Madon | Marguerite Deflin (1736-1794) Diarville Marainville-sur-Madon | Marguerite Deflin (1736-1794) Diarville Marainville-sur-Madon | Marguerite Deflin (1736-1794) Diarville Marainville-sur-Madon |                                                 |                                                 | Jakub Krzyżanowski (ca. 1729-1805)              | Jakub Krzyżanowski (ca. 1729-1805)              | Jakub Krzyżanowski (ca. 1729-1805) | Jakub Krzyżanowski (ca. 1729-1805) | Jakub Krzyżanowski (ca. 1729-1805) | Jakub Krzyżanowski (ca. 1729-1805) | | | | | | | Antonina Kołominska | Antonina Kołominska | Antonina Kołominska                | Antonina Kołominska                | Antonina Kołominska                | Antonina Kołominska                |                                    |                                    |
|  |  | | | | | | |                                                                      |                                                                      |                                                                      |                                                                      |                                                                      |                                                                      |                                                               |                                                               |                                                               |                                                               |                                                               |                                                               |                                                 |                                                 |                                                 |                                                 |                                    |                                    |                                    |                                    | | | | | | |                     |                     |                                    |                                    |                                    |                                    |                                    |                                    |
|  |  | | | | | | | Nicolas Chopin (1771-1844) Marainville-sur-Madon Varsovie Enseignant | Nicolas Chopin (1771-1844) Marainville-sur-Madon Varsovie Enseignant | Nicolas Chopin (1771-1844) Marainville-sur-Madon Varsovie Enseignant | Nicolas Chopin (1771-1844) Marainville-sur-Madon Varsovie Enseignant | Nicolas Chopin (1771-1844) Marainville-sur-Madon Varsovie Enseignant | Nicolas Chopin (1771-1844) Marainville-sur-Madon Varsovie Enseignant |                                                               |                                                               |                                                               |                                                               |                                                               |                                                               |                                                 |                                                 |                                                 |                                                 |                                    |                                    |                                    |                                    | Justyna Krzyżanowska (1782-1861) Izbica Kujawska Varsovie Intendante et Dame de compagnie de la comtesse Skarbek | Justyna Krzyżanowska (1782-1861) Izbica Kujawska Varsovie Intendante et Dame de compagnie de la comtesse Skarbek | Justyna Krzyżanowska (1782-1861) Izbica Kujawska Varsovie Intendante et Dame de compagnie de la comtesse Skarbek | Justyna Krzyżanowska (1782-1861) Izbica Kujawska Varsovie Intendante et Dame de compagnie de la comtesse Skarbek | Justyna Krzyżanowska (1782-1861) Izbica Kujawska Varsovie Intendante et Dame de compagnie de la comtesse Skarbek | Justyna Krzyżanowska (1782-1861) Izbica Kujawska Varsovie Intendante et Dame de compagnie de la comtesse Skarbek |                     |                     |                                    |                                    |                                    |                                    |                                    |                                    |
|  |  | | | | | | | Nicolas Chopin (1771-1844) Marainville-sur-Madon Varsovie Enseignant | Nicolas Chopin (1771-1844) Marainville-sur-Madon Varsovie Enseignant | Nicolas Chopin (1771-1844) Marainville-sur-Madon Varsovie Enseignant | Nicolas Chopin (1771-1844) Marainville-sur-Madon Varsovie Enseignant | Nicolas Chopin (1771-1844) Marainville-sur-Madon Varsovie Enseignant | Nicolas Chopin (1771-1844) Marainville-sur-Madon Varsovie Enseignant |                                                               |                                                               |                                                               |                                                               |                                                               |                                                               |                                                 |                                                 |                                                 |                                                 |                                    |                                    |                                    |                                    | Justyna Krzyżanowska (1782-1861) Izbica Kujawska Varsovie Intendante et Dame de compagnie de la comtesse Skarbek | Justyna Krzyżanowska (1782-1861) Izbica Kujawska Varsovie Intendante et Dame de compagnie de la comtesse Skarbek | Justyna Krzyżanowska (1782-1861) Izbica Kujawska Varsovie Intendante et Dame de compagnie de la comtesse Skarbek | Justyna Krzyżanowska (1782-1861) Izbica Kujawska Varsovie Intendante et Dame de compagnie de la comtesse Skarbek | Justyna Krzyżanowska (1782-1861) Izbica Kujawska Varsovie Intendante et Dame de compagnie de la comtesse Skarbek | Justyna Krzyżanowska (1782-1861) Izbica Kujawska Varsovie Intendante et Dame de compagnie de la comtesse Skarbek |                     |                     |                                    |                                    |                                    |                                    |                                    |                                    |
|  |  | | | | | | |                                                                      |                                                                      |                                                                      |                                                                      |                                                                      |                                                                      |                                                               |                                                               |                                                               |                                                               |                                                               |                                                               |                                                 |                                                 |                                                 |                                                 |                                    |                                    |                                    |                                    | | | | | | |                     |                     |                                    |                                    |                                    |                                    |                                    |                                    |
|  |  | | | | | | |                                                                      |                                                                      |                                                                      |                                                                      |                                                                      |                                                                      |                                                               |                                                               |                                                               |                                                               |                                                               |                                                               |                                                 |                                                 |                                                 |                                                 |                                    |                                    |                                    |                                    | | | | | | |                     |                     |                                    |                                    |                                    |                                    |                                    |                                    |
|  |  | Ludwika Chopin (1807-1855) Varsovie                                                                       | Ludwika Chopin (1807-1855) Varsovie                                                                       | Ludwika Chopin (1807-1855) Varsovie                                                                       | Ludwika Chopin (1807-1855) Varsovie                                                                       | Ludwika Chopin (1807-1855) Varsovie                                                                       | Ludwika Chopin (1807-1855) Varsovie                                                                       |                                                                      |                                                                      |                                                                      |                                                                      |                                                                      |                                                                      |                                                               |                                                               |                                                               |                                                               | Fryderyk Chopin (1810-1849) Żelazowa Wola Paris               | Fryderyk Chopin (1810-1849) Żelazowa Wola Paris               | Fryderyk Chopin (1810-1849) Żelazowa Wola Paris | Fryderyk Chopin (1810-1849) Żelazowa Wola Paris | Fryderyk Chopin (1810-1849) Żelazowa Wola Paris | Fryderyk Chopin (1810-1849) Żelazowa Wola Paris |                                    |                                    |                                    |                                    | Izabella Chopin (1811-1881) Varsovie                                                                             | Izabella Chopin (1811-1881) Varsovie                                                                             | Izabella Chopin (1811-1881) Varsovie                                                                             | Izabella Chopin (1811-1881) Varsovie                                                                             | Izabella Chopin (1811-1881) Varsovie                                                                             | Izabella Chopin (1811-1881) Varsovie                                                                             |                     |                     | Emilia Chopin (1812-1827) Varsovie | Emilia Chopin (1812-1827) Varsovie | Emilia Chopin (1812-1827) Varsovie | Emilia Chopin (1812-1827) Varsovie | Emilia Chopin (1812-1827) Varsovie | Emilia Chopin (1812-1827) Varsovie |

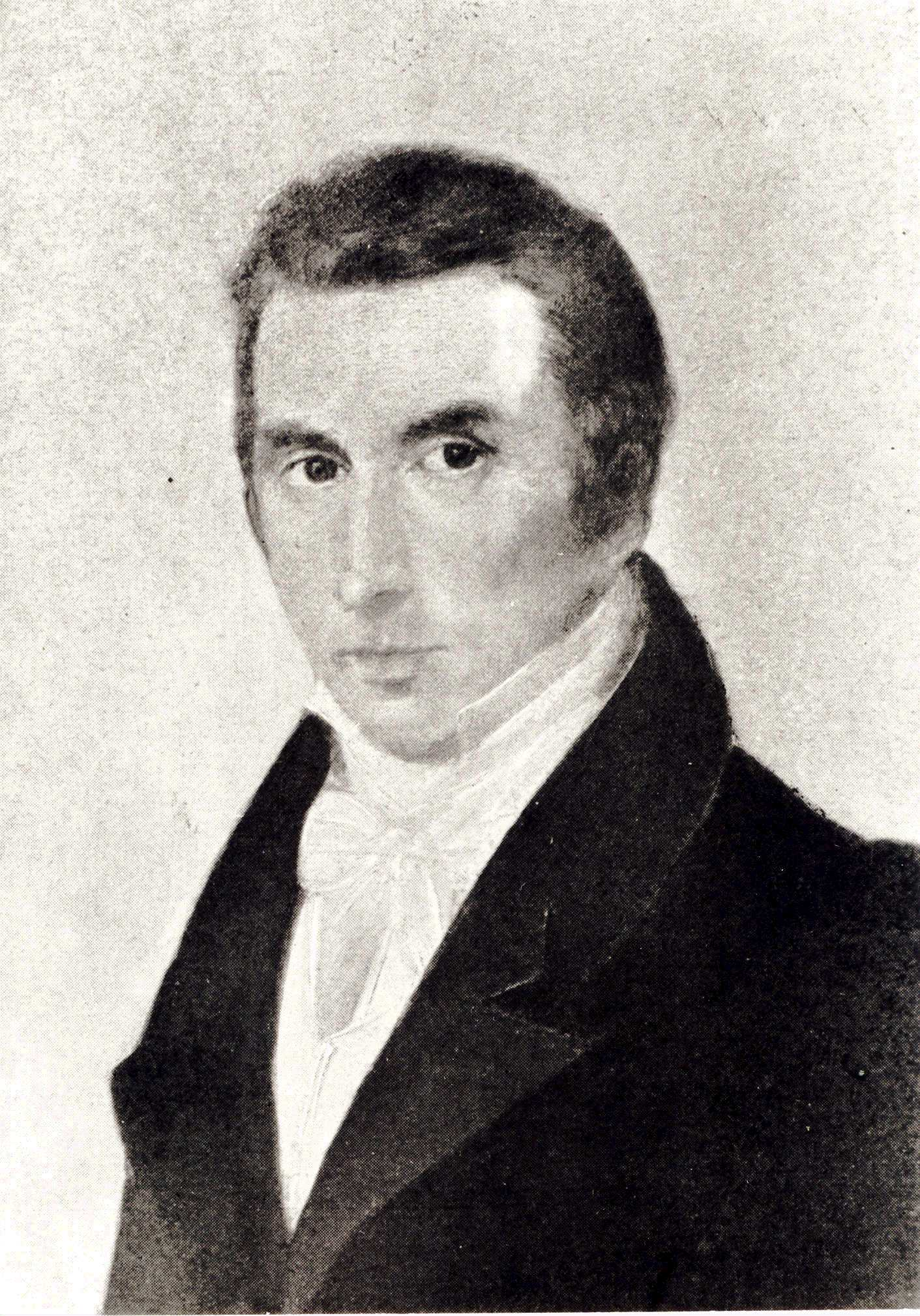
Nicolas Chopin, dessin au crayon par, 1829.

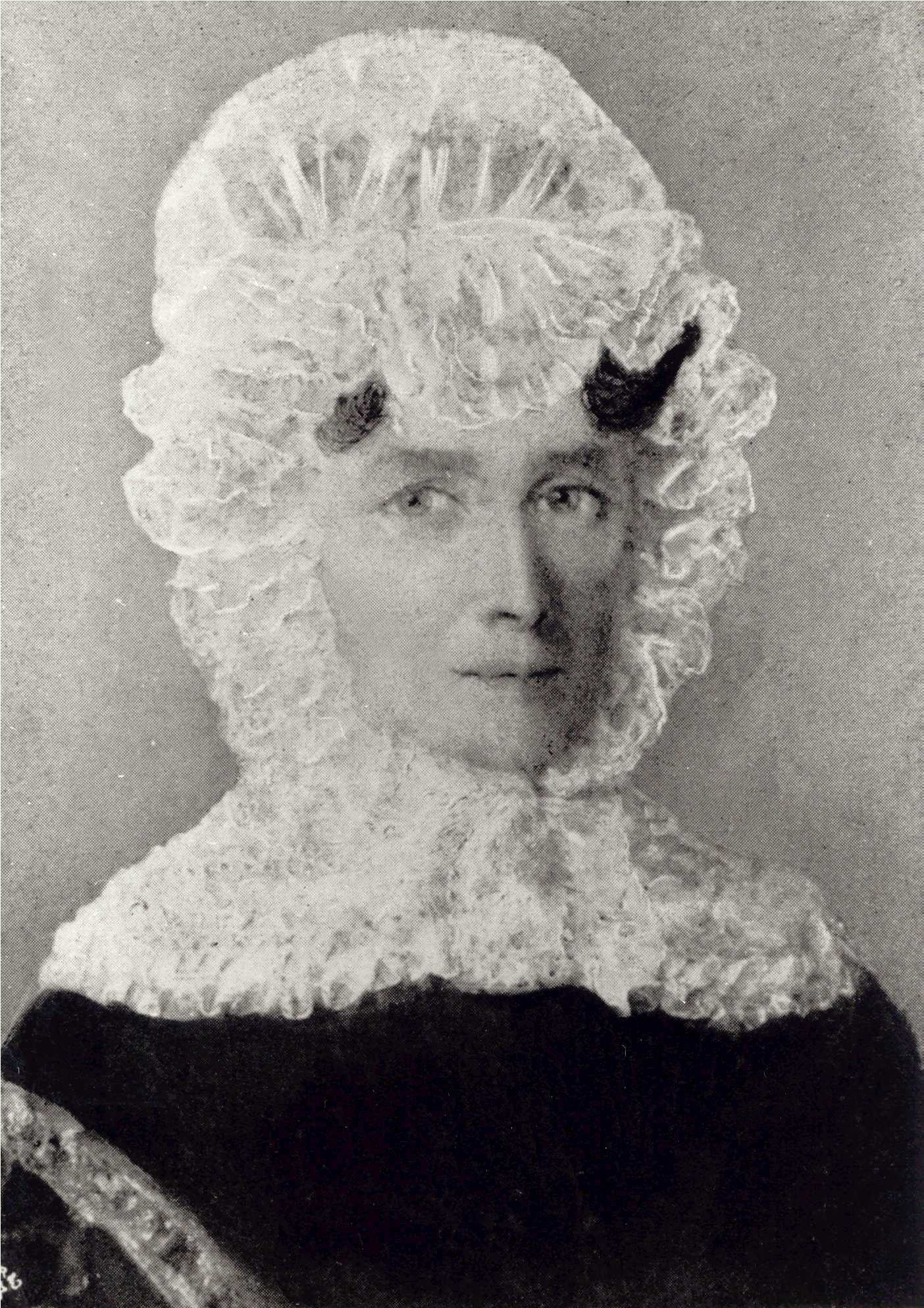
Justyna Chopin.

La mère de Frédéric Chopin, Tekla Justyna Krzyżanowska (1782-1861), est originaire de la petite noblesse de Długie, en Cujavie. Elle a eu une éducation soignée, sait jouer du piano et chanter d'une voix de soprano. Orpheline, elle a été recueillie par la comtesse Ludwika Skarbek, qui possède un petit domaine à Żelazowa Wola, dans le duché de Varsovie. La comtesse est divorcée d'un parent de Justyna. Avant la naissance de Frédéric, la future mère y tient le rôle d'intendante, surveillant les domestiques et les fermiers.
Son père, Nicolas Chopin (1771-1844), est un fils de paysan né en Lorraine, à Marainville-sur-Madon ; son éducation a été assurée par la famille Weydlich, nobles d'origine polonaise qui rentrent dans leur pays en 1787 accompagnés de l'adolescent. Émigré en Pologne dès l'âge de 16 ans et bien intégré dans son pays d'élection, Nicolas Chopin connaît une ascension sociale dans la bourgeoisie intellectuelle. De précepteur des enfants de la comtesse Ludwika Skarbek en 1802, il devient répétiteur de français, puis professeur au lycée de Varsovie, puis vers 1810, à l'école militaire d'application. Leur mariage a lieu à Żelazowa Wola le 2 juin 1806.

### Années polonaises (1810-1830)

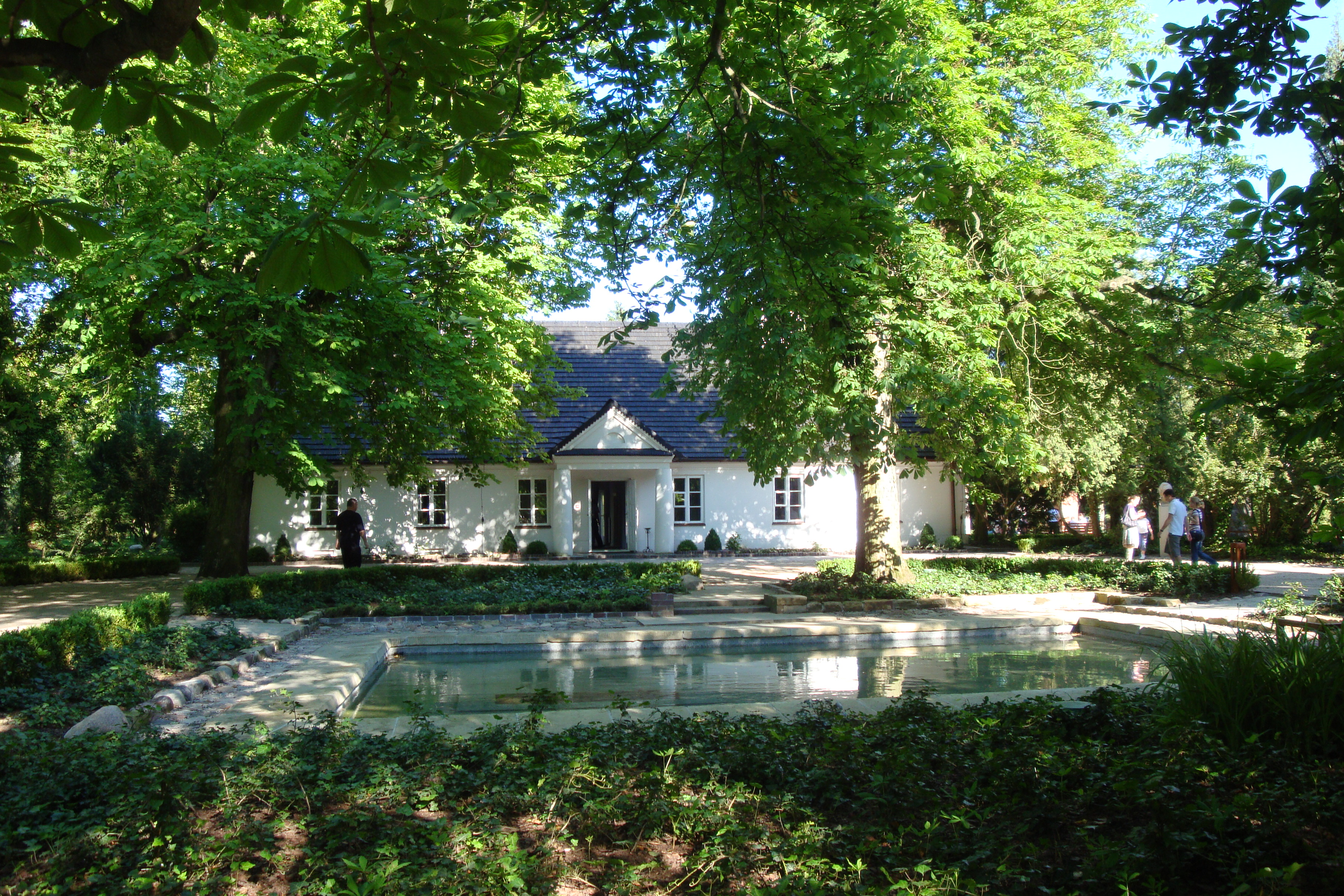
Maison natale de Frédéric Chopin de Żelazowa Wola.

En 1807, naît Ludwika, puis Frédéric (le 1er mars 1810). Frédéric est seulement ondoyé à la naissance et n'est baptisé que le 23 avril, par le vicaire de la paroisse Saint-Roch de Brochow, Jozef Morawski, qui établit l'acte de baptême ; le même jour, le curé, Jan Duchnowski, établit l'acte de naissance, en tant que « fonctionnaire de l'état civil de la commune paroissiale de Brochow, département de Varsovie ».
Ils déménagent à Varsovie quelques mois après la naissance de Frédéric. Ils habitent d'abord dans l'ancien palais de Saxe, qui abrite le lycée, et ouvrent un pensionnat pour les fils des riches familles terriennes. Deux autres filles naissent en 1811 et 1812. En 1817, la famille déménage avec la pension au palais Kazimierz, en même temps que le lycée de Varsovie.
Les parents de Frédéric achètent rapidement un piano, instrument en vogue dans la Pologne de cette époque. Sa mère y joue des danses populaires, des chansons ou des œuvres classiques d'auteurs comme le Polonais Ogiński. Les enfants sont initiés très tôt à la musique.

#### Premiers maîtres

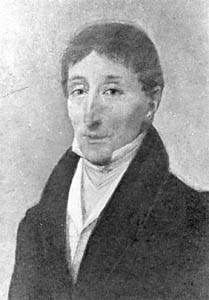
Wojciech Żywny (1756-1842) en 1829.

Frédéric se révèle précocement très doué. Il n'a que 6 ans lorsque ses parents décident de confier sa formation à un musicien tchèque, Wojciech Żywny, violoniste qui gagne sa vie en donnant des leçons de piano chez les riches familles de Varsovie. Il a probablement été formé par un élève de Bach à Leipzig. Ce professeur est original ; il apprécie surtout Bach, alors peu connu, Mozart et Haydn, c'est-à-dire des compositeurs d'une autre époque. Il est sceptique vis-à-vis des courants contemporains comme le « style brillant » d'un Hummel, alors très en vogue. Une spécificité de Żywny est de laisser une grande liberté à l'élève, sans imposer de méthode particulière ou de longues heures d'exercices abrutissants. Que le professeur de piano du musicien ait été un violoniste de métier fait parfois dire que « Chopin a pratiquement été autodidacte »,. Si toute sa vie, Le Clavier bien tempéré sera considéré par Chopin comme la meilleure introduction à l'étude du piano, ses premières compositions sont plus dans l'air du temps. En 1817, il compose deux polonaises inspirées des œuvres d'Ogiński. Le langage harmonique est encore pauvre, mais la subtilité et l'élégance, qui caractériseront plus tard les œuvres du maître, sont déjà latentes.
Comme le fait remarquer le compositeur André Boucourechliev, « les gens ne rêvent que de petits pianistes » ; à l'âge de 8 ans, Frédéric a tout de l'enfant prodige. Si les comparaisons avec Mozart ne manquent pas, les situations sont néanmoins différentes car Nicolas Chopin n'a rien d'un Leopold Mozart. Frédéric se produit fréquemment dans les cercles mondains de l'aristocratie de Varsovie, « mais jamais son père n'en retirera un sou ». À 8 ans, le musicien joue avec un orchestre et cette prestation est évoquée dans la presse locale. Il joue souvent devant le grand-duc Constantin, frère du tsar, une fois devant la célèbre « cantatrice Catalani qui lui donna en souvenir une montre en or » et à partir de 1818 le « petit Mozart » est déjà célèbre à Varsovie. Le musicien gardera toute sa vie un goût prononcé pour la politesse et la sophistication de la vie aristocratique à laquelle il a été initié dès son plus jeune âge.
Le jeune Chopin grandit « comme dans un berceau solide et moelleux », dans une atmosphère aimante et chaleureuse où il développe un caractère doux et espiègle, sous le regard affectueux de sa mère qui, au dire de George Sand, « sera la seule passion de sa vie ».
Si la mère Justyna est une figure clé de la petite enfance de Frédéric, son père joue un rôle majeur durant les années de lycée. Nicolas lui apprend l'allemand, le français et, quand Frédéric le souhaite, il dispose dans cette langue d'un « joli coup de plume » comme en témoigne une lettre à George Sand : « Votre jardinet est tout en boules de neige, en sucre, en cygne, en fromage à la crème, en mains de Solange et en dents de Maurice ». La position sociale du père est devenue celle d'un intellectuel établi et, tous les jeudis, Frédéric voit défiler des figures intellectuelles phares du Varsovie de l'époque comme l'historien Maciejowski, le mathématicien Kolberg, le poète Brodziński et les musiciens Elsner, Jawurek ou Würfel.

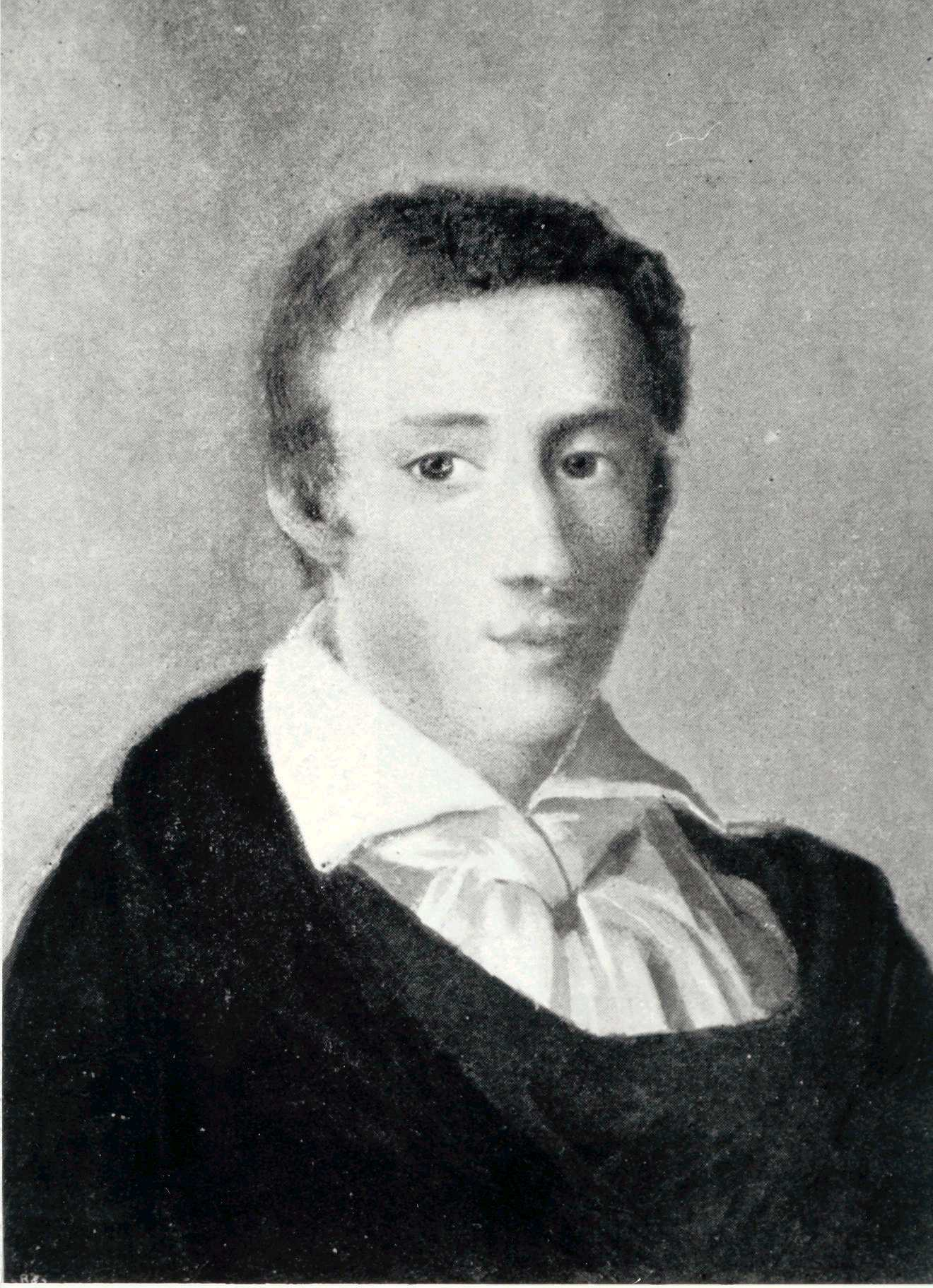
Fryderyk Chopin en 1829. Peinture d'Ambroise Moroszewski (perdue).

En 1822, Żywny n'a plus rien à apprendre au jeune Chopin et le Tchèque Václav Würfel devient son professeur d'orgue. À l'opposé de Żywny, ce professeur est un tenant du « style brillant » : « la musique de style brillant s'éloignait considérablement des modèles et idéaux classiques et apportait le souffle d'une esthétique et d'un goût nouveaux. Les procédés du jeu virtuose, inconnus jusqu'alors et introduits à présent… ». Elsner, directeur du Conservatoire, dans la même mouvance que Würfel, donne de temps en temps à Frédéric des cours d'harmonie et de théorie des formes musicales. Ce style fascine le jeune musicien, qui, en 1823, interprète des concertos de style brillant de Field et de Hummel dans le cadre de concerts de bienfaisance. Cette influence est aussi visible dans ses compositions, par exemple les Variations en mi majeur, composées durant ces années de lycée.
Juste après la première publication du Rondo opus 1 chez Brzezina & Cie au début de 1825, Chopin est mentionné pour la première fois dans la presse internationale, à la suite d'un concert de bienfaisance, le 10 juin. Il joue sur un aelomelodicon (ou aelopantaléon), sorte d'harmonium aux tuyaux de cuivre ; d'abord un allegro de concert de Moscheles, puis il improvise :

« Le jeune Chopin s'est distingué dans son improvisation par la richesse de ses idées musicales et, sous ses doigts, cet instrument qu'il maîtrise parfaitement produisit une impression profonde »

— Allgemeine musikalische Zeitung.
C'est à l'occasion des vacances, passées dans la campagne polonaise, que Frédéric prend conscience de la richesse du patrimoine de la musique populaire. Il passe plusieurs étés à Szafarnia en Mazovie et participe à une noce et à des fêtes des moissons. Dans ces occasions, il n'hésite pas à prendre un instrument. Il transcrit les chansons et danses populaires avec le soin et la passion d'un ethnologue. Il parcourt les villages et les bourgs des environs à la recherche de cette culture et va jusqu'à payer une paysanne pour obtenir un texte exact. Sa passion ne se limite pas à la Mazovie, puisque sa Mazurka en si bémol majeur de 1826 intègre des formules rythmiques de la région d'origine de sa mère, la Cujavie.
Selon André Boucourechliev, à travers à la fois l'intelligentsia à laquelle son père lui donne accès, la campagne populaire et l'amour maternel, « construit Polonais, Frédéric n'avait pas à hésiter sur son appartenance : pour lui, comme pour sa famille, les jeux étaient faits ». Et, comme le remarque la biographe Marie-Paule Rambeau, « c'est seulement après dix-huit ans d'exil que Frédéric dira qu'il s'est attaché aux Français comme aux siens ».

#### Haute École de Musique (1826–1829)

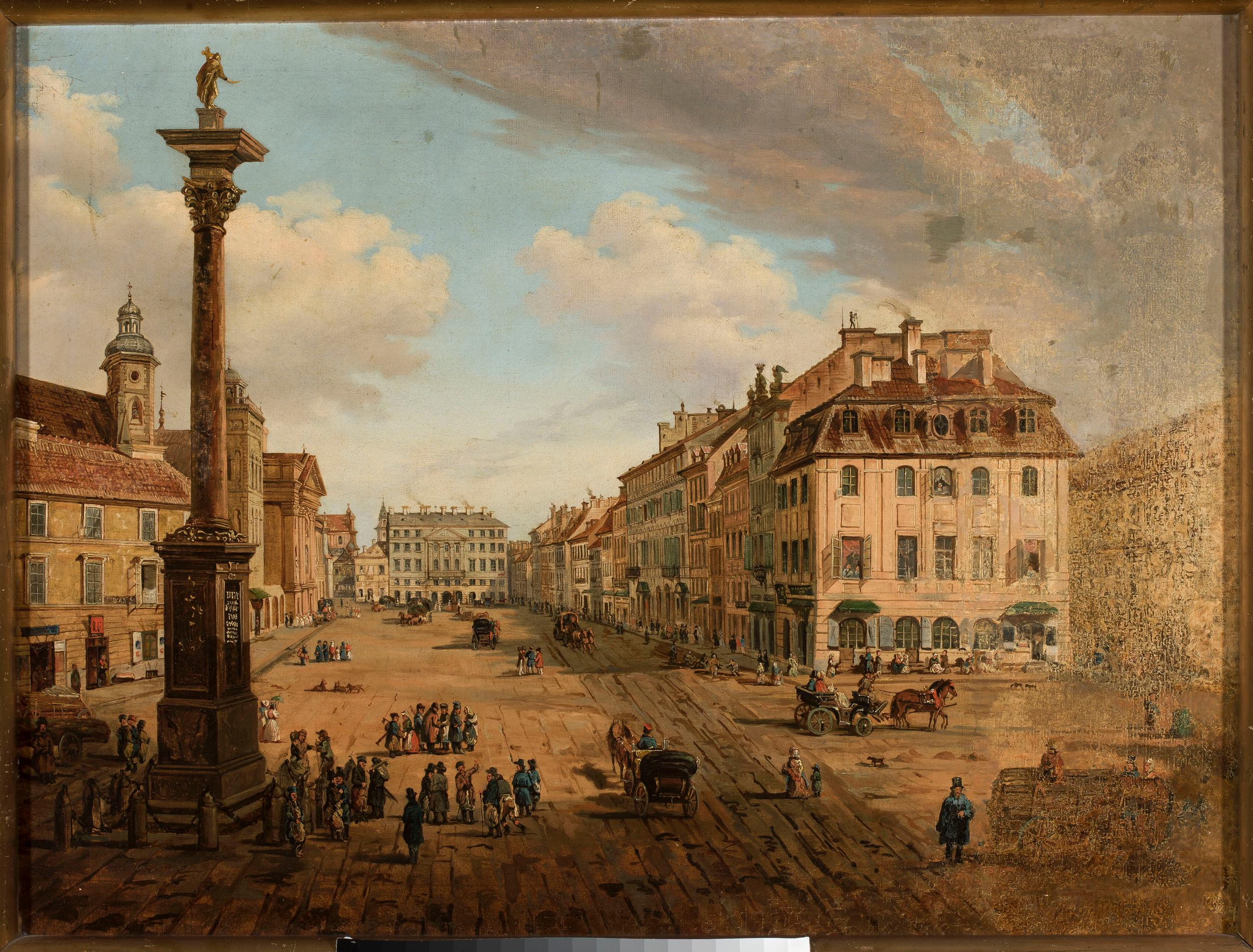
Une vue du centre de Varsovie où se trouvait le conservatoire de Varsovie entre 1819 et 1831. Il est situé dans le monastère à gauche. Chopin fréquente les lieux pour ses cours et les concerts jusqu'en 1829. La toile de Marcin Zaleski (1796–1877) est datée de 1838. Le bâtiment a été démoli dans les années 1840. (Musée national de Varsovie).

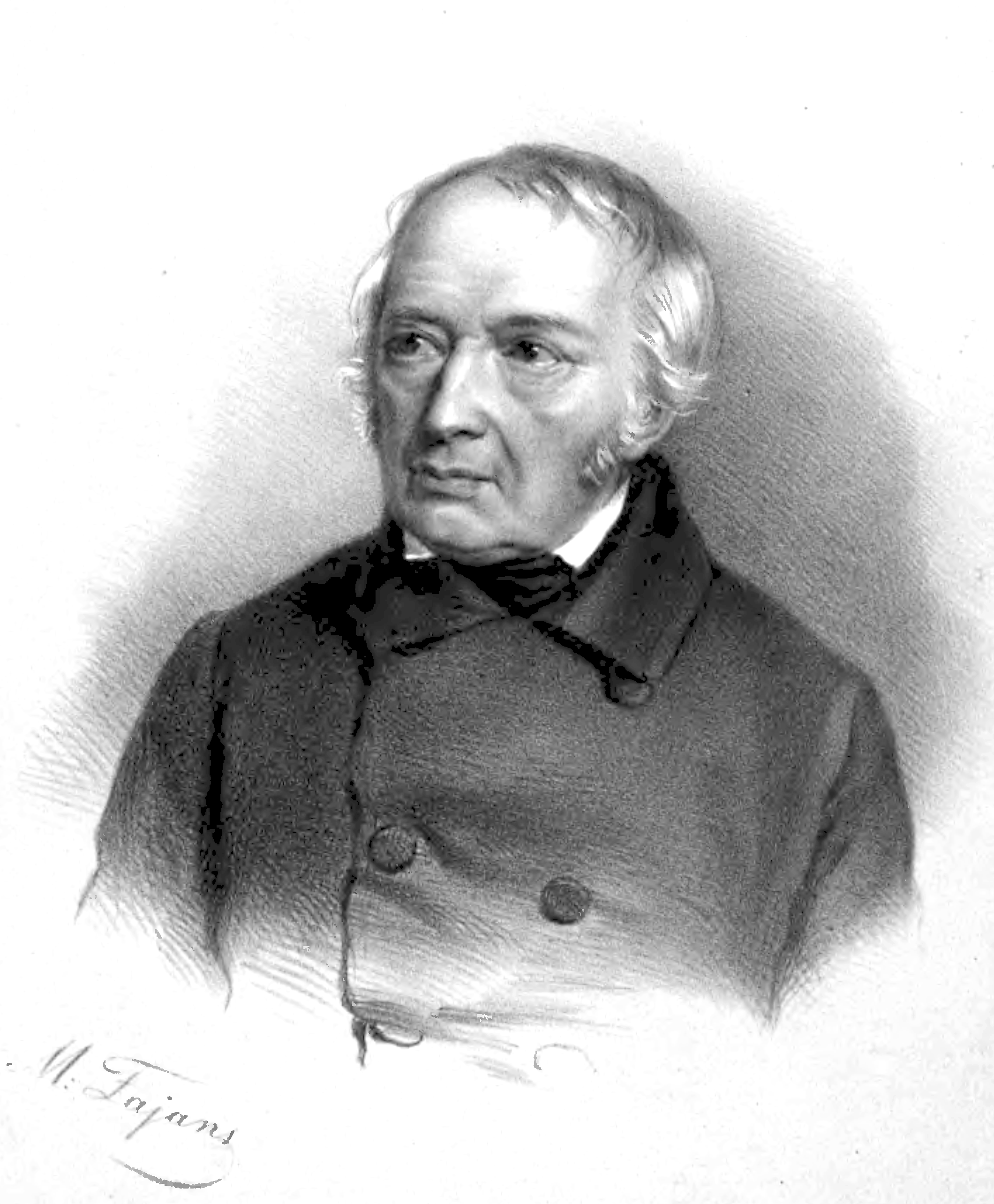
Józef Elsner par Maksymilian Fajans, avant 1853.

À l'automne 1826, le musicien amateur quitte le lycée pour la Haute École de Musique de Varsovie (Główna Szkoła Muzyki, actuelle université de musique Frédéric-Chopin), qui sous la direction de Józef Elsner appartenait au département des Beaux Arts de l' Université de Varsovie. Il y fait la rencontre d'Ignacy Feliks Dobrzyński, son condisciple également très doué, et suit à l'université les cours de l'historien Bentkowski ainsi que ceux du poète Brodziński. À cette époque, la querelle littéraire entre les partisans d'une esthétique classique et les romantiques fait rage à Varsovie. Le poète choisi par Frédéric représente la modernité, à l'opposé du professeur Ludwik Osiński. Pour Brodziński, l'artiste « agit toujours mieux lorsqu'il met à profit l'inspiration, lorsqu'il se montre moins sévère envers certains écarts, … Qu'il laisse le sentiment se déverser et l'écarte ensuite, tel un juge froid, pour polir son œuvre, la compléter et la corriger… ». Pour Boucourechliev, « telle exactement sera la méthode de composition de Chopin — conforme à son tempérament à la fois spontané et amoureux de la perfection… ». L'influence du cours de littérature ne se limite pas à sa position sur le romantisme. Dans un pays de plus en plus bâillonné par l'autoritarisme russe, la création d'un art national est une préoccupation du poète, partagée par Elsner, ainsi que par de nombreux intellectuels polonais. Brodziński précise : « … je répète que les œuvres des génies, dépourvues de sentiments patriotiques, ne peuvent être sublimes… ».
À la Haute École de Musique le jeune musicien apprend la rigueur dans la composition. En 1828 Chopin écrit sa première sonate, en ut mineur. Cette obsession de maîtriser parfaitement les techniques de son art dans une œuvre monumentale conduit à des faiblesses et « tout ici l'emporte sur la spontanéité de l'inspiration qui saisit l'auditeur dans les autres œuvres du jeune compositeur ». À la même époque, le musicien compose deux polonaises, en ré mineur et en si bémol majeur qui « expriment une envie spontanée de composer », mais « elles ont toutefois recours à des fonctions tonales très simples ». C'est néanmoins vers cette époque, que Chopin atteint sa maturité avec des œuvres comme les Variations en si bémol majeur sur le thème de Là ci darem la mano du Don Giovanni de Mozart, à l'origine d'un célèbre article de Schumann qui utilise l'expression « chapeau-bas messieurs, un génie ! ». C’est aussi dans cette période que le musicien parvient à intégrer dans des œuvres déjà matures, une sensibilité polonaise, avec par exemple un Rondeau de concert à la Krakowiak, terminé en 1828, ou son Nocturne no 20, dédié à sa sœur aînée Ludwika Chopin.

#### Premiers concerts publics

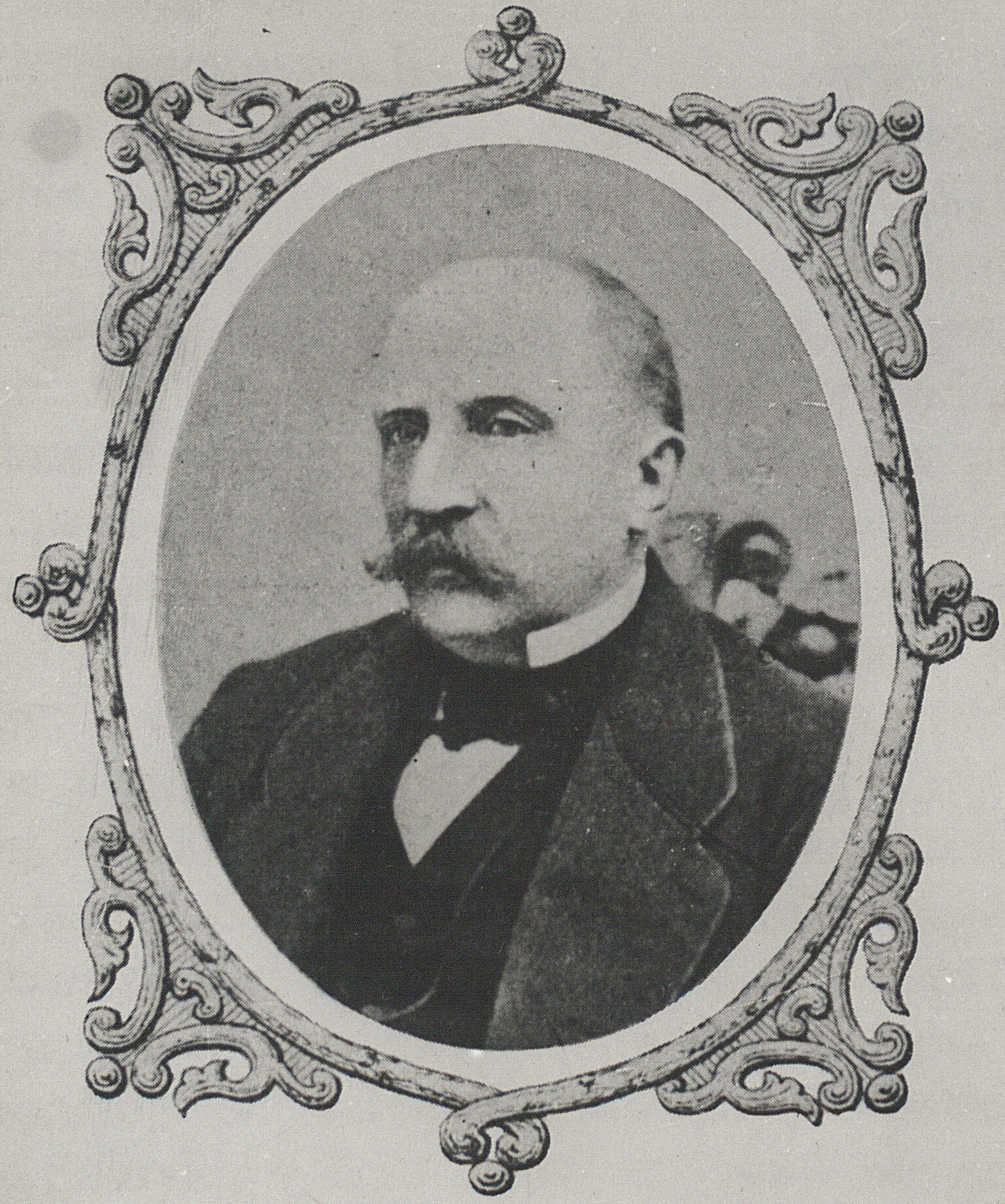
Tytus Woyciechowski.

Certains sentiments affectifs, caractéristiques de la vie d'adulte de Chopin, sont déjà présents durant cette période. Les camaraderies acquises au lycée deviennent de véritables amitiés. Mais on trouve déjà, dans sa correspondance, des traces de solitude et même de nostalgie, comme le montre cette lettre écrite à Tytus Woyciechowski, son « ami par excellence » ou amant,:

« Je dois te dire franchement combien j'ai de plaisir à me rappeler tout cela. J'ai la nostalgie de tes champs, ce bouleau sous ta fenêtre ne peut me sortir de la mémoire. Et cette arbalète ! Comme c'est romanesque ! Je m'en souviens de cette arbalète avec laquelle tu m'as martyrisé pour tous mes péchés ! »

— Chopin à Tytus Woyciechowski, 21.8.1830,
Woyciechowski et Julian Fontana resteront les confidents de Chopin durant l'essentiel de sa vie.
Une tragédie marque profondément son âme slave. Sa cadette Emilia, atteinte par la tuberculose, meurt en deux mois le 10 avril 1827. C'est probablement à ce moment que Chopin contracte la maladie qui ne le quittera jamais.

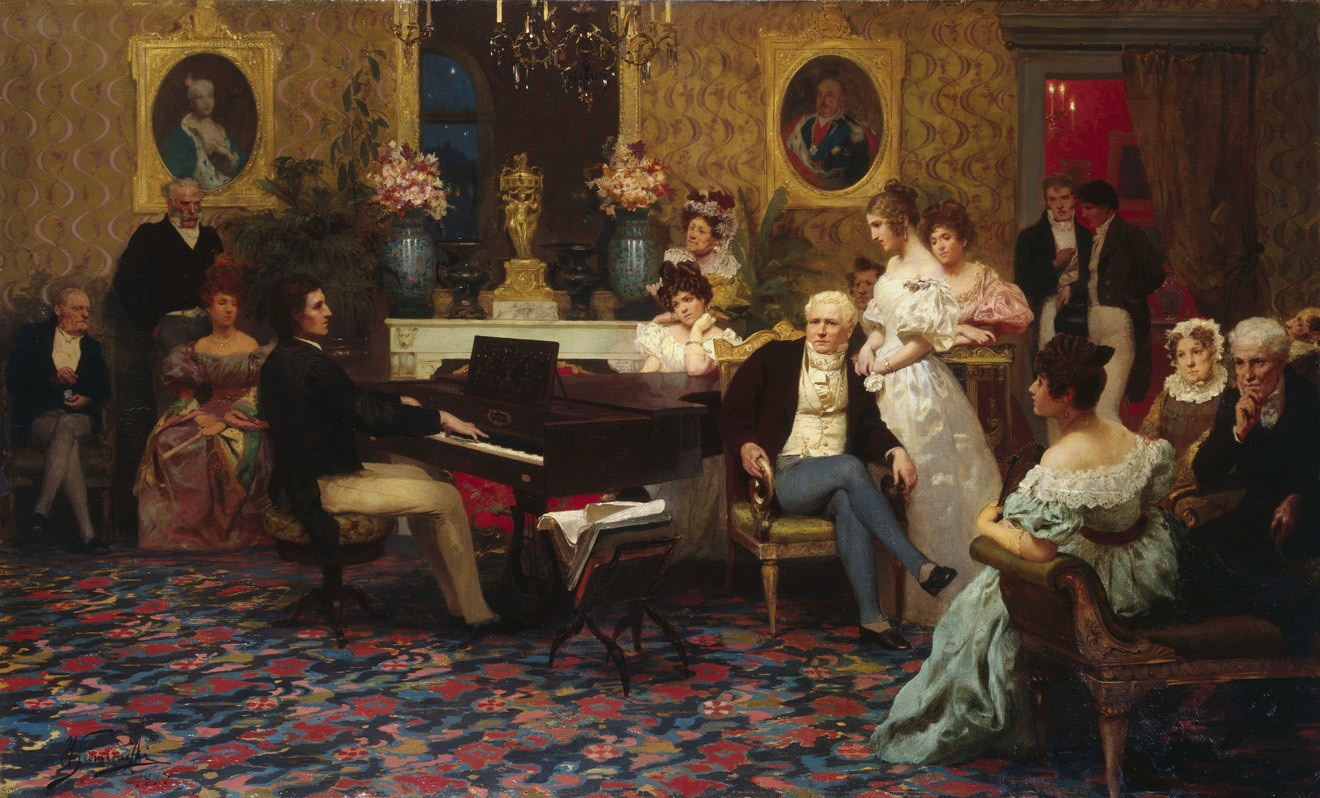
Concert de Chopin chez les Radziwiłł en 1829. Par Henryk Siemiradzki (1887).

Cette période est aussi celle des premiers sentiments amoureux. Lorsque le compositeur écrit à Tytus : « J'ai, peut-être pour mon malheur, trouvé mon idéal, je le vénère de toute mon âme. Il y a déjà six mois que j'en rêve chaque nuit et je ne lui ai pas encore adressé la parole », il évoque la cantatrice qui poursuit ses études au conservatoire, Constance Gładkowska, à qui il ne se déclarera jamais. Il se contente d'assister à ses cours, de l'accompagner au piano et d'assister à ses débuts dans Agnese (Agnès) de Paër, avec musicalement, quelque lucidité : « n'était-ce le la-dièse et le sol naturel, nous n'aurions rien de meilleur dans le genre ».
Pour Boucourechliev, « rien n'est plus révélateur de sa personnalité que cette passive contemplation amoureuse ». Le musicologue se demande si cet amour sublimé « n'a pas été le plus beau des prétextes à l'essor de ce lyrisme … et si Chopin… n'a pas entièrement admis que le seul prolongement de son amour pût se trouver dans son œuvre ». Il compose pour elle la valse en ré bémol majeur, opus 70, no 3 (en).

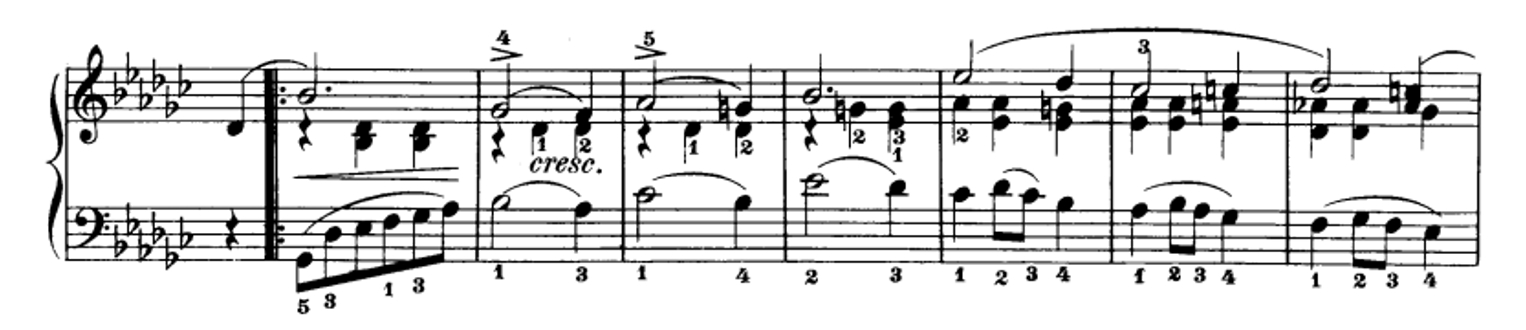
Valse en ré bémol majeur op. 70 no 3, Trio.

D'autres éléments ont contribué à faire de l'enfant prodige un musicien professionnel reconnu. Varsovie propose au jeune Chopin de nombreux concerts et opéras, qu'il suit attentivement. Il entend la pianiste Maria Szymanowska, Le Barbier de Séville, dont il critique violemment la représentation — « J'aurais assommé Colli. Il chantait faux, cet Arlecchino italiano ; il chantait faux à faire peur ! » — ou Paganini. Cette découverte de la modernité n'est pas sans influence sur ses goûts : « Chopin veut réunir au piano les deux points les plus extrêmes de tout le jeu instrumental jusqu'à présent. Il vise à faire fusionner en un tout l'élément didactique issu de l'esprit formateur d'un Bach avec l'incandescence passionnée et le défi technique de Paganini ». Après le conservatoire, où il a pourtant appris la composition d'orchestre, Chopin devient « le seul génie musical du XIXe siècle à s'être délibérément et exclusivement consacré à son médium », le piano.
À la fin de cette période, Chopin désire donner de véritables concerts publics rémunérés. Le premier, où il improvise, a lieu le 19 décembre 1829. Le 17 mars 1830, il en donne un second avec, au programme, son Concerto en fa mineur. Chopin est déjà reconnu : le concert est donné à guichet fermé. Cinq jours plus tard, le compositeur se produit de nouveau en public, avec le même concerto et le Rondeau de concert à la Krakowiak. Le Décaméron polonais du 31 mars indique : « M. Chopin est un véritable phénomène. Tous admirent avec enthousiasme le talent exceptionnel de ce jeune virtuose, certains même voient en lui un nouveau Mozart ». Le 11 octobre de la même année, le compositeur donne un grand concert d′adieu à sa ville.

#### Voyages à Berlin et Vienne

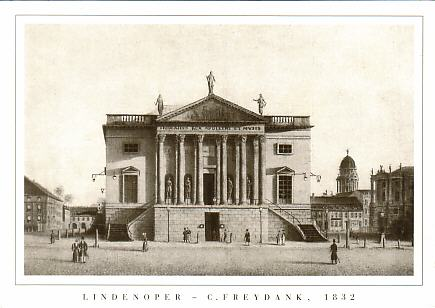
L'opéra de Berlin en 1832, où Chopin entendit cinq opéras en septembre 1828. (d'après une peinture de Carl Daniel Freydank).

Pour Chopin, l'essentiel en effet ne se joue plus à Varsovie. En 1829, il déclare : « que m'importent les louanges locales ! Il faudrait savoir quel serait le jugement du public de Vienne et de Paris ». Depuis l'âge de 18 ans, il supporte de moins en moins le « cadre étroit de Varsovie ». Un premier voyage à Berlin est organisé en septembre 1828 avec le scientifique et professeur de zoologie Feliks Jarocki, ami de Nicolas qui assistait à un congrès de naturalistes. Mais le séjour s'avère décevant : ni concert ni rencontre intéressante. Cependant, pendant ces quinze jours, il va cinq fois à l'opéra, il y savoure la musique de Cimarosa (Le mariage secret), Spontini (Cortez), Onslow (Le Colporteur) et Weber (Der Freischütz), bien que déçu par les mises en scènes et l'interprétation ; mais c'est surtout l'exécution de l’Ode à sainte Cécile de Haendel qui l'emballe et « s'approche de l'idéal de la grande musique » dit-il dans une lettre à ses parents,.
Après son retour à Varsovie, il entend de nouveau Hummel et pour la première fois Paganini au théâtre national l'été suivant. Il se rend à plusieurs des dix concerts que l'italien y donne : il est abasourdi par l'extrême virtuosité. Le 19 juillet un banquet est donné en l'honneur du violoniste et Elsner lui remet une tabatière portant l'inscription : « Au chevalier Niccolò Paganini, les admirateurs de son talent ». Dans la foulée des concerts, Chopin compose une paraphrase assez fade intitulée souvenir de Paganini, publié seulement en 1881, et, sous le choc de « cet univers de la virtuosité transcendante » de l'Italien, commence à écrire les premières études de l'opus 10 : les numéros 8 à 11. Les concerts suivants auxquels il assiste, donnés par Heller et Lipiński, ne font que souligner le génie de Paganini.
Encouragé par Elsner, il se rend une première fois à Vienne (31 juillet–19 août 1829) et y « fait fureur ». Ce court voyage ne lui suffit pas. Comme au Hongrois Liszt, le métier d'artiste impose à Chopin une carrière internationale et Constance Gladkowska lui écrit : « Pour faire la couronne de ta gloire impérissable, tu abandonnes les amis chers et la famille bien-aimée. Les étrangers pourront mieux te récompenser, t'apprécier ». Ce n'est cependant pas sans appréhension qu'il quitte sa terre natale et il écrit à Tytus : « Lorsque je n'aurai plus de quoi manger, tu seras bien forcé de me prendre comme scribe à Poturzyn ».
Le 2 novembre 1830 Chopin quitte Varsovie en direction de Kalisz  et il quitte la Pologne le 4 novembre en direction de Breslau (ville allemande en Silésie, aujourd'hui Wrocław en Pologne). Le musicologue Boucourechliev s'interroge : « Malgré le zèle nationaliste de ses thuriféraires polonais, poussé à l'excès (et toujours cultivé), malgré les déclarations et les pleurs sur la patrie occupée, malgré sa famille, restée là-bas, qui dut venir un jour à Carlsbad pour revoir son glorieux rejeton, Chopin ne mit jamais plus le pied en Pologne… Pourquoi cet abandon — pour ne pas dire ce refus obstiné ? »

### Vienne (23 novembre 1830–20 juillet 1831)

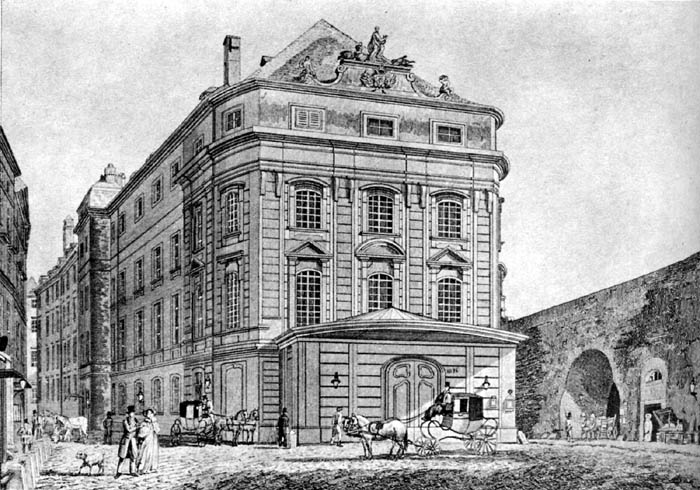
Le Kärntnertor-theater de Vienne vers 1830.

Passé par Dresde et Prague, Chopin arrive à Vienne pour son second séjour, avec son ami Tytus le 23 novembre 1830, espérant renouer avec le succès de son précédent voyage. Les premiers jours sont heureux : il rencontre le compositeur Hummel, le facteur de pianos Conrad Graf, le médecin impérial Malfatti (et dernier médecin de Beethoven), dont l'épouse est polonaise ; il assiste à plusieurs opéras : La clémence de Titus de Mozart, Guillaume Tell de Rossini et Fra Diavollo d'Auber. Il rencontre le violoniste virtuose Josef Slavík, qu'il compare à Paganini : « À part Paganini, je n'ai jamais rien entendu de comparable, quatre-vingt-seize staccati d'un seul coup d'archet : incroyable ! » et avec qui il joue. Ensemble, ils travaillent le projet d'un cycle de variations sur un thème de Beethoven pour violon et piano, écrit conjointement, dont Chopin aurait composé l'Adagio. Mais il ne reste nulle trace de la partition.

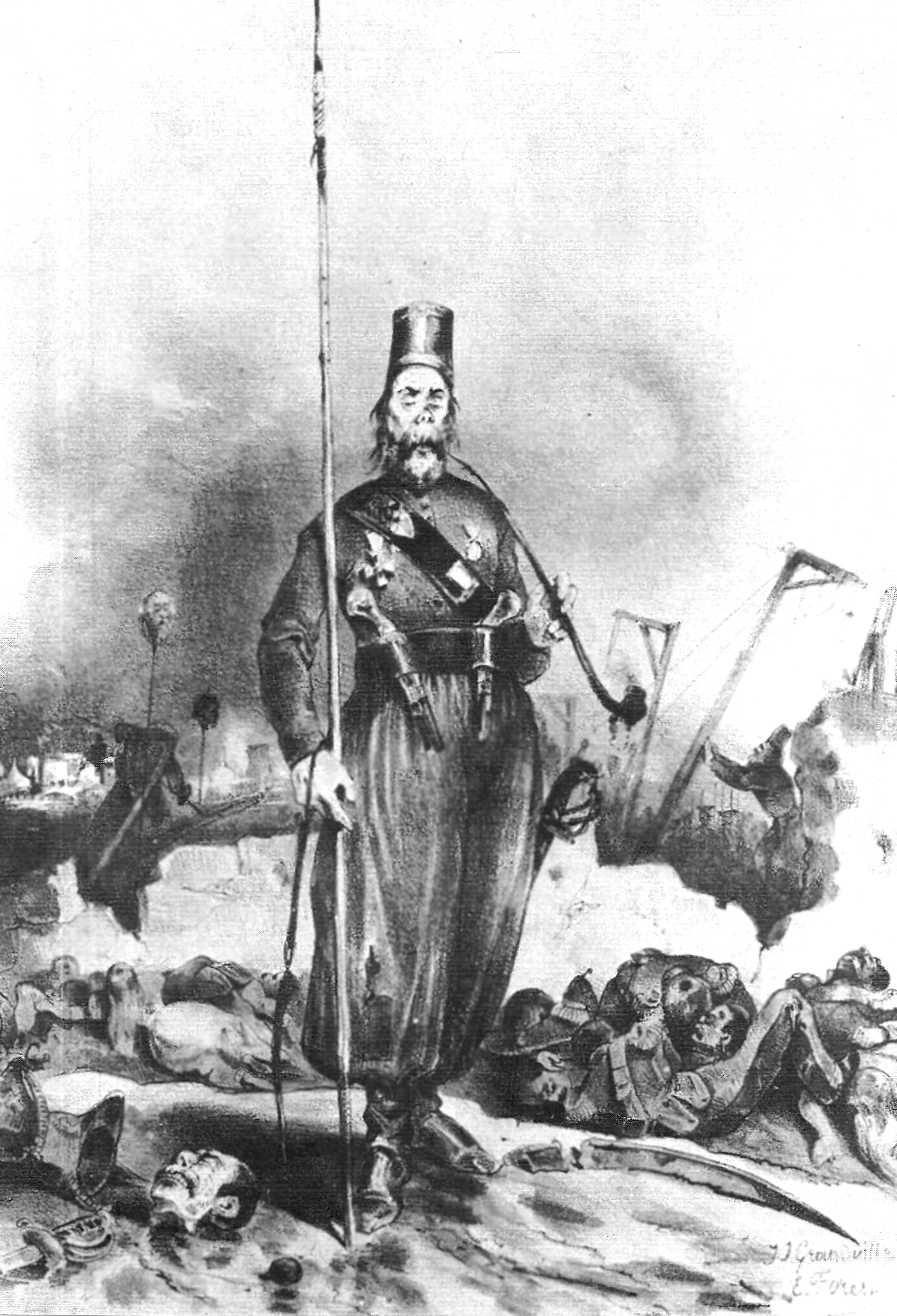
« L'ordre règne à Varsovie », caricature de Grandville, 1831.

Plusieurs éléments concourent ensuite à rendre la vie du musicien difficile, en particulier l'évolution politique en Pologne. L'agitation révolutionnaire — après la France (en juillet) et la Belgique (en octobre) — atteint la Pologne qui se révolte contre la tutelle russe : l'insurrection débute le 29 novembre. Tytus quitte Chopin pour la rejoindre ; le virtuose se trouve en proie à une solitude, mêlée d'un sentiment d'impuissance patriotique poussé à son paroxysme. Les Autrichiens ne sont guère favorables aux Polonais : « il n'y a rien à tirer de la Pologne qui sème le « désordre ».
De plus, les Viennois, sous le charme des valses de Strauss, sont insensibles à la poésie du Sarmate. Il ne faut pas moins de sept mois passés à Vienne pour que Chopin puisse participer à un concert, sans rémunération (le 11 juin 1831 au Kärtnerthor-Theater). La critique loue ses qualités de virtuose, mais reste sceptique vis-à-vis de son Concerto pour piano et orchestre no 1 en mi mineur : « L'œuvre ne représentait rien de singulier, mais le jeu de l’artiste fut unanimement loué ».
La reconnaissance du public n'est pas au rendez-vous avec Chopin, « Mais il s'était attelé à une tâche immense qui lui tint lieu de succès public : c’étaient les Études op. 10, conçues pour la plupart à Vienne, et le début de celles de l′op. 25, chefs-d’œuvre d'un artiste de vingt-et-un ans. » Pour créer son propre univers sonore dans cette œuvre didactique, le musicien s'inspire de Bach pour les deux premières études et de Mozart pour l’Étude no 6. En raison des événements polonais, la dizaine d'œuvres composées à Vienne manifestent « un engagement psychique majeur […] celui que l'on connaîtra désormais : musicien du déchirement, portée à la violence, bouleversant les cadres hérités ». Il en est ainsi du premier Scherzo, en si mineur livrant les deux visages de Chopin : rafale et berceuse, « le déchaînement de la haine et le comble de la tendresse, un thème sauvage et une harmonie paisible, comme immobile ».
Dégoûté et à court d'argent, Chopin quitte Vienne le 20 juillet 1831 pour tenter sa chance à Paris. L'ambassade russe à Vienne — légalement Chopin est citoyen russe — a d'abord refusé un passeport pour la France, puis en accorde un « pour Londres, via Paris ». Le voyage se fait par Salzbourg, Munich, où il donne un concert, et Stuttgart où il séjourne au début de septembre. C'est là que, le 8, il apprend la nouvelle de la chute de Varsovie, sans savoir ce qu'il advient de sa famille. Cette situation n'est pas sans influence sur l'artiste : « Le Journal, tenu alors par Chopin à Stuttgart, serait-il un commentaire verbal de l’Étude — no 10 — : « Ô Dieu, Tu es là ? – Tu es là et Tu ne Te venges pas ! – Pour Toi, il n'y a pas encore assez de crimes moscovites — ou bien — ou bien Tu es moscovite toi-même. »

### Paris (1831-1838)

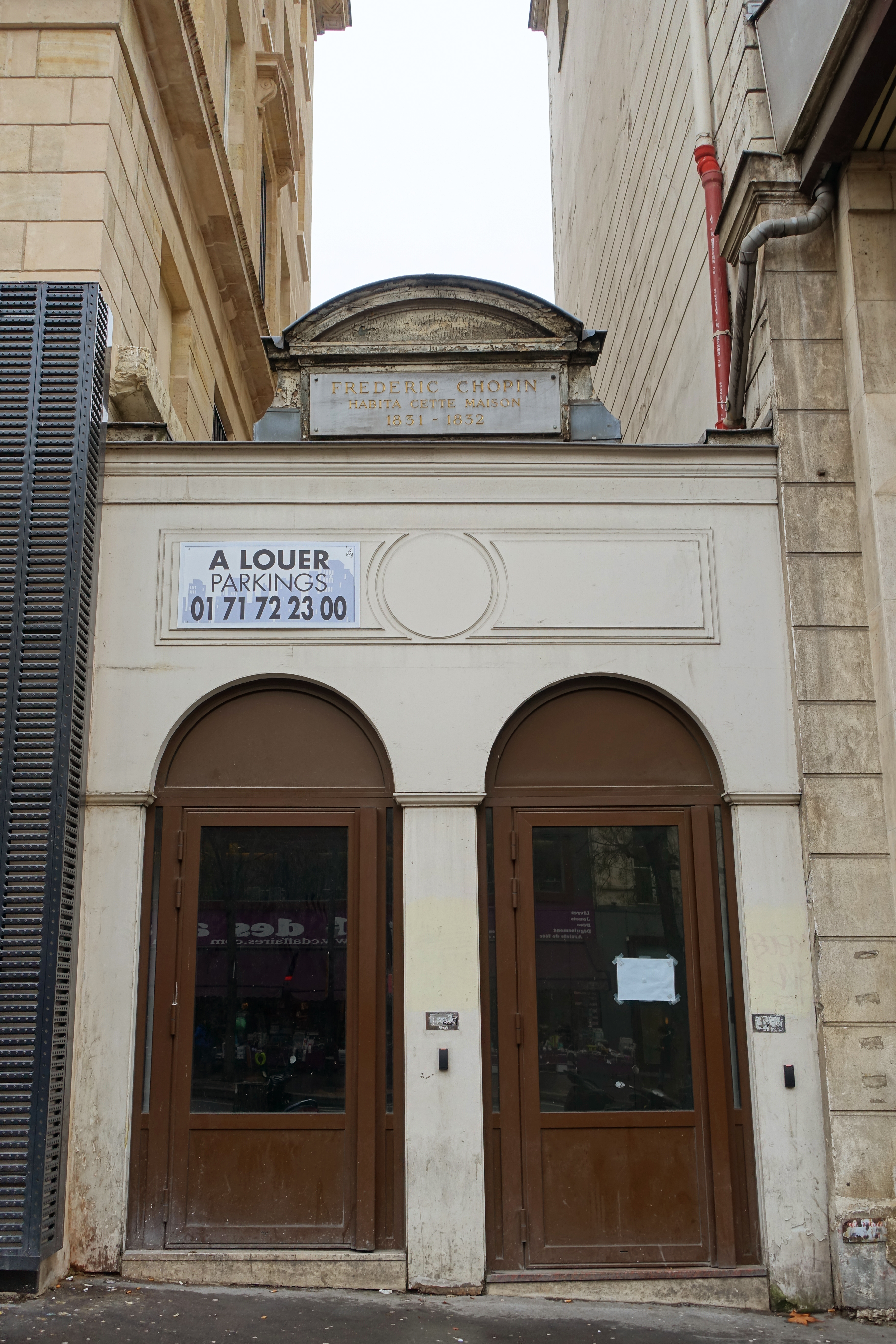
J'habite 27, boulevard Poissonnière, au cinquième étage. Tu ne pourrais croire combien mon appartement est joli ! […] avec un balcon donnant sur les boulevards, d'où je découvre Paris, de Montmartre au Panthéon. Bien des gens m'envient cette vue, mais personne, mon escalier. Il y reste moins d'un an. C'est l'une des neuf adresses parisiennes de Chopin, dont certaines ont disparu avec les travaux d'Hausmann dans les années 1860.

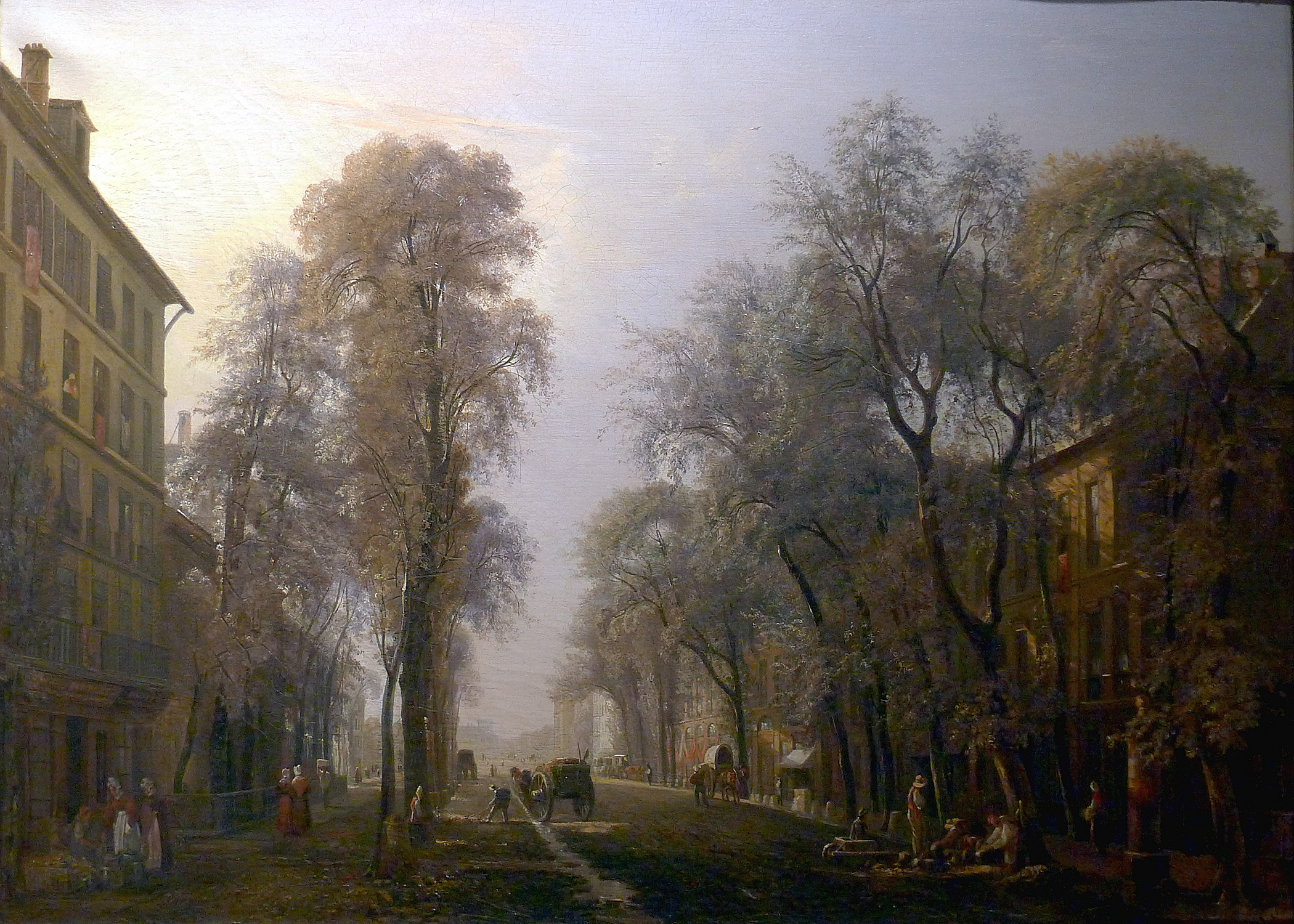
Le boulevard Poissonnière en 1834 par Isidore Dagnan (musée Carnavalet).

Arrivé à Paris le 5 octobre 1831, Chopin s'installe dans le quartier bohème et artiste, au 27 du boulevard Poissonnière.

#### Intégration politique
Le contexte politique parisien est favorable à la cause polonaise. De nombreux émigrés ont rejoint cette capitale et les plus importants forment une communauté que fréquente le musicien dans les salons de l'hôtel Lambert, dans l'île Saint-Louis ; il devient aussi membre de la Société littéraire polonaise et donne même en 1835 un concert de bienfaisance au profit des réfugiés. Il n'est cependant pas vraiment militant et le tapage des manifestations le dérange : « Je ne puis te dire la désagréable impression que m'ont produite les voix horribles de ces émeutiers et de cette cohue mécontente ».

#### Intégration sociale
Les Polonais le lancent dans la capitale ; le musicien donne des leçons de piano à la comtesse Potocka, et grâce à son aide et à celle de Valentin Radziwill, il devient le professeur de piano « élégant » de l'aristocratie polonaise en exil et des milieux parisiens les plus fermés. Dès mars 1832, il déménage dans la petite cité Bergère, plus calme et plus adaptée. Cette activité, à laquelle il consacre le quart de son existence, est bien rémunérée (il prend vingt francs-or de l'heure), et lui assure l'aisance matérielle. Elle lui ouvre aussi la porte du monde aristocratique, qui l'accueille comme un ami et où il se sent bien : « Je fais partie de la plus haute société, j'ai ma place marquée au milieu d'ambassadeurs, de princes, de ministre, […] Et cependant c'est là aujourd'hui une condition presque indispensable de mon existence ; car c'est d'en haut que nous vient le bon goût ». En 1836, il déménage au 38, rue de la Chaussée-d'Antin, « la vitrine du nouveau régime où l'aristocratie de l'argent remplaçait celle des titres ».

#### Intégration artistique

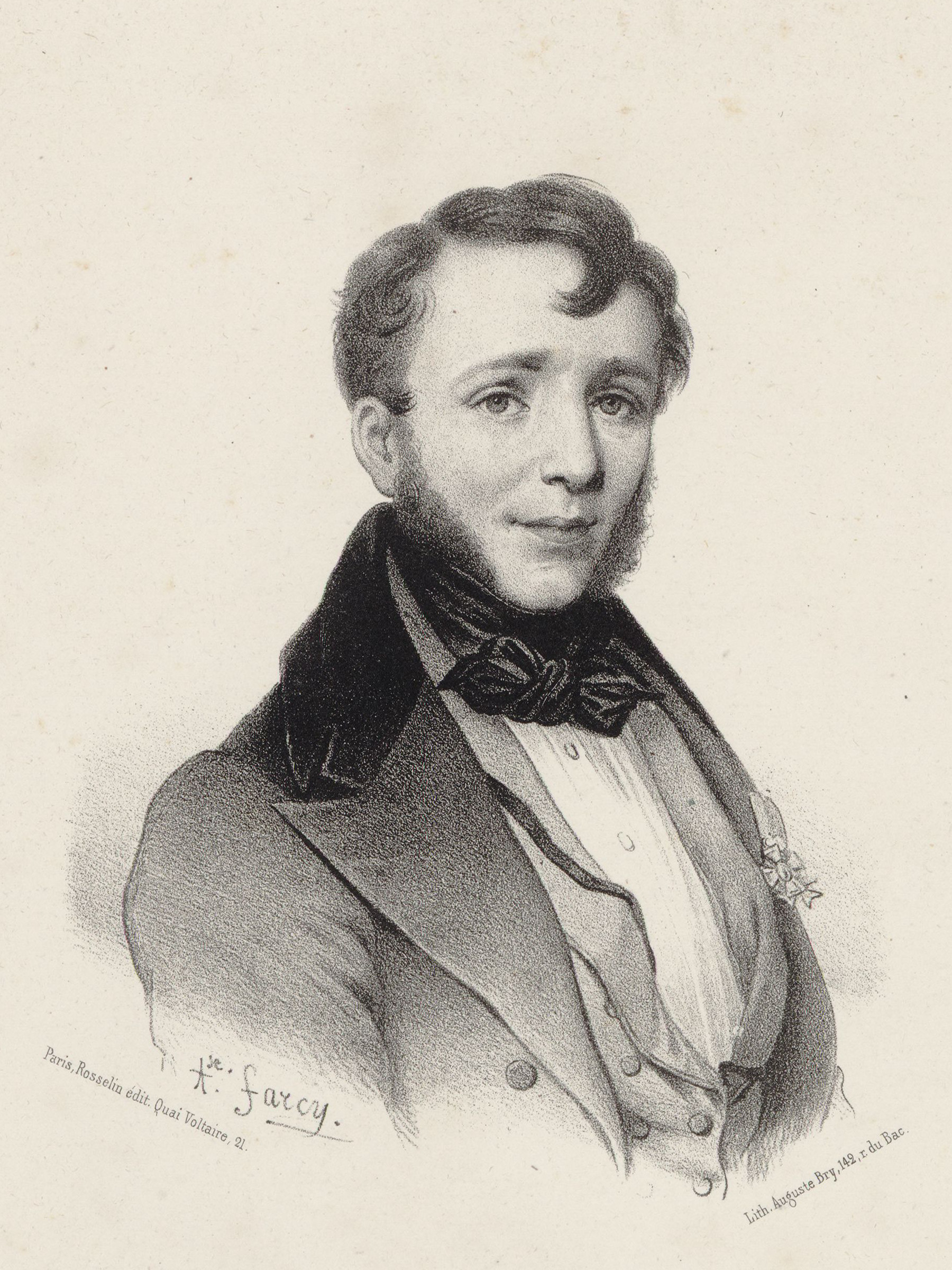
Portrait de Friedrich Wilhelm Michael Kalkbrenner.

Durant cette période qui suit la bataille d'Hernani, les romantiques sont actifs dans tous les domaines. Victor Hugo écrit Notre-Dame de Paris (1831), Le roi s'amuse (1832) et Honoré de Balzac écrit ses œuvres majeures, tandis qu'Eugène Delacroix innove et traduit le romantisme en peinture. En musique, Hector Berlioz est le chef de file des romantiques. Dans ce domaine, la première place est néanmoins tenue par l'art lyrique, avec pour vedette Gioachino Rossini. Le piano est pratiqué par les plus grands virtuoses : Franz Liszt et Friedrich Kalkbrenner habitent la capitale. Avec d'autres brillants interprètes comme Ferdinand Hiller, Henri Herz ou Camille Pleyel, ils font de Paris la capitale du monde pianistique.
Chopin y est, dans un premier temps, un auditeur infatigable. Il découvre Le Barbier de Séville, L'Italienne à Alger, Fra Diavolo ou encore Robert le Diable, qui le laisse bouleversé : « Je doute qu'on ait atteint jamais au théâtre, le degré de magnificence auquel est parvenu Robert le Diable ». Le musicien rencontre rapidement Kalkbrenner et son admiration n'a pas de mesure : « Tu ne saurais croire comme j'étais curieux de Herz, de Liszt, de Hiller, etc. Ce sont tous des zéros en comparaison de Kalkbrenner ». Cette rencontre lui permet de donner un premier concert le 25 février 1832. Il ne fait pas salle comble et le public est surtout formé par des Polonais, mais la critique n'est pas mauvaise. François-Joseph Fétis écrit dans la Revue musicale : Son « Concerto a causé autant d'étonnement que de plaisir à son auditoire, […] Trop de luxe dans les modulations, du désordre dans l'enchaînement des phrases… ». Il se produit de nouveau les 20 et 26 mai et la critique devient plus élogieuse : « Monsieur Chopin est un très jeune pianiste qui, à mon avis, deviendra très célèbre avec le temps, surtout comme compositeur ». Cette période est riche en concerts donnés par le musicien. Si, en 1833, le compositeur-pianiste est encore un soliste étranger dans la capitale, l'année 1834 est celle de la transition et lors de son concert du 25 décembre, il est devenu, pour la critique spécialisée, l'égal des plus grands.

#### Amitiés

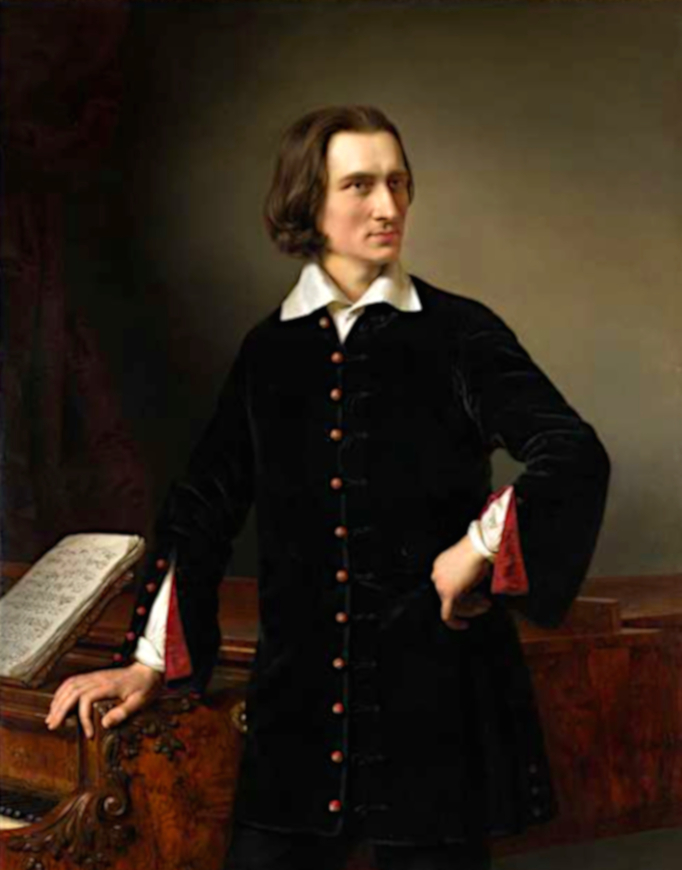
Franz Liszt en 1847 par Miklós Barabás (Musée national hongrois).

Dans son livre Soixante ans de souvenirs, Ernest Legouvé indique : « Je ne puis mieux définir Chopin, en disant que c'était une trinité charmante. Il y avait entre sa personne, son jeu et ses ouvrages un tel accord… ». Chacune des composantes de cette trinité est un sésame qui ouvre au musicien la porte à des amitiés qu'il gardera parfois toute sa vie.

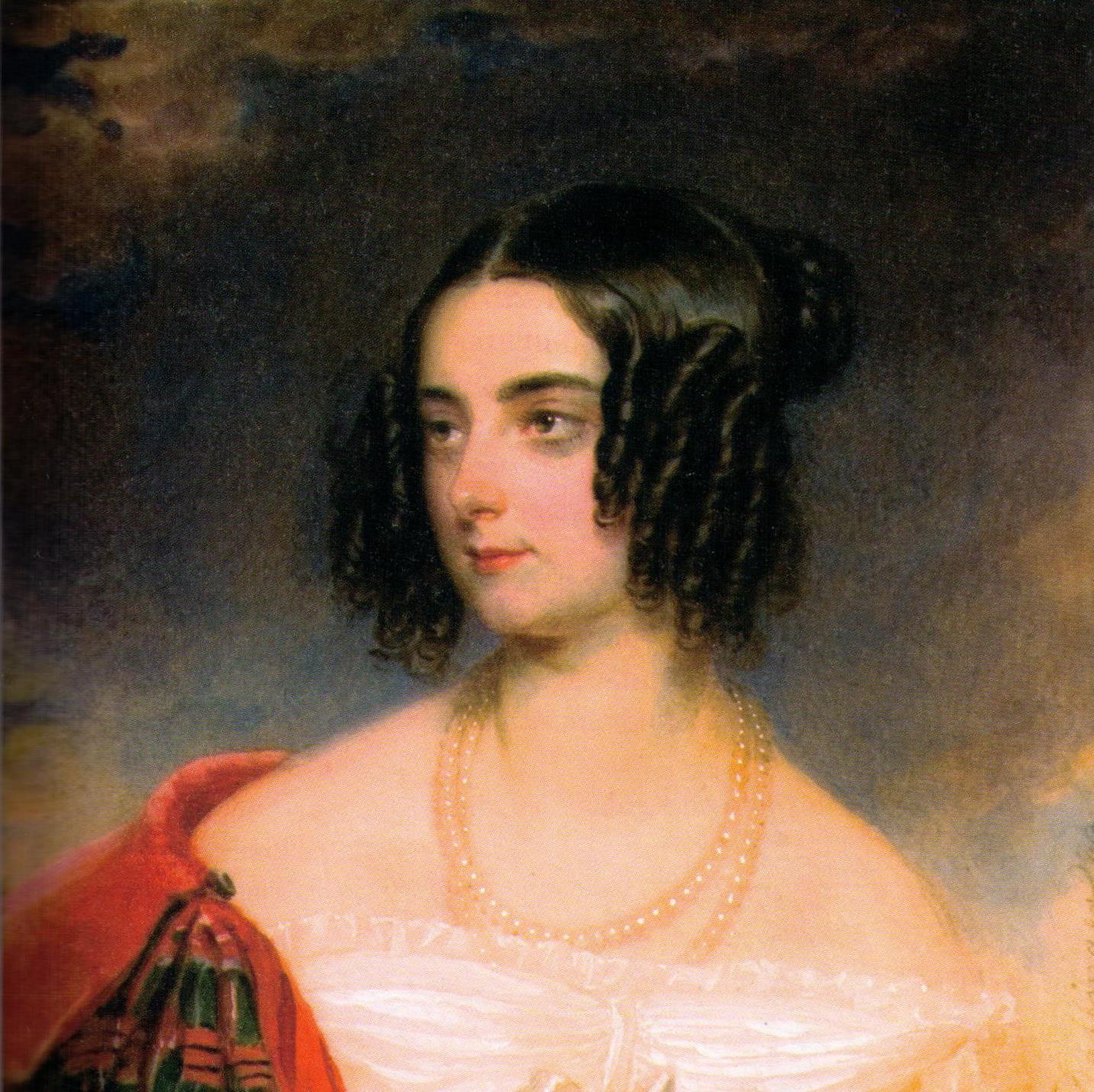
Delfina Potocka (1807-1877), rencontrée à Dresde en novembre 1830. Portrait par Moritz Michael Daffinger (1839).

Depuis son plus jeune âge, le polonais fréquente l'aristocratie. Il a intériorisé ses règles, sa politesse et son savoir vivre : « le soin et la recherche de sa toilette faisaient comprendre l'élégance toute mondaine de certaines parties de ses œuvres ; il me faisait l'effet d'un fils naturel de Weber et d'une duchesse… » L'amitié entre la comtesse Delfina Potocka, réputée très belle, riche et protectrice, et le musicien est fondée sur un sentiment de respect et d'estime mutuel. Cette affinité entre le musicien et le milieu aristocratique favorise une expression de la dimension artistique de Chopin dans les salons : « Sans qu'on puisse étiqueter Chopin comme compositeur de salon […], c'est pourtant le salon parisien dans ce qu'il a de meilleur sous Louis-Philippe qui représente par excellence le lieu et les milieux où il a rencontré la plus vive adhésion ». Comme bien d'autres, le marquis de Custine est sous le charme : « Je lui avais donné pour thème le Ranz des vaches et la Marseillaise. Vous dire le parti qu′il a tiré de cette épopée musicale, est impossible. On voyait le peuple de pasteurs fuir devant le peuple conquérant. C'était sublime ». La mondanité de Chopin est à l'origine d'un stéréotype : « le poète décadent des chloroses et des névroses » ou encore « l'incarnation du rubato, favori des jeunes filles de pensionnats », même si le public des salons n'est pas toujours victime de cette interprétation facile.
L’homme du monde est indissociable du virtuose. Le quasi-autodidacte a développé dans son enfance une technique propre dont la concentration auditive et la décontraction musculaire sont les postulats. Cette virtuosité, si différente des puissantes interprétations d’un Liszt, subjugue l'univers pianistique parisien et en premier lieu Kalkbrenner. Liszt et Hiller tombent rapidement sous le charme : « Personne n'a jamais mû de la sorte les touches d'un piano ; personne n'a su en tirer les mêmes sonorités, nuancées à l'infini ». Ce touché unique est à l'origine d'une amitié profonde avec le fabricant de pianos Camille Pleyel. Le virtuose précise : « Quand je suis mal disposé […], je joue sur un piano d'Erard et j'y trouve facilement un son tout fait ; mais, quand je me sens en verve et assez fort pour trouver mon propre son à moi, il me faut un piano de Pleyel ». Pleyel ne se remettra jamais totalement de la mort de son ami.

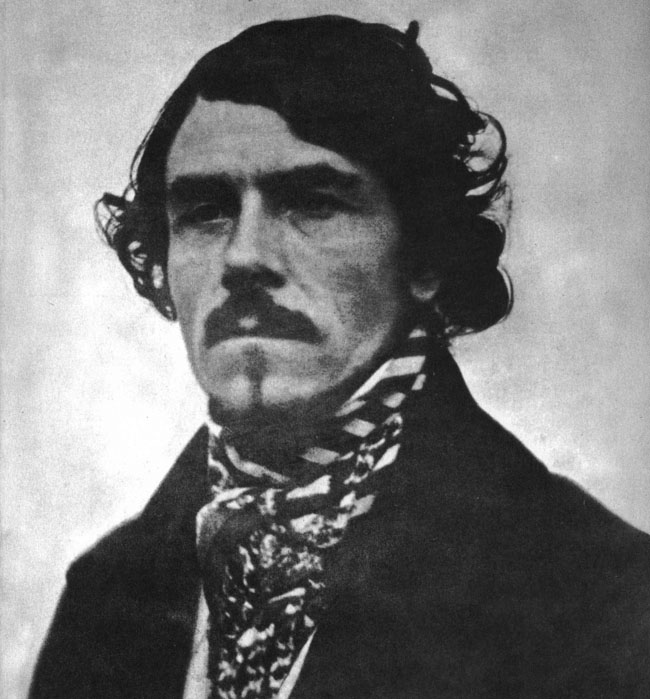
Eugène Delacroix daguerréotype de Léon Riesener 1842.

Chopin est aussi un compositeur et « Liszt s'enthousiasma avant tout pour les œuvres de Chopin : mieux que quiconque, il comprit leur nouveauté et leur originalité, et devint aussitôt un de ses fervents admirateurs ». Durant cette époque, où la guerre entre les classiques et les romantiques est ouverte, Chopin est de plain-pied dans la modernité. Berlioz, qui comprend sa musique alors que Chopin ne comprend pas la sienne, se lie d'amitié avec le poète sarmate. Avec Liszt, Mendelssohn et Hiller, ces deux compositeurs forment la tête de pont du romantisme musical parisien. Ils se rencontrent fréquemment dans une ambiance informelle, comme le montre ce petit mot de Berlioz « Chopinetto mio, si fa una villegiatura da noi, a Montmartre rue St. Denis ; spero che Hiller, Liszt e de Vigny seront accompagnés de Chopin. Énorme bêtise, tant pis. HB ». D'autres artistes, de passage à Paris, se lient d'amitié avec le Sarmate. Schumann lui voue une admiration sans limite et « On sait que Bellini et Chopin, écrivait Schumann, étaient amis et que, se communiquant souvent leurs compositions, ils ne sont pas demeurés sans influence artistique l'un sur l'autre ». Les amitiés artistiques de Chopin dépassent le cadre de la musique. Delacroix devient l'un de ses plus proches amis en 1835 :

« J'ai des tête-à-tête à perte de vue avec Chopin, que j'aime beaucoup, et qui est un homme d'une distinction rare : c'est le plus vrai artiste que j'aie rencontré. Il est de ceux, en petit nombre, qu'on peut admirer et estimer. »

Balzac est aussi un admirateur : « Il trouva des thèmes sublimes sur lesquels il broda des caprices exécutés tantôt avec la douleur et la perfection raphaélesque de Chopin, tantôt avec la fougue et le grandiose dantesque de Liszt, les deux organisations musicales qui se rapprochent le plus de celle de Paganini. L'exécution, arrivée à ce degré de perfection, met en apparence l'exécutant à la hauteur du poète, il est au compositeur ce que l'acteur est à l'auteur, un divin traducteur des choses divines ».

#### Maria Wodzińska
Cette période est marquée par un épisode sentimental, qui — dit-on — rappelle celui qu'il a vécu avec Constance Gladkowska, mais qui est, selon Boucourechliev, bien moins important que les amitiés nouées à cette époque.
Entre 1831 et 1835, Chopin, aux yeux de la loi française, est un Polonais résidant à Paris, avec un permis de séjour précisant qu'il a quitté la Pologne avant l'insurrection et qu'il est de père français. À partir de 1835, il obtient la nationalité française à part entière, et est déclaré de père et de mère française. À la différence des Polonais, il n'a plus besoin d'entrer en communication avec l'administration russe pour voyager ailleurs qu'en Pologne.

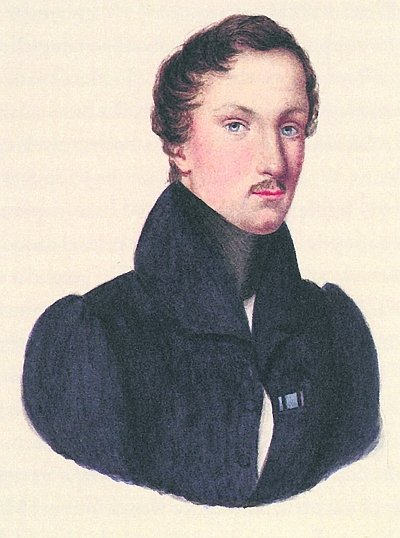
Jan Matuszyński.

Pendant l’été 1835, sur le conseil de son ami Jan Matuszyński, qui habite avec lui Chaussée-d’Antin no 5 de 1834-1836, Chopin se rend à la station thermale d'Enghien avec Vincenzo Bellini et où, non loin, se trouvent ses amis le marquis de Custine et Delfina Potoka. C'est à Enghien, en juillet 1835, qu'il apprend que ses parents sont à Carlsbad en Bohême, où ils sont venus en cure. Il s'y rend (dix jours de voyage) et la famille se retrouve par surprise réunie à la mi-août : « Notre joie est inexprimable ! Nous nous embrassons et nous nous embrassons encore. », écrit le compositeur à la suite d'une lettre de Nicolas à ses filles, toutes deux mariées et restées à Varsovie.

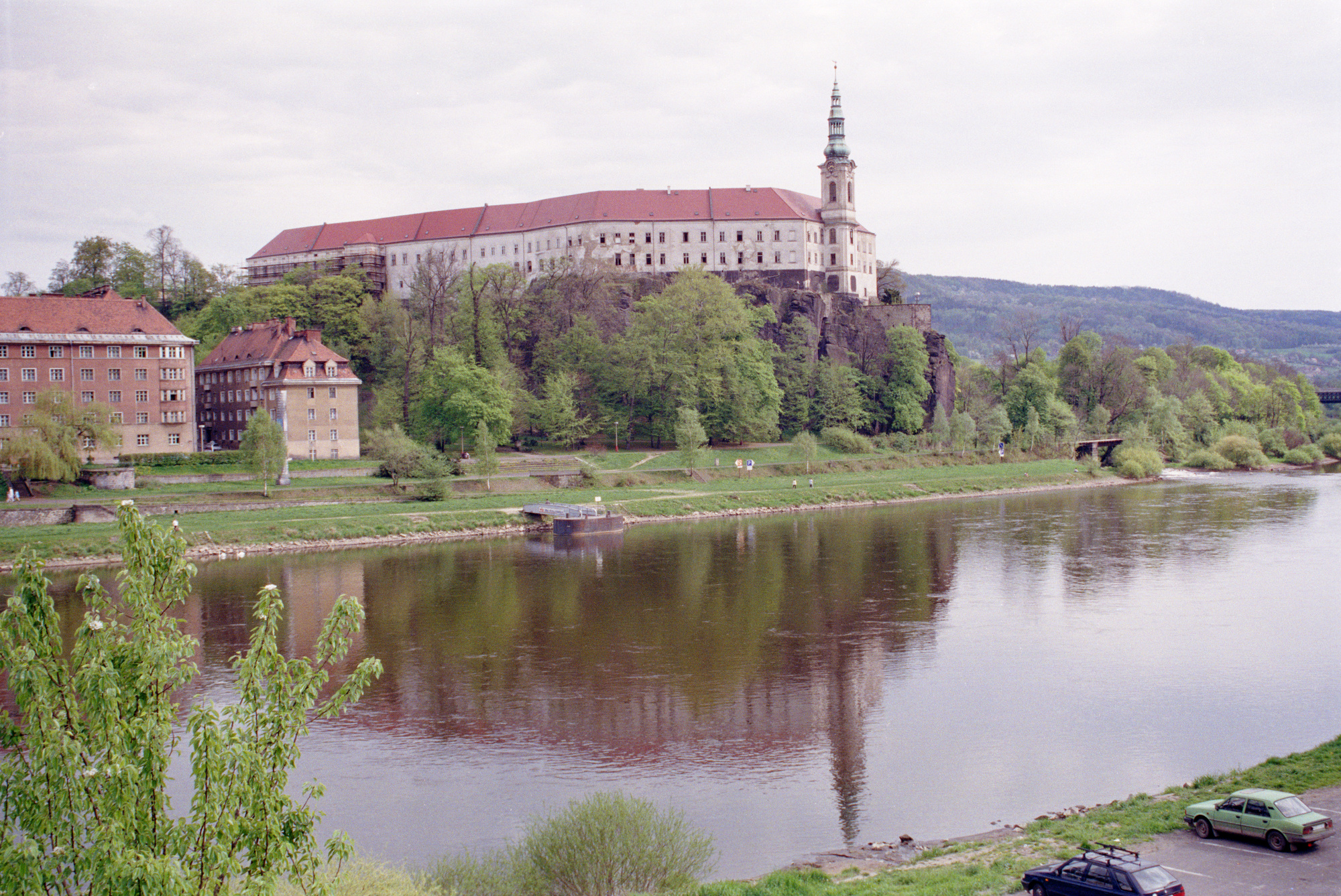
Le château de Děčín, sur l'Elbe. En 1834, Chopin enseigne à Paris le piano aux filles Thun-Hohenstein et rencontre le fils, Friedrich.

Après trois semaines, ils se rendent au château de Děčín, du comte Franz von Thun-Hohenstein. Ses parents repartent pour la Pologne et Chopin y reste une semaine de plus, jusqu'au 19 septembre. À la suite de ces retrouvailles familiales, Chopin cache sa crise : « Le premier jour il n'y avait pas moyen de l'aborder tant il était triste de s'être séparé de ses parents, repartis pour Varsovie ; mais cela nous plaisait, qu'il voulût être laissé à sa douleur, c'était tout naturel » écrit Anne de Thun-Hohenstein, l'une des filles de Franz, dans son journal.
Sur le retour pour Paris, il rejoint Dresde et passe une semaine chez la famille Wodziński, dont les fils étaient ses camarades de jeux à la pension de ses parents. On dit, que le musicien tombe amoureux de leur jeune sœur de seize ans, Marie. « Elle n'était point une beauté » mais, malgré son jeune âge, elle a déjà séduit le poète Juliusz Słowacki, ainsi que le comte de Montigny. Au bout d'une semaine, Chopin quitte les Wodziński et un amour inavoué et épistolaire, que Boucourechliev qualifie « d'imaginaire », se développe. Marie ne lui inspire « rien qu'une petite valse, écrite à la va-vite en des temps plutôt heureux », sa Valse de l'adieu, en la bémol majeur, op. 69 no 1.

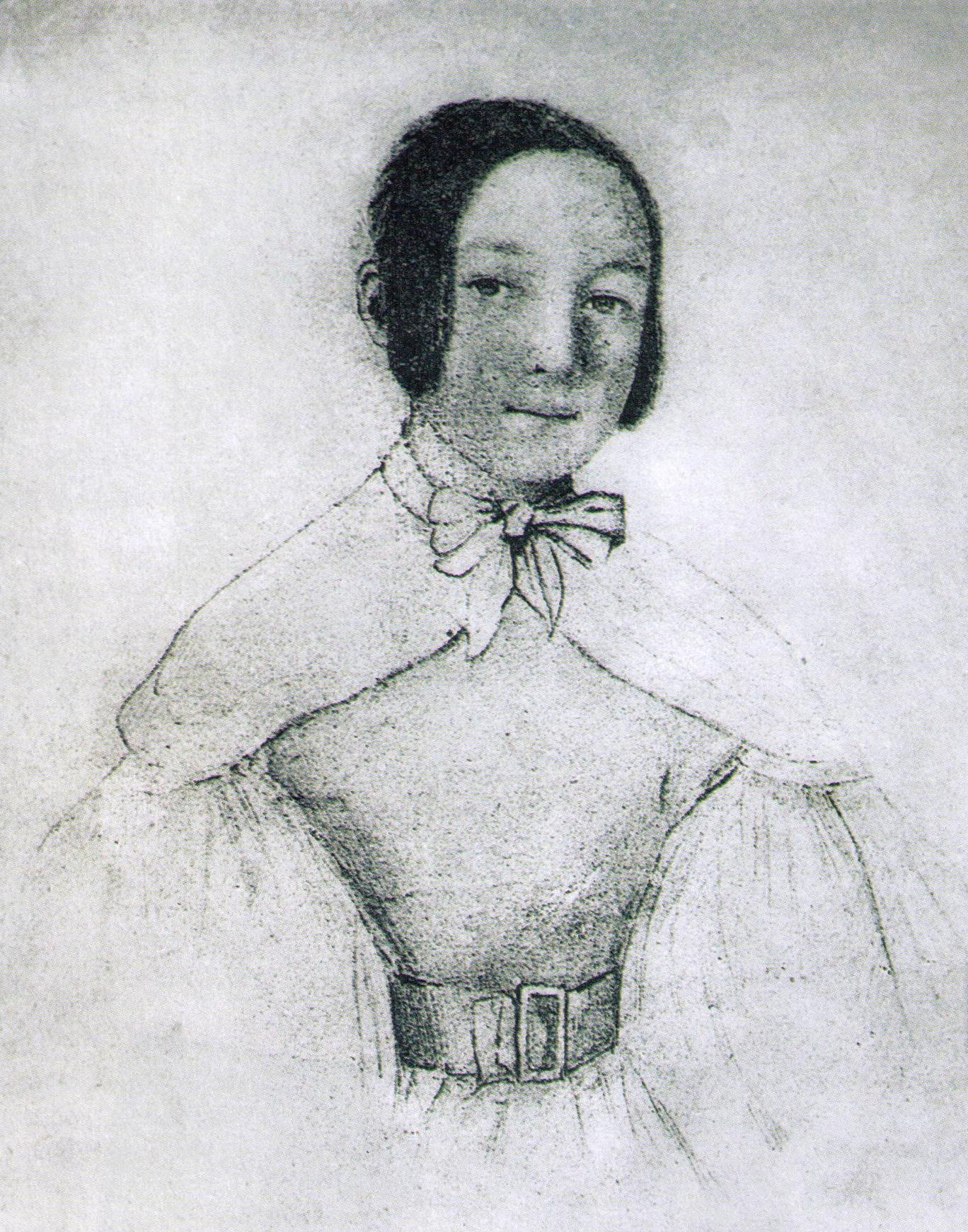
Maria Wodzińska à 17 ans (autoportrait, 1836).

Le 16 septembre, il est à Leipzig pour la journée. Il y retrouve Mendelssohn, tout juste nommé à la tête du Gewandhaus, et Schumann devant lequel il joue le Nocturne en mi-bémol majeur. Il rend visite aussi à Clara Wieck qui interprète deux études et sa sonate en fa dièse mineur. Schumann note dans la Neue Zeitschrift für Musik « Le style de son jeu est, comme celui de ses œuvres, unique ; son jeu m'a profondément captivé… Je ne crains pas de l'appeler un virtuose consommé… J'ai éprouvé un plaisir extrême à rencontrer enfin un vrai musicien. Il nous a fait connaître quelques-unes de ses nouvelles Études. » Puis, fatigué, obligé à quelque repos, il s'arrête à Heidelberg et se rend chez le père de son élève Adolf Gutmann. Il arrive à Paris le 15 octobre, où il apprend la mort de Bellini.

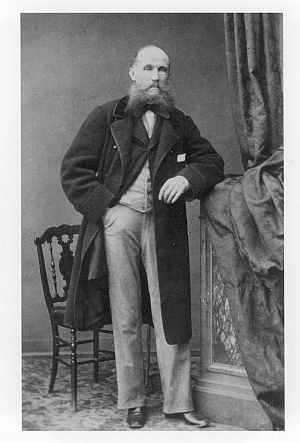
Julian Fontana.

L'été suivant, fin juillet, Chopin retrouve la jeune fille à Marienbad. On dit, que la veille de son départ, Chopin finit par demander sa main, Marie accepte, mais se soumet à la décision de sa mère ; celle-ci ne s'oppose pas catégoriquement, tout en exigeant le secret — le père n'étant pas mis au courant. Mais il n'y existe aucune preuve solide pour cette histoire,. Pour Boucourechliev, « le reste est hypocrisie épistolaire de la mère, acceptation passive de ses atermoiements par sa fille » : cela se termine par une rupture en mars 1837 (le retour en Pologne de la famille Wodziński peut aussi avoir joué un rôle déterminant). Il conclut : « on ne peut s'empêcher de la comparer à une autre fille, sensiblement du même âge, qui vivait non loin, à Leipzig, et qui se sera battue de toutes ses forces pour s'unir à l'homme qu'elle aimait : Clara Wieck, bientôt l'épouse de Schumann ». Dès 1836, et jusqu'à 1838, Julian Fontana habite avec lui Chaussée-d'Antin.
Cette période est finalement la plus sereine de l'existence de Chopin : il vient de revoir ses parents, il est célèbre, il n'a jamais été en meilleure santé. Il apprécie une vie mondaine qui n'est pas sans conséquence sur son activité de compositeur. Il termine son cahier d'Études op. 25, quelques Nocturnes, la première Ballade, une vingtaine de Mazurkas, deux Polonaises et cinq Valses : un travail léger et brillant, coloré d'insouciance.

### Paris et Nohant (1838–1848)

#### Carrière musicale
Au cours de ces années, Chopin donne peu de concerts, mais a de nombreuses représentations pianistiques dans différents contextes.

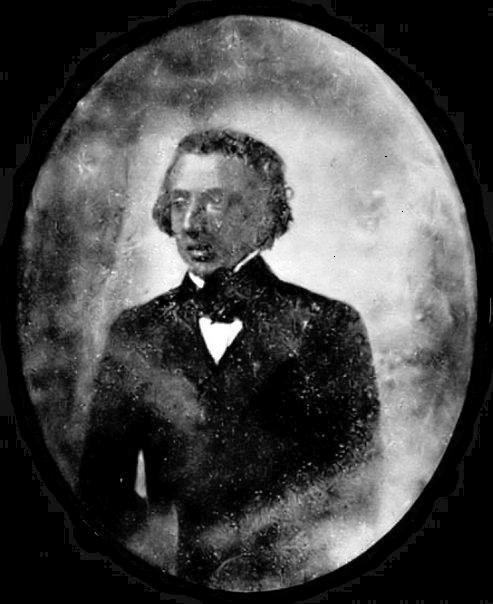
Chopin en 1846 ou 1847 (daguerréotype, Société Frédéric Chopin, Varsovie).

Le 12 mars 1838, il donne un concert à l'hôtel de ville de Rouen.
Il convient tout d'abord de mentionner l'hommage rendu en avril 1839, à Marseille, au ténor Adolphe Nourrit, décédé le mois précédent en Italie. Lors de la messe de requiem célébrée pour le défunt, Chopin joue à l'orgue de Notre-Dame-du-Mont Les Astres, un lied de Franz Schubert.
Au mois d'octobre de la même année, le roi Louis-Philippe, curieux d’entendre le Polonais, l'invite avec le pianiste Ignaz Moscheles à Saint-Cloud. En présence du roi, de la reine Marie-Amélie, de madame Adélaïde et de la duchesse d'Orléans, épouse de Ferdinand-Philippe d'Orléans (1810-1842), le fils aîné du roi, Chopin joue avec Moscheles ses Études, ses Nocturnes et une sonate à quatre mains de Mozart. Plus qu'un succès, c'est un véritable triomphe.

Au printemps 1841, Chopin donne, de nouveau chez Pleyel, un concert magistral que Franz Liszt (avec qui il domine maintenant le Paris pianistique de l'époque) commente le lendemain dans la Gazette musicale. Occupé par d'autres activités et n’appréciant pas, contrairement à Liszt, jouer en public, il ne donnera pas de concerts dans les années suivantes. Sand, lors de la préparation du concert, écrit à Pauline Viardot : 

« Il ne veut pas d'affiches, il ne veut pas de programmes, il ne veut pas de trop nombreux public. Il ne veut pas qu'on en parle. Il est effrayé de tant de choses, que je lui propose de jouer sans chandelles, sans auditeurs, sur un piano muet. »

Il préfère jouer pour ses amis au cours des nombreuses soirées passées à son appartement de la rue Pigalle. Parmi les invités et musiciens de ces concerts privés, se trouvent Sainte-Beuve, Mickiewicz, Marie Poznanska, Delacroix, Berlioz, ainsi que nombre d'exilés polonais. Des témoignages sur ces concerts privés, joués à la faible lueur de bougies dans le coin sombre du petit salon, sont parvenus jusqu'à nous : « Ses regards s’animaient d'un éclat fébrile, ses lèvres s'empourpraient d'un rouge sanglant, son souffle devenait plus court. Il sentait, nous sentions que quelque chose de sa vie s'écoulait avec les sons. »
Son ultime concert à Paris, un immense succès malgré son état d'affaiblissement, a lieu le 16 février 1848 ; d'après les nombreux commentaires de ce moment historique, il s'agit d'un instant fabuleux.

#### George Sand

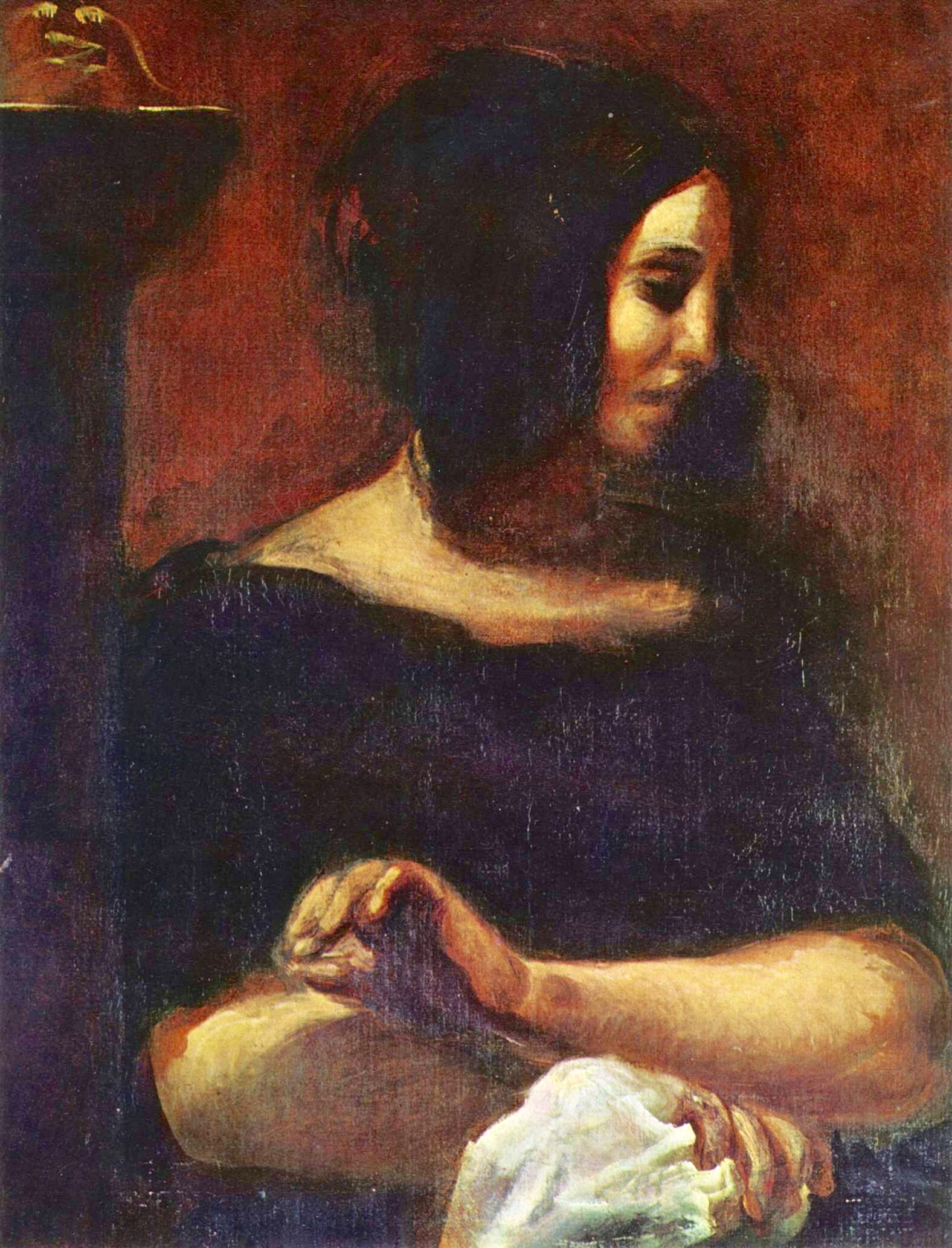
Portrait de George Sand
Fragment d’un double portrait avec Frédéric Chopin, inachevé
Eugène Delacroix, 1838
Ordrupgaard.

Chopin écrivait à Julien Fontana quelques mois avant de mourir : 

« Le seul malheur consiste en ceci : que nous sortons de l’atelier d’un maître célèbre, quelque Stradivarius sui generis, qui n’est plus là pour nous raccommoder. Des mains habiles ne savent pas tirer de nous des sons nouveaux, et nous refoulons au fond de nous-mêmes ce que personne ne sait tirer, faute d’un luthier. »

De 1838 à 1847, il est le compagnon de l'écrivain George Sand, 34 ans, deux enfants, fortunée de naissance. En outre, le succès de ses nombreux ouvrages lui assure une totale indépendance familiale et financière. Ils mènent ensemble une vie mondaine, nourris d'une admiration réciproque. Chopin a 28 ans. Les deux artistes se rencontrèrent pour la première fois par hasard fin octobre 1836 à l’Hôtel de France, 23 rue Laffitte à Paris lors d'une réception donnée par Liszt et Marie d'Agoult. De ce premier contact, Chopin dit le soir même à son ami Hiller, présent lui-aussi : « Qu'elle est antipathique, cette Sand ! Est-ce bien une femme ? J'arrive à en douter ». Par la suite, Chopin et Sand se fréquentèrent à Paris de temps en temps, puis de plus en plus. Chopin sortant de sa déception avec Maria Wodzińska et George Sand de sa relation avec Michel de Bourges, la souffrance en amour fut leur premier lien. Notons que George Sand hésita longtemps avant de se lancer dans une relation avec le pianiste. Elle écrivit à cette époque une lettre immense et complexe (5 000 mots) à son ami Albert Grzymalda en date de fin mai 1838 dans laquelle l’écrivaine met à nu sa passion pour Chopin et exprime le principal but d’une idylle avec le pianiste : « S’il est heureux ou doit être heureux par elle [Marie Wodzinska], laissez-le faire. S’il doit être malheureux, empêchez-le. S’il peut être heureux par moi sans être malheureux avec elle, il faut que nous nous évitions et qu’il m’oublie. Il n’y a pas à sortir de ces quatre points. Je serai forte pour cela, je vous le promets, car il s’agit de lui, et si je n’ai pas grande vertu pour moi-même, j’ai grand dévouement pour ceux que j’aime… »
Au début de leur relation, Chopin était âgé de 28 ans, mais semblait bien plus jeune, George avait 34 ans. D'après ses correspondances de l’époque, l’amour de George Sand pour Chopin frôlait le « maternel », la bonté « pélicane » ; l’auteur parlait de « faire son devoir ». Tout cela tombait à merveille puisque Chopin, vu son état de santé, avait grand besoin de soins. Ils restent ensemble neuf ans.

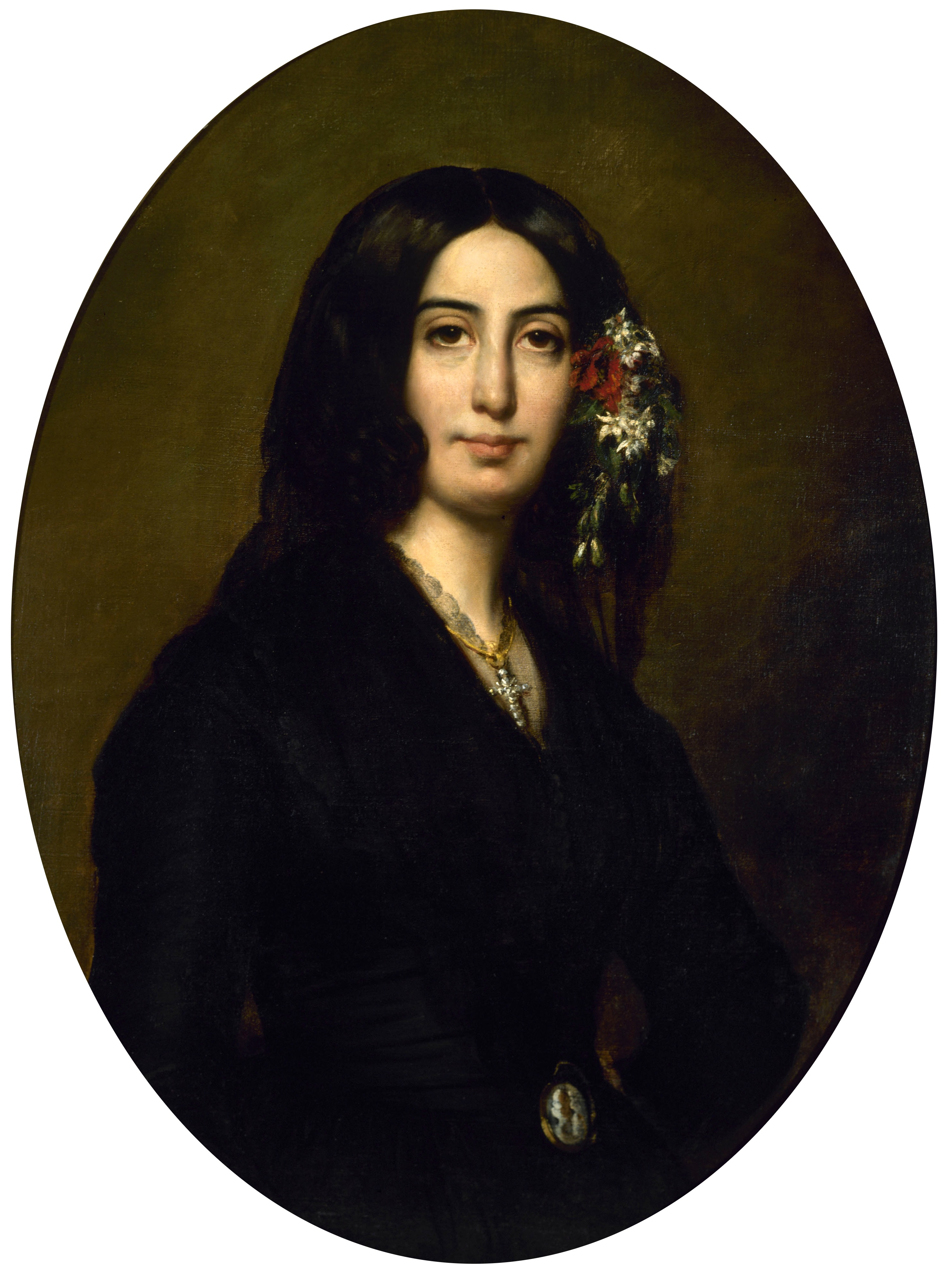
George Sand en 1838, par Auguste Charpentier (conservé au Musée de la vie romantique, Paris).

##### Chartreuse de Valldemossa
En quête de solitude, le jeune couple décide de voyager. En novembre 1838, ils partent séjourner à Majorque, dans les îles Baléares, avec les deux enfants de George Sand, Solange et Maurice. Chopin décide de cacher son voyage (seuls ses amis les plus proches, Fontana et Matuszinski, sont au courant). Le couple vivra d’abord dans la « maison du vent », une villa située à Establiments, pour 100 francs par mois. Après un début de séjour très agréable, Frédéric est atteint d'une bronchite à l'arrivée de l'hiver et les médecins s'aperçoivent qu'il est tuberculeux ; ils doivent quitter la villa et se réfugient dans de mauvaises conditions au monastère de Valldemossa, dans un trois pièces avec un jardin.

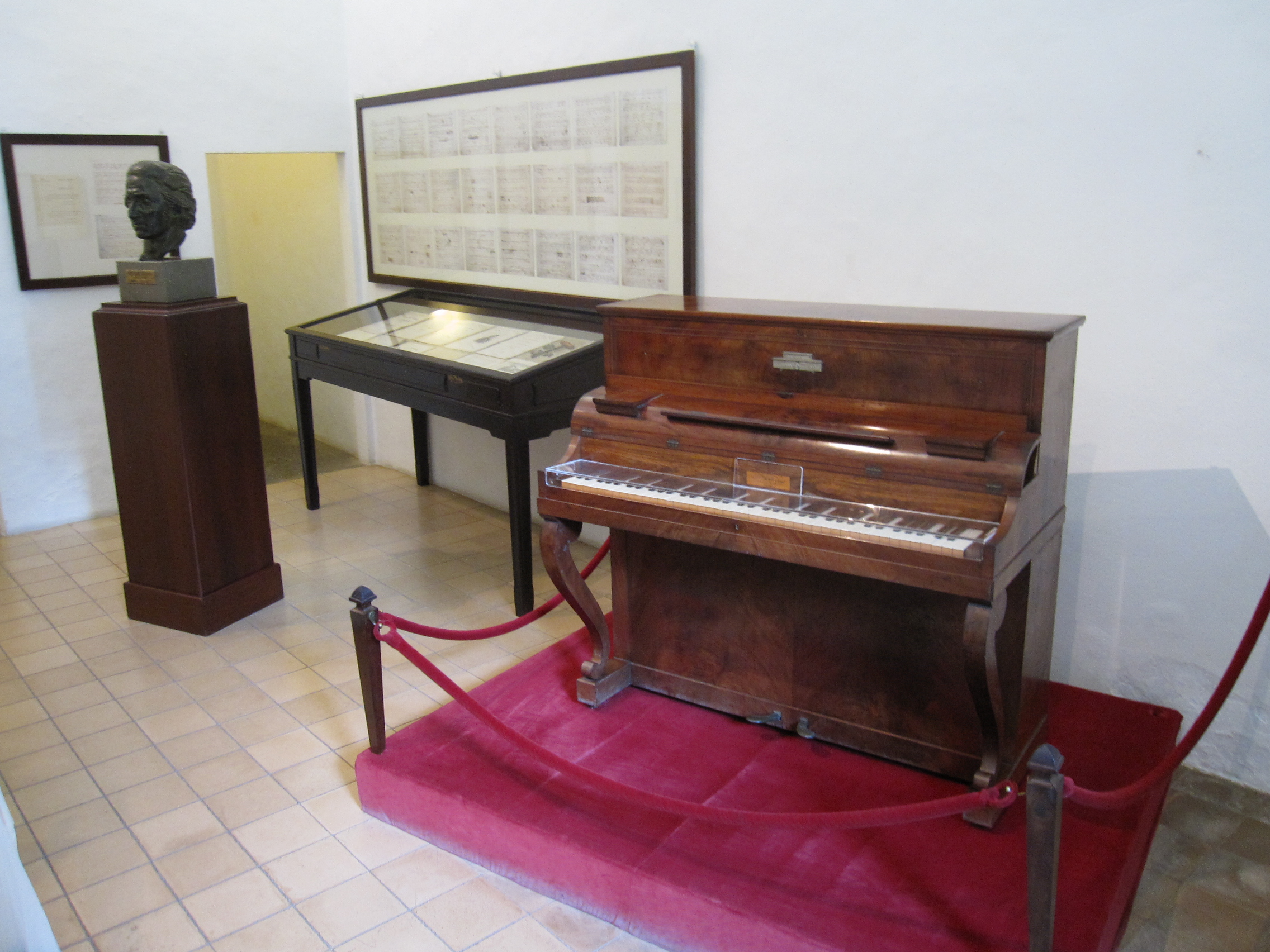
Cellule no 4 à la Chartreuse de Valldemossa, à Majorque. C'est sur ce piano Pleyel (pianino no 6668), envoyé de Paris par Camille Pleyel en janvier 1839, que Chopin compose la plupart des préludes op. 28.

Il y compose, entre autres, son cycle des 24 Préludes, op. 28 et sa 2e Ballade, mais sa santé se dégrade considérablement malgré les soins et le dévouement de Sand. Si l'enthousiasme pour la poésie de l'endroit domine le début de leur séjour, la mauvaise santé de Chopin (qui ne s'adapte pas au climat, ne supporte pas la nourriture du pays et n'est pas vraiment aidé par la médecine locale) oblige George à lui faire la cuisine, à le soigner. La femme, pendant cette période, s'occupe énormément de l'homme qu'elle aime. Le rôle maternel de la romancière se dessine peu à peu dans cette retraite…
L'image la plus exacte à garder de cette période de la relation des deux artistes est l'étape de grand travail qu'elle représente pour chacun (Chopin compose ici ses Préludes), ainsi que l'isolement oppressant de la chartreuse. Le temps est souvent exécrable et la population peu accueillante envers le couple (leur domestique les abandonne, jurant qu'ils sont pestiférés).
Ils rentrent en France avant la date prévue à l'origine et séjournent un moment à Marseille, au moment où le corps d'Adolphe Nourrit y arrive de Naples (cf. supra, concert d'avril 1839). Il retrouve une meilleure santé ; en mai, ils vont passer quelques jours à Gênes, puis rentrent à Nohant (Indre), où se trouve la résidence de campagne de George Sand, non loin de La Châtre.
La lettre que George Sand écrivit à Mme Marliani, à l'époque de leur retour en France, est une source utile pour montrer l'état des deux amoureux à la fin de leur séjour en Espagne : « Enfin, chère, me voici en France… Un mois de plus et nous mourrions en Espagne, Chopin et moi ; lui de mélancolie et de dégoût, moi de colère et d’indignation. Ils m'ont blessée dans l'endroit le plus sensible de mon cœur, ils ont percé à coups d’épingles un être souffrant sous mes yeux, jamais je ne leur pardonnerai et si j'écris sur eux, ce sera avec du fiel. »
Comme le dira plus tard Guy de Pourtalès sur la lune de miel des deux artistes à la chartreuse : « […]on pouvait se demander si la Chartreuse n'était pas une sorte de purgatoire, d'où Sand explorait les enfers tandis que le malade se sentait déjà monter vers le Ciel ».

#### Nohant
De 1839 à 1846, Chopin passe sept étés à Nohant (1839 et de 1841 à 1846). C'est une période heureuse pour Chopin qui y compose la majeure partie de ses œuvres, dont quelques-unes des plus importantes: la Polonaise héroïque, op. 53, la 4e Ballade, la Berceuse op. 57, la Sonate op. 58, la Barcarolle, op. 60, deux des dernières Valses op. 64 et la Sonate pour piano et violoncelle op.65,.
Nohant est un cadre à la fois studieux et ludique. George Sand passe ses nuits à écrire, dort le matin et entretient une activité sociale l'après-midi et le soir. Outre le piano et la composition — il accompagne parfois Pauline Viardot —, Chopin « excellait dans la pantomime, la mise en scène de charades ou de saynètes comiques ou satiriques qu'il accompagnait au piano. »
Mais, au mois de juillet 1847, le couple qui, depuis un certain temps, ne connaissait plus la passion des débuts, se sépare. La maladie de Chopin pèse depuis longtemps sur leur relation physique : « Il y a sept ans que je vis comme une vierge avec lui et avec les autres », écrit Sand à leur ami Albert Grzymalda en mai 1847. Chopin prend de plus le parti de Solange d'abord contre Augustine Brault, « fille adoptive » de Sand, puis dans le conflit familial au sujet de son mariage avec le sculpteur Auguste Clésinger. La rupture est consommée et il ne reverra George Sand qu'une seule fois, par hasard, en avril 1848, mais restera jusqu'à la fin de sa vie très proche de Solange et de son mari.

#### Affaiblissement de l'homme

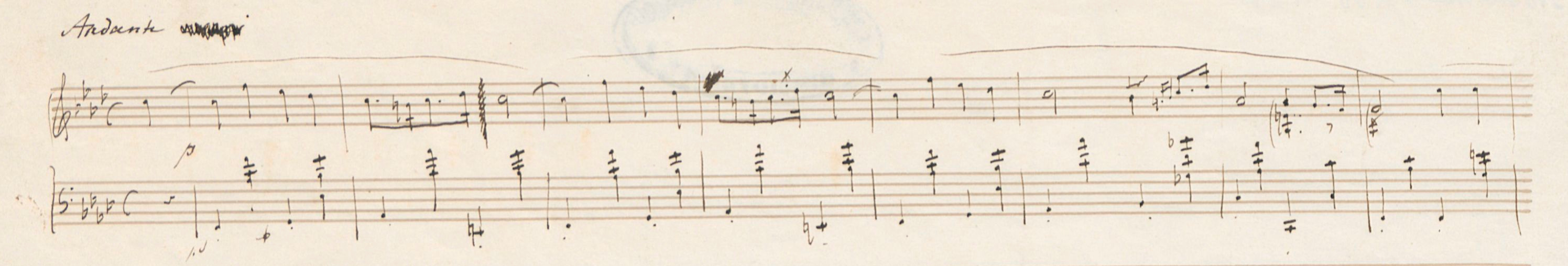
Nocturne op. 55 no 1 en fa mineur, manuscrit autographe c. 1842 – première ligne de la partition (fonds BnF).

À partir de 1842, Chopin, dont l'état de santé va en s'aggravant, subit coup sur coup trois chocs importants. Au printemps 1842, Jan Matuszyński, son ami d'enfance, médecin, lui aussi exilé à Paris depuis 1834,, meurt des suites de la tuberculose à seulement 33 ans. Chopin le veille jusqu'au dernier jour et sa mort est un coup terrible pour lui. Sand en rend compte dans une lettre à Pauline Viardot : Chopin « a été fort, courageux et dévoué […] mais après il a été brisé ». Puis vient l'annonce de la mort de Wojciech Żywny, son premier professeur de musique, resté un ami de ses parents ; enfin, au mois de mai 1844, son père s'éteint à Varsovie. Avant de mourir, il a demandé avec insistance à ses proches de faire ouvrir son corps avant de l'inhumer, de peur de subir le sort de ceux qui se réveillent dans leur tombe. Cette préoccupation hantera également Chopin à la fin de sa vie.
La dépression de Chopin à cette époque est inquiétante ; il écrit pourtant aux siens pour essayer de les rassurer : « J'ai déjà survécu à tant de gens plus jeunes et plus forts que moi qu'il me semble être éternel… Ne vous inquiétez jamais de moi : Dieu étend sur moi sa grâce. »
Les hivers qui suivent sont de plus en plus difficiles à supporter. Les écrits de George Sand montrent que Chopin décline de façon évidente… Entre la grippe qui l'abat pendant l'hiver 1845 et le printemps 1846, et la phtisie qui progresse, le musicien est de plus en plus affaibli.

### Dernières années

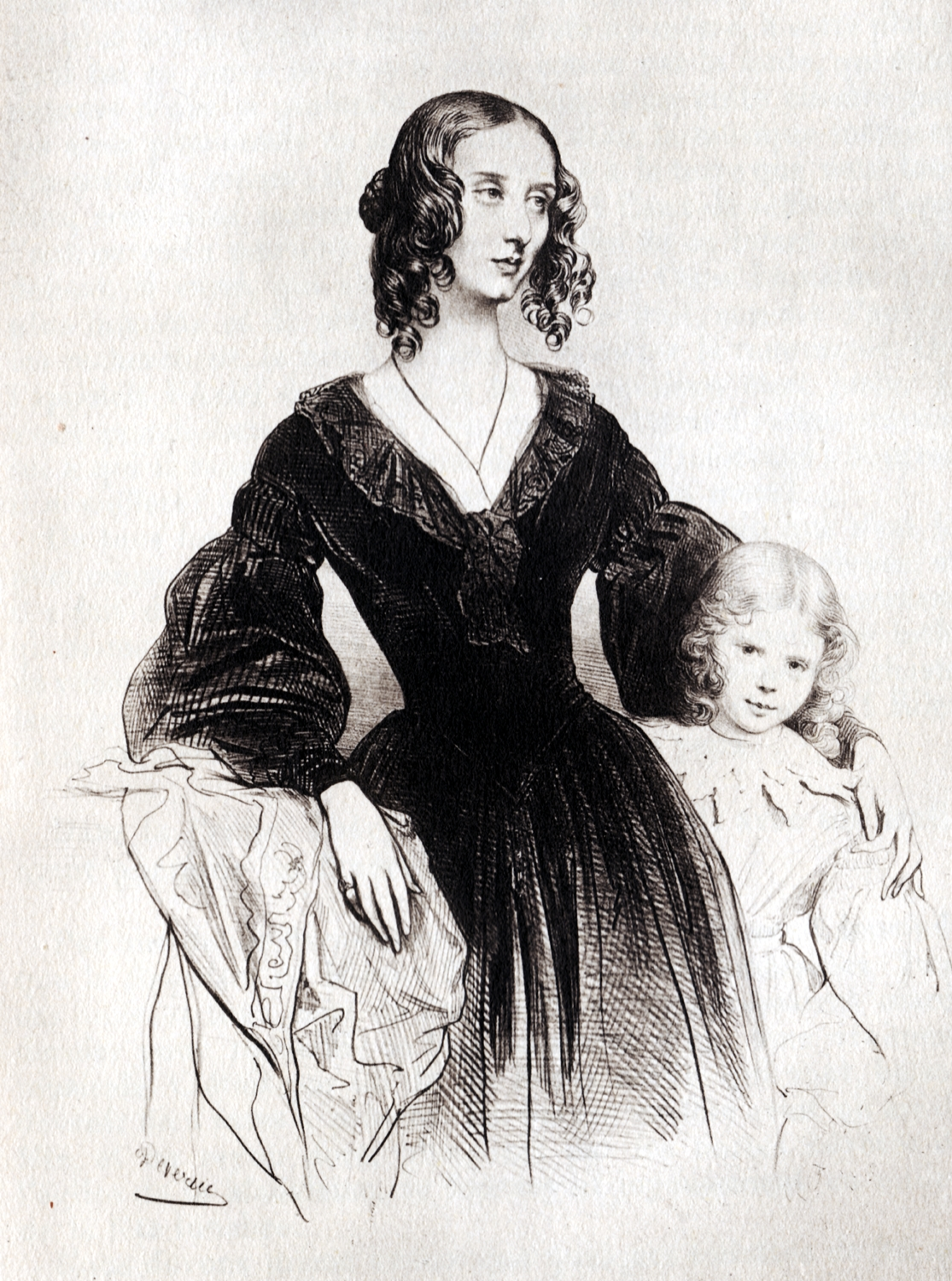
Jane Stirling, une élève de Chopin (avec la jeune Fanny Elgin) vers 1840 par Achille Devéria. Jane Stirling et sa sœur exhibent partout le « grand homme » et lui obtiennent des invitations dans la haute société.

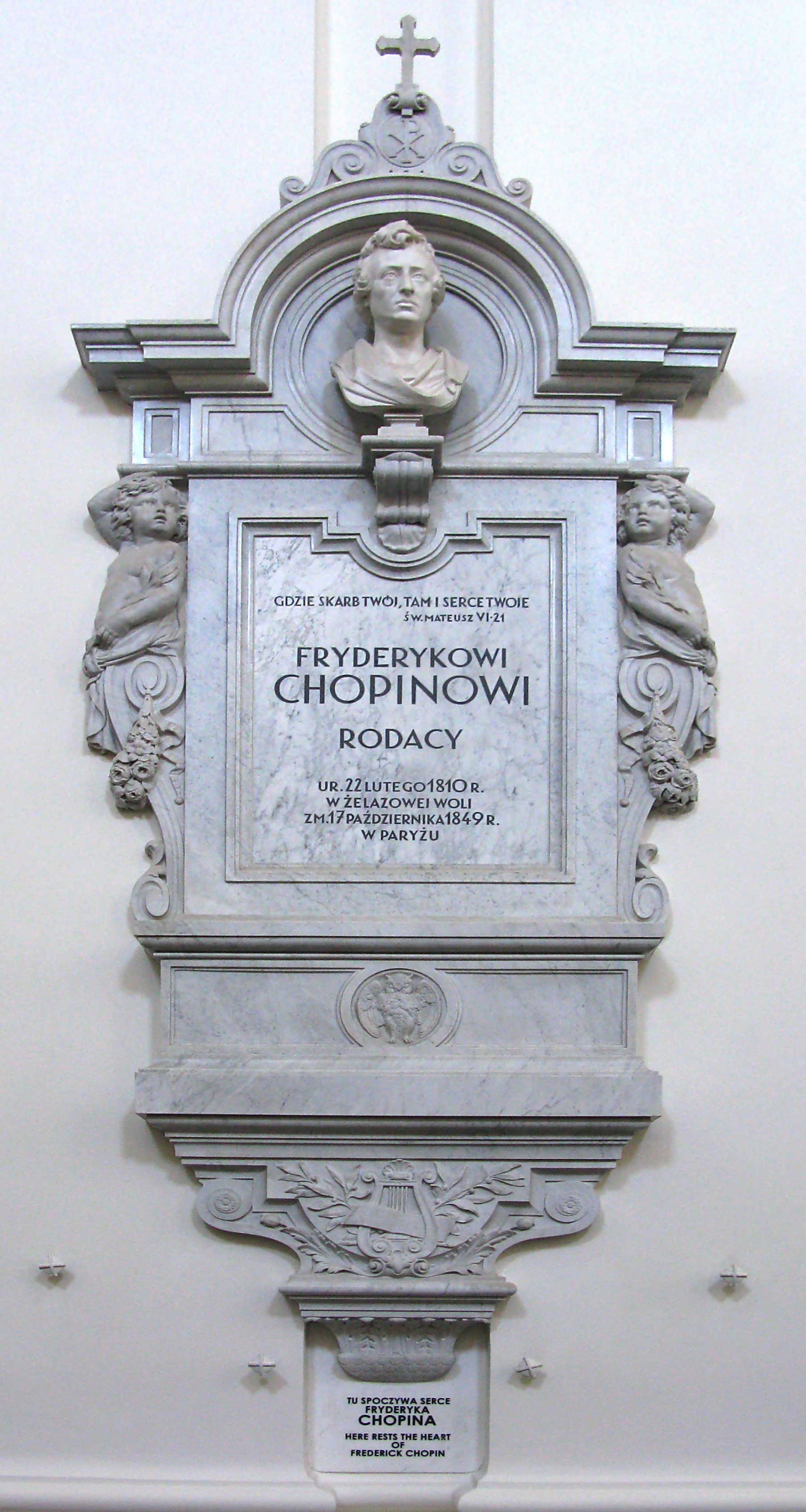
Le pilier contenant le cœur de Frédéric Chopin à l'église Sainte-Croix de Varsovie avec citation de l'Évangile de Matthieu « Car là où est ton trésor, là aussi sera ton cœur ».

Après la rupture douloureuse avec George Sand en 1847, son état de santé se dégrade rapidement. Il fait tout de même une dernière tournée de sept mois en Angleterre et en Écosse, organisée par son élève Jane Stirling, dédicataire des Nocturnes, opus 55. Ce voyage est pour lui épuisant physiquement et moralement.
Chopin arrive à Londres le 20 avril 1848 ; la forte pollution par le charbon de cette ville n'est pas favorable à son état de santé. Il a malgré tout la joie — outre de revoir Berlioz, Kalkbrenner, Osborne, Pauline Viardot — de rencontrer Charles Dickens, mais également, Carlyle, lady Byron et le facteur de pianos Broadwood et peut jouer pour des aristocrates anglais, notamment chez lord Falmouth le 7 juillet, et même devant la reine Victoria et le prince Albert, ce qui lui apporte une grande renommée outre-Manche.
Malheureusement, ce voyage et ces représentations à répétition le fatiguent énormément. Il se sent oppressé par la foule et les applaudissements : « Elles finiront par m'étouffer par leur gentillesse et moi, par gentillesse, je les laisserai faire. »
Il rentre à Paris gravement malade et dans une situation financière exécrable, sa maladie entraînant de nombreux frais. Malgré son état de santé, il continue de donner des leçons, le plus souvent allongé sur le sofa près du piano, et à passer du temps avec ses amis, notamment Delacroix. Lorsqu'il entre dans la dernière phase de la tuberculose, à la suite d'une grave hémoptysie qui l'a terrassé fin juin 1849, sa sœur aînée Ludwika accourt auprès de lui pour le soutenir dans ces moments difficiles.

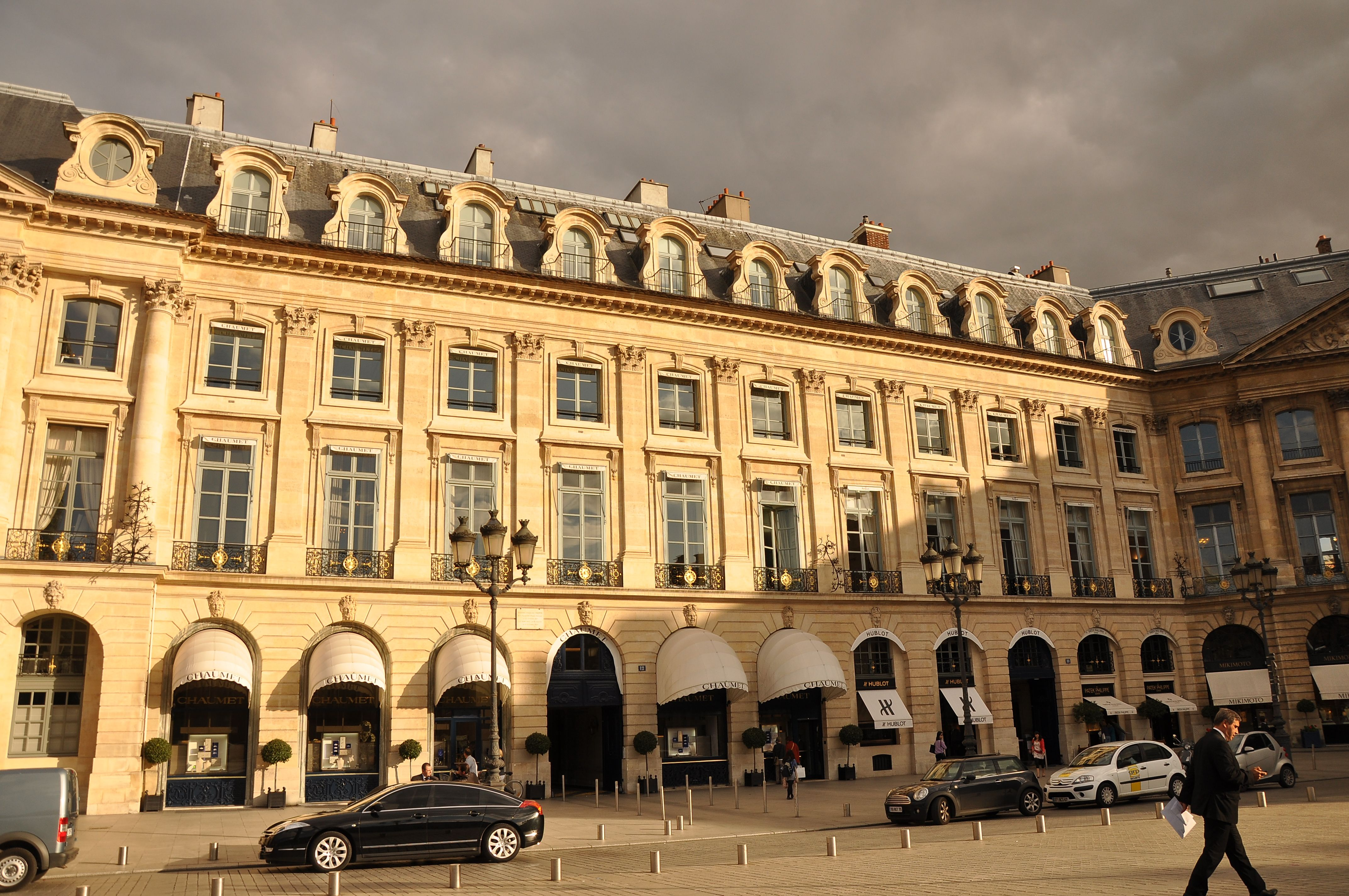
Hôtel Baudard de Saint-James, 12, place Vendôme où Frédéric Chopin est mort en 1849.

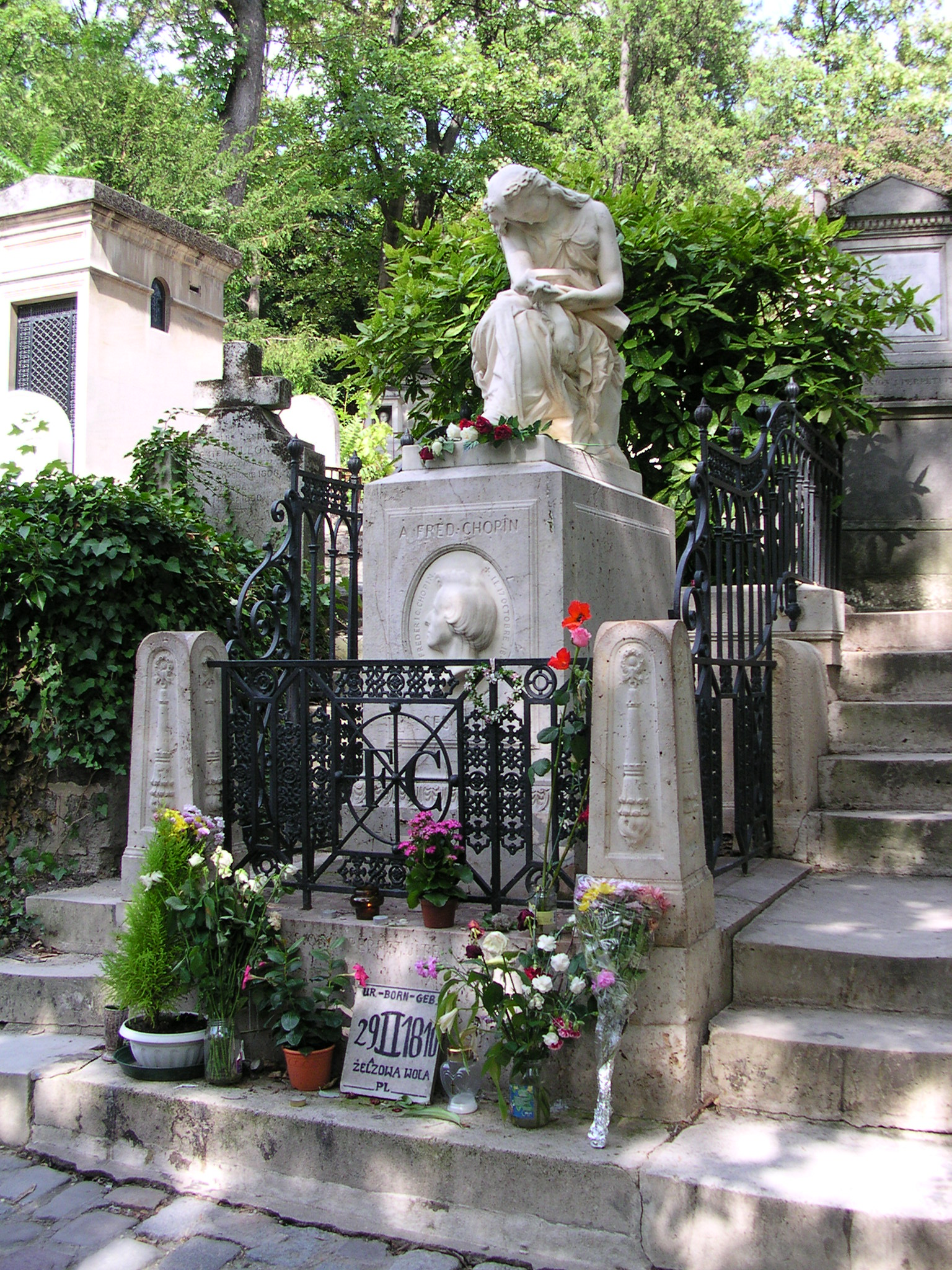
Sépulture de Chopin au cimetière du Père-Lachaise, par le sculpteur Auguste Clésinger.

Chopin meurt quelques semaines plus tard, le 17 octobre 1849, au 12, place Vendôme, à l'âge de 39 ans. Il est enterré au cimetière du Père-Lachaise (division 11), après une cérémonie à la Madeleine, aux sons de sa célèbre Marche Funèbre (dans un arrangement pour orchestre de Napoléon Reber) ainsi que de ceux du Requiem de Wolfgang Amadeus Mozart. Sa tombe est ornée d'une statue d'Auguste Clésinger, mari de Solange Dudevant, fille de George Sand. Conformément à ses dernières volontés, Ludwika ramène à Varsovie son cœur qui se trouve actuellement dans un cénotaphe encastré dans un pilier de l'église Sainte-Croix. Il reproduit ainsi la tradition capétienne de la bipartition du corps (dilaceratio corporis, « division du corps » entre cœur et ossements) et de la double sépulture. En 2017, une étude par observation clinique externe de son cœur, conservé dans un liquide brun-ambré (probablement du cognac) au sein d'une urne de cristal, montre qu'il est sans doute mort de péricardite, complication rare de la tuberculose,.
Liszt dit à propos de son ami : « Chopin a passé parmi nous comme un fantôme. »

## Portrait: l’homme

### Un homme à la santé fragile

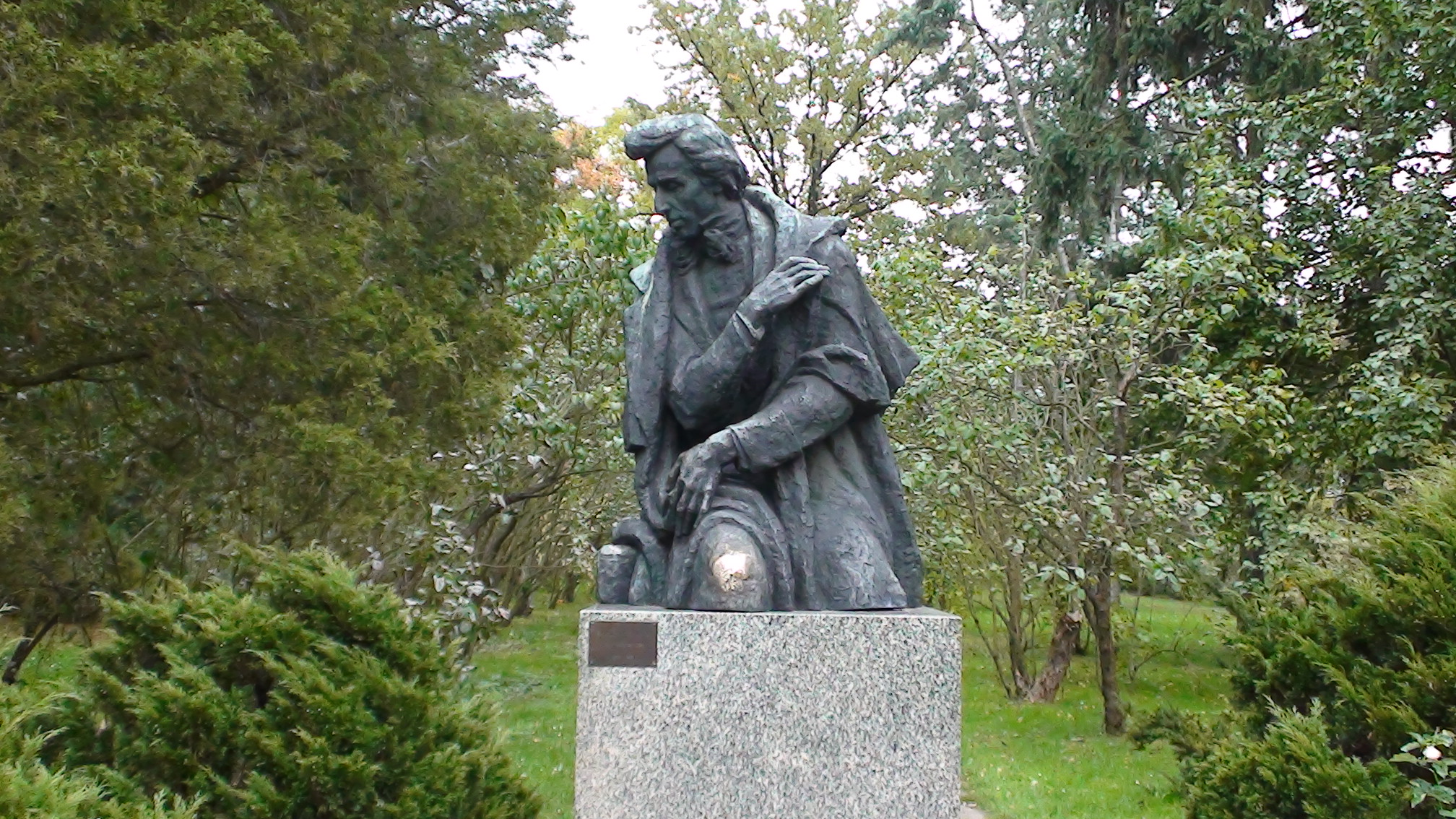
La statue de Frédéric Chopin, du sculpteur Józef Gosławski, de sa maison natale de Żelazowa Wola en Pologne.

Chopin ne connut jamais la pleine santé. De nature valétudinaire, son état général était en permanence altéré et la fin de sa vie ne fut qu’une descente progressive vers la mort, les hivers se faisant sentir de plus en plus et chaque petite maladie l'affectant davantage. La médecine étant ce qu'elle était à cette époque, de nombreuses méthodes de guérison avaient été essayées par le musicien. Ainsi, nous savons qu'il absorbait quelques gouttes d’opium dans un verre d’eau et frictionnait ses tempes avec de l’eau de Cologne dès que son état risquait de s'aggraver.
En 1844, pour le faire sortir de la dépression qu′il manifestait à la suite du décès de son père, suivant celui de son ami d'enfance Matuszyński, George Sand décida d’inviter en France la sœur aînée de Chopin, Ludwika Jędrzejewicz, qui fit le voyage avec son mari. George Sand écrivit donc à Ludwika pour l’avertir de l’état de santé fragile de son frère : « Vous allez trouver mon cher enfant bien chétif et bien changé depuis le temps que vous ne l’avez vu, mais ne soyez pourtant pas trop effrayés de sa santé. Elle se maintient sans altération générale depuis six ans que je le vois tous les jours. Une quinte de toux assez forte, tous les matins ; deux ou trois crises considérables et durant chacune deux ou trois jours seulement, tous les hivers ; quelques souffrances névralgiques, de temps à autre, voilà son état régulier… » Chaque hiver est une épreuve pour le musicien. Chopin, écrivant à sa famille en automne 1846, l’expose : « L’hiver ne s’annonce pas mauvais, et en me soignant quelque peu il passera comme le précédent, et grâce à Dieu pas plus mal. Combien de personnes vont plus mal que moi ! Il est vrai que beaucoup vont mieux, mais à celles-là je ne pense pas. »
Les qualificatifs que George Sand utilise dans ses écrits pour désigner Chopin sont révélateurs à la fois de l’état de santé du musicien, mais aussi de la dégradation de la relation entre les deux artistes : « Mon cher malade » puis « mon petit souffreteux » jusqu’à « mon cher cadavre ». À eux seuls, les soucis affichés, dans une lettre de George Sand au comte Grzymala le 12 mai 1847, sur le caractère « transportable ou non » de Chopin au moment du mariage de Solange, témoignent de son état de santé très dégradé dans les dernières années de sa vie.
En juin 2008, des scientifiques polonais, dont le professeur Wojciech Cichy, spécialiste de la mucoviscidose, ont émis l'hypothèse qu'il ait pu mourir de cette maladie. À l'appui de leur thèse, l'état de faiblesse depuis son enfance, des infections pulmonaires et des toux, une maigreur à l'âge adulte et un décès avant la quarantaine, comme la plupart des personnes atteintes de mucoviscidose. De plus, malgré des relations féminines durables, il n'eut vraisemblablement pas d'enfant, donc une possible stérilité, autre symptôme de cette maladie. Ces scientifiques souhaitent pouvoir faire une analyse de l'ADN du cœur de Chopin, conservé dans une urne de cristal.

### Éloignement des explosions politiques

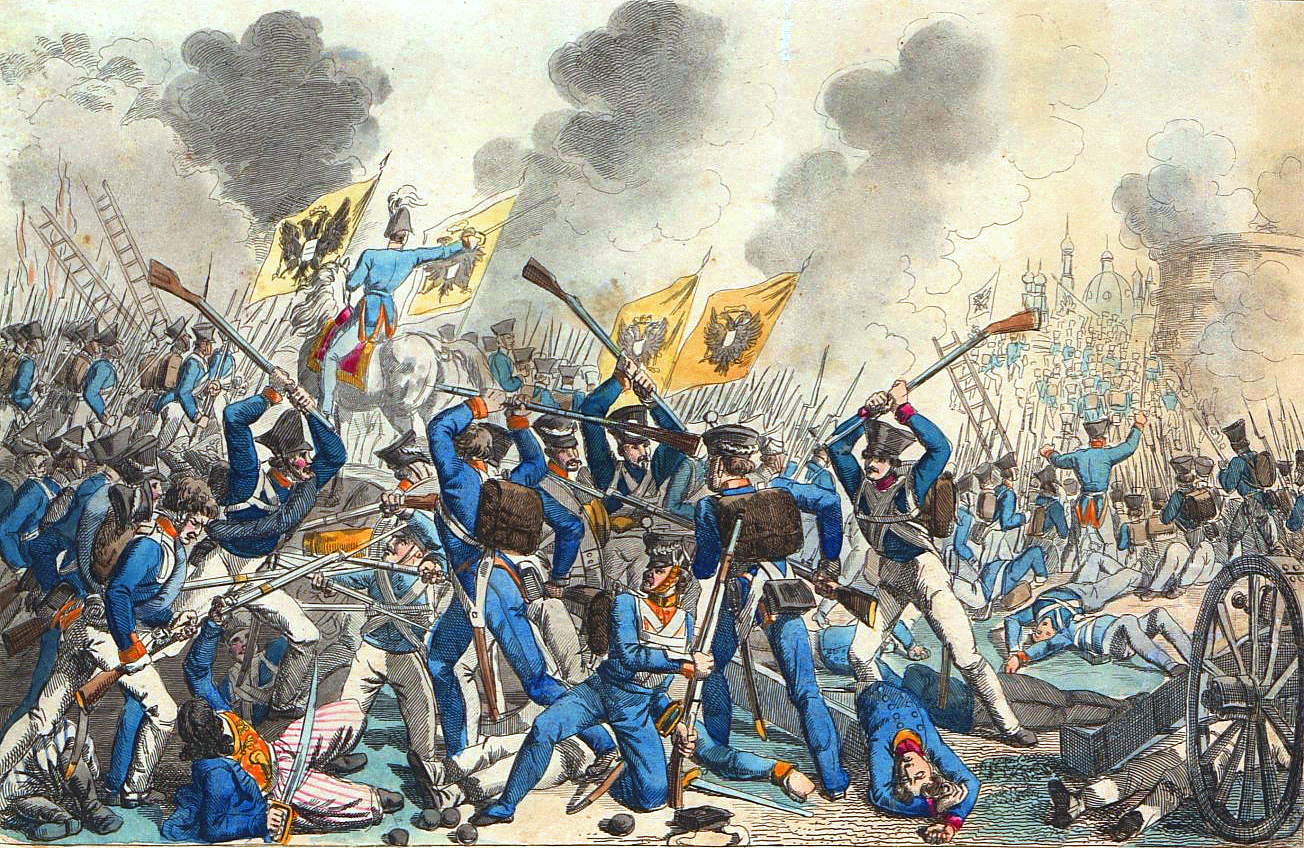
Prise de Varsovie par les Russes en 1831, métier de l'Étude, no 12.

Chopin a en quelque sorte joué à cache-cache avec les révolutions de son temps. Son absence marquée dans les conflits de quelque ordre que ce soit, aussi bien politiques qu’idéologiques, met au jour un trait particulier de son caractère.
Le musicien a quitté Varsovie quelques semaines avant la grande insurrection de Novembre 1830 et commencement de la guerre russo-polonaise. Varsovie résiste pendant plus de six mois, comptant sur l'appui de la France mais Louis-Philippe Ier lui refuse son aide. Chopin apprend avec douleur la prise de Varsovie par les Russes (8 septembre 1831) ; agité de ces événements, il écrit à sa famille restée en Pologne : « Dieu, Dieu. Motion de la terre, dévorent les gens de cet âge. Soit le plus dur châtiment tourmenté les Français, que nous n'avons pas venu pour aider. »
Il a composé son Étude Révolutionnaire (Étude sur le bombardement de Varsovie) opus 10, no 12 et prélude op. 28 no 2 et 24.
Chopin était, lors de ces événements, à Vienne avec son ami Tytus qui, lui, est retourné au pays prêter main-forte aux résistants polonais. Un an plus tard, au printemps 1831, Chopin continue de fuir les tourments politiques en renonçant à son projet de voyage en Italie (à cause des insurrections de Bologne, de Milan, d’Ancône et de Rome).
Arrivant à Paris un an après les Trois Glorieuses, Chopin avait encore échappé aux troubles du pays et avait juste regardé du haut du balcon de son appartement de la rue Poissonnière les dernières agitations populaires.
Pour finir, c’est au début de la révolution de 1848 que Chopin quitte la France pour sa tournée en Angleterre.

### Soutien dans l’entourage amical
Les récits de la mort de Chopin sont la démonstration très forte de l’existence d’un véritable cercle de personnes qui aimaient le musicien. Ses amis lui rendaient régulièrement visite. Une liste complète est quasiment impossible à réaliser : le prince Czartoryski, Delfina Potocka, James de Rothschild et madame de Rothschild (à qui il donne des leçons), Legouvé, Jenny Lind, Delacroix, Franchomme, Adolf Gutmann, etc.
L’importance de tels amis s'explique lorsque l’on apprend que Franchomme (accessoirement comptable de Chopin) inventait un nombre incalculable de fables sur l’origine des fonds qui lui servaient à vivre. Tout cet argent venait d’avances et de dons de ses amis, mais si Chopin avait appris de tels gestes, il aurait refusé net.
Selon Ferdinand Hiller, Chopin aimait profondément la compagnie de ses amis (à l'instar de Franz Schubert). Parlant de Chopin : « Il n'aimait pas être sans compagnie — chose qui ne se produisait que très rarement. Le matin il lui arrivait de passer seul une heure à son piano ; mais même lorsqu'il « travaillait » (de quel mot me servir pour rendre cela ?), lorsqu'il restait le soir chez lui à jouer du piano, il lui fallait pour le moins un ami près de lui. »

#### Une illustration de l’amitié: les derniers jours du musicien

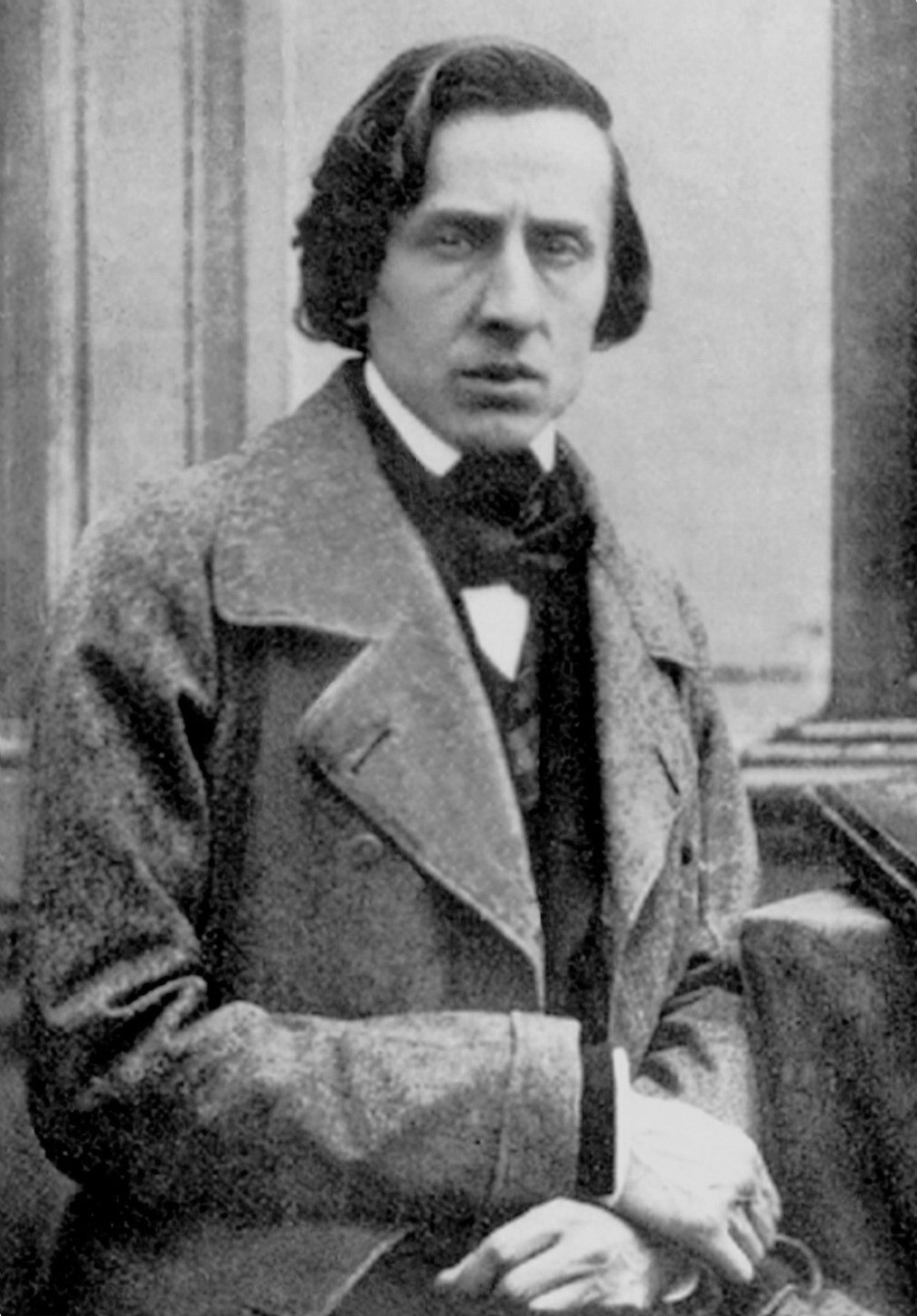
Chopin en 1847 ou 1849, reproduction photographique d'un daguerréotype détruit ou perdu de Louis-Auguste Bisson (Bibliothèque polonaise de Paris).

Le dimanche 14 octobre 1849, Chopin est dans son lit de mort au no 12 de la place Vendôme à Paris, il a de longs accès de toux épuisants. Lors d’un de ces accès, alors que Gutmann le tient dans ses bras, Chopin reprenant son calme lui adresse la parole : « Maintenant, j’entre en agonie. » Il poursuit avec autorité : « C’est une faveur rare que Dieu fait à l’Homme en lui dévoilant l’instant où commence son agonie ; cette grâce, il me l’a faite. Ne me troublez pas. »
Chopin est entouré de ses amis de toujours et Franchomme rapportera un murmure de Chopin de cette soirée : « Elle m’avait dit pourtant que je ne mourrais que dans ses bras. »
Le lundi 15 octobre arrive Delphine Potocka de Nice. Après avoir apporté le piano dans la chambre du mourant, à la demande de Chopin, la comtesse chante. Même si tous les amis du musicien sont présents, certainement à cause de l’émotion générale, personne ne peut se souvenir quels sont les morceaux de son choix. L’image restée de cette journée est celle du râle du mourant imposant à tous ses amis de se mettre à genoux devant son lit[réf. nécessaire].
Le mardi 16 octobre, Chopin perd la voix, la connaissance pendant plusieurs heures et, revenant à lui, met sur papier ses dernières volontés : « comme cette terre m’étouffera, je vous conjure de faire ouvrir mon corps pour que je ne sois pas enterré vif. »
Il s’adresse ensuite à ses amis pour leur donner de dernières instructions :

« On trouvera beaucoup de compositions plus ou moins esquissées ; je demande, au nom de l’attachement qu’on me porte, que toutes soient brûlées, le commencement d’une méthode excepté, que je lègue à Alkan et Reber pour qu’ils en tirent quelque utilité. Le reste, sans aucune exception, doit être consumé par le feu, car j’ai un grand respect pour le public et mes essais sont achevés autant qu’il a été en mon pouvoir de le faire. Je ne veux pas que, sous la responsabilité de mon nom, il se répande des œuvres indignes du public. »

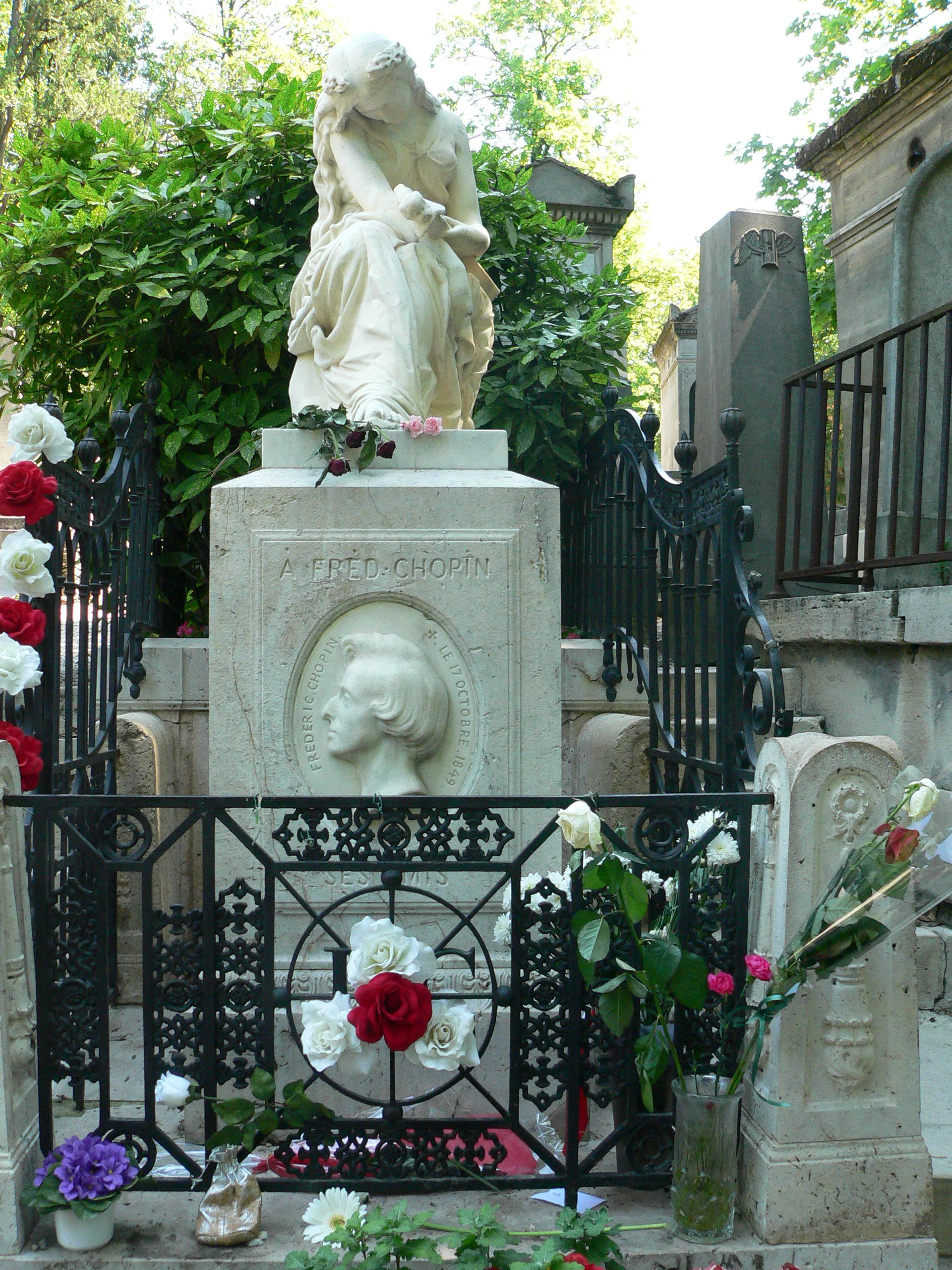
Tombe de Chopin au Père-Lachaise.

Chopin fit ses adieux à ses amis. Ses paroles ne sont pour la plupart pas connues mais il dit à Franchomme : « Vous jouerez du Mozart en mémoire de moi » et à Marceline et Mlle Gavard : « Vous ferez de la musique ensemble, vous penserez à moi et je vous écouterai. »
Ils redisent tous devant le mourant, toute la nuit, les prières des agonisants. Gutmann lui tient la main et lui donne à boire de temps à autre. Le docteur se penche vers Chopin en lui demandant s'il souffre. « Plus », répond Chopin et ce sont ses derniers mots.
Le mercredi 17 octobre 1849, à 2 heures du matin, Chopin a cessé de vivre et tous ses amis sortent pour pleurer. Auguste Clésinger moule le visage et les mains de la dépouille mortelle, de nombreux dessins sont réalisés, dont un de Teofil Antoni Kwiatkowski. Les autres amis apportent les fleurs préférées du musicien.

## Portrait: le musicien

### Technique pianistique
À travers des monuments comme les Cycles d'Études op. 10 et op. 25, les 4 Ballades, les Nocturnes, les 24 Préludes op. 28, les quatre Scherzos, ou les deux concertos pour piano, Chopin a révolutionné le piano et a inventé une véritable école avec l'apport de nouvelles sonorités, ainsi qu'une nouvelle vision de l'instrument. Sa musique mélodieuse reste une des plus atypiques et adulées du répertoire romantique. Il disait lui-même :

« Quand je suis mal disposé, je joue sur un piano d'Érard et j’y trouve facilement un son tout fait ; mais quand je me sens en verve et assez fort pour trouver mon propre son à moi, il me faut un piano Pleyel. »

Le jeu de Chopin n'était, aux dires des gens qui l'ont connu, jamais immuable, jamais fixé. Le caractère spontané de ses interprétations est décrit de la même façon par les auditeurs du Polonais. Le compositeur Oscar Comettant, dans un article nécrologique publié dans Le Siècle, le 4 novembre 1849, a déclaré : « Entendre le même morceau joué deux fois par Chopin, c'était, pour ainsi dire, entendre deux morceaux différents. » Comme le soulignait encore la princesse Marcelina Czartoryska : « Tout comme il était sans cesse à corriger, changer, modifier ses manuscrits — au point de semer la confusion chez ses malheureux éditeurs face à la même idée exprimée et traitée parfois diversement d'un texte à l'autre —, ainsi se mettait-il rarement au piano dans le même état d'esprit et de disposition émotionnelle : en sorte qu'il lui arrivait rarement de jouer une composition comme la fois d'avant. »

### «Toucher» pianistique

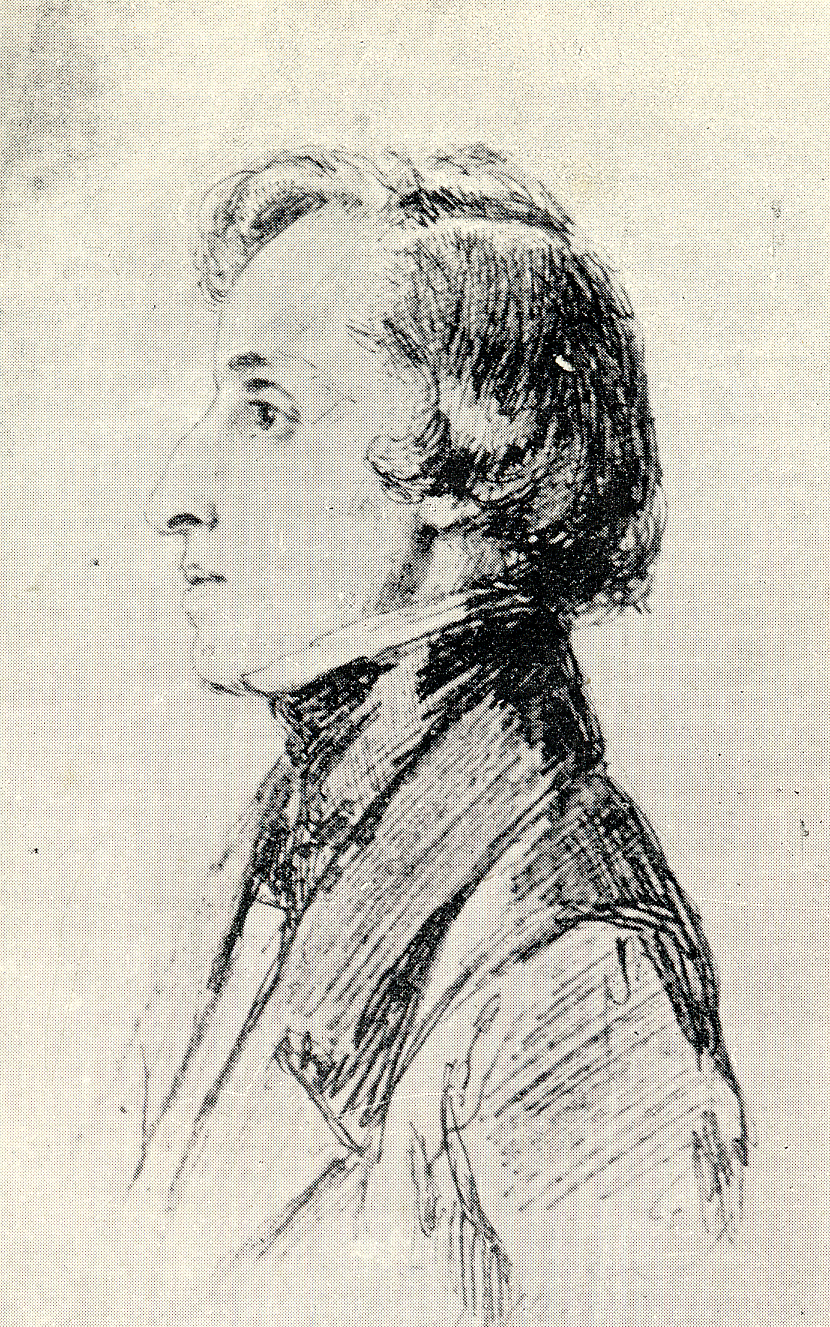
Frédéric Chopin, par Franz Xaver Winterhalter (2 mai 1847, fond BnF).

Le toucher de Chopin n’est aucunement dû au hasard. La volonté de ce musicien de nuancer d’une façon parfaite est le résultat de sa vision de la technique pianistique. Chopin développant sur ce sujet expliquait que

« …le but n'est pas de savoir jouer tout d'un son égal. Il me semble d'un mécanisme bien formé de savoir bien nuancer une belle qualité de son. On a longtemps agi contre nature [en] exerçant les doigts à donner de la force égale. Chaque doigt étant conformé différemment, il vaut mieux ne pas chercher à détruire le charme du toucher spécial de chaque doigt, mais au contraire le développer. Chaque doigt a de la force selon sa conformation. Le pouce, la plus grande, comme [étant] le plus gros, le plus court et le plus libre; le cinquième comme [formant] l'autre extrémité de la main; le 3e comme milieu et point d'appui, le second après et puis le 4e, le plus faible, celui qui est le siamois du troisième, lié à lui par un même ligament, et que l'on veut à toute force détacher du troisième – chose impossible et, Dieu merci, inutile. Autant de différents sons que de doigts – le tout, c'est de savoir bien doigter. Hummel a été le plus savant [?] à ce sujet. Comme il faut utiliser la conformation des doigts, il faut non moins utiliser le reste de la main, c'est [-à-dire] le poignet, l'avant-bras et le bras. Il ne faut pas vouloir jouer tout du poignet, comme Kalkbrenner prétend. »

— Frédéric Chopin: Esquisses pour une méthode de piano.
Liszt, parlant du jeu de Chopin, exprimait : « Vapeur amoureuse, rose d’hiver » ou ajoutait : « Par la porte merveilleuse, Chopin faisait entrer dans un monde où tout est miracle charmant, surprise folle, miracle réalisé. Mais il fallait être initié pour savoir comment on en franchit le seuil. » En effet, Liszt avait compris que le terme rubato n’apportait rien pour comprendre le jeu de Chopin fondé sur une règle d’irrégularité : « Il faisait toujours onduler la mélodie… ; ou bien il la faisait mouvoir, indécise, comme une apparition aérienne. C’est le fameux rubato. Mais ce mot n’apprenait rien à qui savait, et rien à qui ne savait pas, aussi Chopin cessa d’ajouter cette explication à sa musique. Si l’on en avait l’intelligence, il était impossible de ne pas deviner cette règle d’irrégularité. »
« Regardez ces arbres » disait Liszt à ses élèves, « le vent joue dans leurs feuilles et réveille en eux la vie, mais ils ne bougent pas. »

### «Note bleue»
Les témoignages qui restent des participants aux soirées parisiennes de la rue Pigalle font la description d’un salon aux lumières baissées où Chopin, entouré de ses compatriotes, leur jouait du piano. Assis devant l’instrument, il préludait par de légers arpèges en glissant comme à l’accoutumée sur les touches du piano jusqu’à ce qu’il trouve, par le rubato, la tonalité reflétant le mieux l’ambiance générale de cette soirée. Cette « note bleue », terme de George Sand qui y voyait « l'azur de la nuit transparente » (Impressions et souvenirs, 1841), était alors la base de ses improvisations, variations ou le choix d’une de ses œuvres dans la tonalité correspondante.
Schumann rapporte, non sans énervement, qu’à la fin de ce type de manifestation, Chopin avait comme manie de faire glisser rapidement sa main sur le piano de gauche à droite « comme pour effacer le rêve qu’il venait de créer ».

### La «main» de Chopin

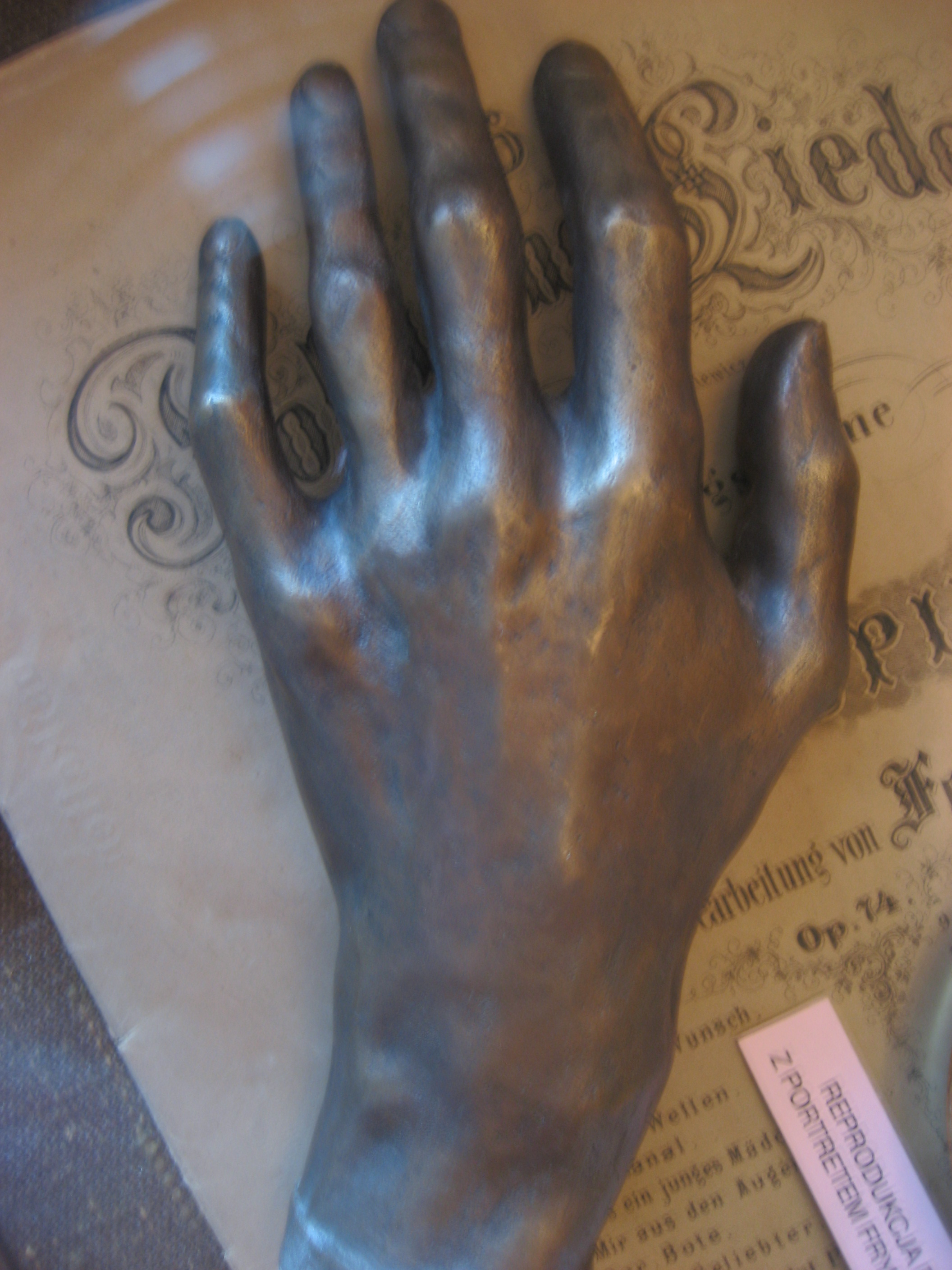
Moulage posthume de la main de Chopin, du musée Frédéric Chopin de Varsovie.

Les descriptions des mains de Chopin sont assez nombreuses pour que l’on admette qu’elles étaient remarquables. Pour l’un c’était « le squelette d’un soldat enveloppé par des muscles de femme », pour un autre ami « une main désossée ».
Stephen Heller : « Sa main couvrait un tiers du clavier comme une gueule de serpent s’ouvrant tout à coup pour engloutir un lapin d’une seule bouchée. »
Le 17 octobre 1849 au matin, Auguste Clésinger moula le visage et les mains de Chopin, comme il était coutume de le faire à l'époque, et on fit plusieurs dessins de Chopin sur son lit de mort.
Le moulage d'une des mains du musicien est exposé au musée de la vie romantique à Paris.

### Composition musicale
Si le contexte de la production de certaines œuvres de Chopin est connu grâce aux témoignages de ses amis (l'Étude Révolutionnaire, certains préludes, la Valse de l'Adieu, etc.), le mode habituel de composition du Polonais est tout aussi intéressant que ces situations particulières.
Selon les témoignages de ses amis, la création de Chopin était toute spontanée. Que ce soit devant le piano à raison d'une autre occasion, en promenade ou en méditation, l'étincelle initiale surgissait généralement en été. À partir de cette lueur de départ, après avoir traduit par la voix et le clavier son idée, Chopin commençait son long travail de perfection qui durait des semaines. George Sand, parlant de cet aspect de l'homme qu'elle aimait, précisait qu'à ce stade « il s'enfermait dans sa chambre des journées entières, pleurant, marchant, brisant ses plumes, répétant ou changeant cent fois une mesure, l'écrivant et l'effaçant autant de fois et recommençant le lendemain avec une persévérance minutieuse et désespérée. Il passait six semaines sur une page pour en revenir à l'écrire telle qu'il l'avait tracée du premier jet. » « Trois lignes raturées sur quatre. Voilà du vrai, du pur Chip-chip. »

### Apports musicaux
La période musicale que Chopin a traversée a été marquée par une évolution singulière de la technique pianistique. À l'instar de ce qui avait été développé quelques années plus tôt par Paganini pour le violon, le piano a vu, dans de grands virtuoses du début du XIXe siècle, la voie du progrès. Liszt n'est pas le seul à avoir perfectionné la technique pianistique au cours des années 1830-1840 ; il affirme lui-même que de nombreuses avancées sont dues à Chopin.
Ces avancées sont notamment l'extension des accords (en arpèges, plaqués ou encore en batterie) ; les petits groupes de notes surajoutées à la partition tombant (comme le soulignait Liszt) « comme les gouttelettes d'une rosée diaprée par-dessus la figure mélodique ». Cette technique directement issue des « fioritures » de l'ancienne grande école de chant italienne a été, au piano, teintée par Chopin d’imprévu et de variété. Il inventa encore les progressions harmoniques permettant de masquer la légèreté de certaines pages d'un caractère indiscutablement sérieux.

### Improvisation
Le XIXe siècle est l'époque des pianistes virtuoses dans leurs interprétations et improvisations. Ainsi, en passant par la mythique improvisation d'Hélène de Montgeroult sur La Marseillaise et les exploits techniques de Franz Liszt, Chopin était, d'après les témoignages de ses proches, un excellent improvisateur sur son instrument de prédilection :

« Dès l'âge le plus tendre, il étonnait par la richesse de son improvisation. Il se gardait bien cependant d'en faire parade ; mais les quelques élus qui l'ont entendu improviser pendant des heures entières, de la manière la plus merveilleuse, sans jamais rappeler une phrase quelconque de n'importe quel compositeur, sans même toucher à aucune de ses propres œuvres, ne nous contrediront pas si nous avançons que ses plus belles compositions ne sont que des reflets et des échos de son improvisation. Cette inspiration spontanée était comme un torrent intarissable de matières précieuses en ébullition. De temps en temps, le maître en puisait quelques coupes pour les jeter dans son moule, et il s'est trouvé que ces coupes étaient remplies de perles et de rubis. »

— Julian Fontana, Préface aux œuvres posthumes de F. C., p. 1-2.
D'autre part, lors de sa prime jeunesse, Chopin avait eu l'occasion de s'exercer longuement dans cet art lors de ses passages au château du grand-duc Constantin, et le marquis de Custine a énormément parlé des improvisations du jeune Polonais (cf. Chopin vu par ses contemporains).
Eugène Delacroix nous laisse un témoignage sur ce sujet : 

« En revenant avec Grzymala, nous avons parlé de Chopin. Il me contait que ses improvisations étaient beaucoup plus hardies que ses compositions achevées. Il était en cela, sans doute, comme de l'esquisse du tableau comparé au tableau fini. »

— Eugène Delacroix, Journal, 20 avril 1853, II, p. 22.

### Vie pianistique

#### Professeur de piano
La période parisienne, rue Pigalle, qui suivit celle de Nohant à partir d’octobre 1839, fut une fructueuse période de professorat pour le musicien qui, malgré un état de santé toujours critique, consacrait ses matinées au défilé de ses élèves. La durée des leçons était au minimum d’une heure mais souvent davantage. Le coût des leçons était fixé à 20 francs et, en cas de déplacement, Chopin recevait paiement pour le fiacre et 30 francs pour la leçon. Voici ce qu'a écrit Chopin sur son idée de l'enseignement de l'art de toucher le clavier :

« Je soumets à ceux qui apprennent l'art de toucher le piano des idées pratiques bien simples que l'expérience m'a démontré être d'une utilité réelle. L'art étant infini dans ses moyens limités, il faut que son enseignement soit limité par ces mêmes moyens pour être exercé comme infini. On a essayé beaucoup de pratiques inutiles et fastidieuses pour apprendre à jouer du piano, et qui n'ont rien de commun avec l'étude de cet instrument. Comme qui apprendrait par exemple à marcher sur la tête pour faire une promenade. De là vient que l'on ne sait plus marcher comme il faut sur les pieds, et pas trop bien non plus sur la tête. On ne sait pas jouer la musique proprement dite — et le genre de difficulté que l'on pratique n'est pas la difficulté de la bonne musique, la musique des grands maîtres. C'est une difficulté abstraite, un nouveau genre d'acrobatie. Il ne s'agit donc pas ici de théories plus ou moins ingénieuses, mais de ce qui va droit au but et aplanit la partie technique de l'art. »

Chopin enseignait à ses élèves sa conception si personnelle de la musique. À titre d’exemple, citons cette phrase de Chopin à une de ses élèves à laquelle il venait de jouer par cœur quatorze préludes et fugues de Jean-Sébastien Bach :

« La dernière chose c’est la simplicité. Après avoir épuisé toutes les difficultés, après avoir joué une immense quantité de notes et de notes, c’est la simplicité qui sort avec son charme, comme le dernier sceau de l’art. Quiconque veut arriver d’emblée à cela n’y parviendra jamais ; on ne peut commencer par la fin. »

Chopin n’a pas laissé de « méthode », même s'il y avait songé (il laisse à sa mort à ses amis une ébauche d’un travail en ce sens). Il reste malgré tout comme témoignage l’expérience de ses élèves qui n’ont pas manqué de raconter les exercices préconisés par le maître. D’après ces témoignages, Chopin avait trouvé ce qui était pour lui la « position normale » au piano en jetant légèrement ses doigts sur le clavier de sorte à appuyer sur le « mi », le « fa-dièse », le « sol-dièse », le « la-dièse » et le « si ». Chopin, sans changer de position de main (sa position de référence) faisait faire des exercices destinés à donner l’égalité et l’indépendance des doigts.
La deuxième étape pour l’élève était le staccato, dans le but de donner à l’élève de la légèreté, puis le staccato legato et, enfin, le « legato accentué », dans le but d’assurer une tranquillité parfaite à la main et de permettre, sans problème, de passer le pouce après le quatrième ou le cinquième doigt dans les gammes et les passages en arpèges.
Chopin recommandait à ses élèves de laisser tomber librement et légèrement leurs doigts et de tenir leurs mains en l’air et sans nulle pesanteur, puis de faire des gammes en accentuant chaque troisième ou quatrième note. Il était plus que tout intraitable avec ceux qui prenaient leur aise avec la mesure : « Que votre main gauche soit votre maître de chapelle », disait-il, « tandis que votre main droite jouera ad libitum ».

#### Les élèves de Chopin
Le Maestro donna de nombreux cours de piano à travers toute l’Europe. Certains élèves sont comme lui, devenus compositeurs mais il n’existe pas de liste exhaustive. Les musicologues ne sont pas unanimes à ce sujet, d'où le manque encore aujourd'hui de documents de ce type. Néanmoins, les noms de Charles-Valentin Alkan et de Karol Mikuli peuvent être cités avec exactitude. Guy De Pourtalès avec la franchise qu'on lui connaît, évoque ses deux noms.
Parmi les autres noms, on trouve : Élise Gavard, Marie de Krudner, Adèle Forest(-Lauverjat), baronne Charlotte de Rothschild (fille de James, à qui Chopin dédie la Valse op. 64 no 2 et celle en la-bémol majeur op. 69 no 1), Jane Stirling, Adolf Gutmann...

#### Concertiste à succès

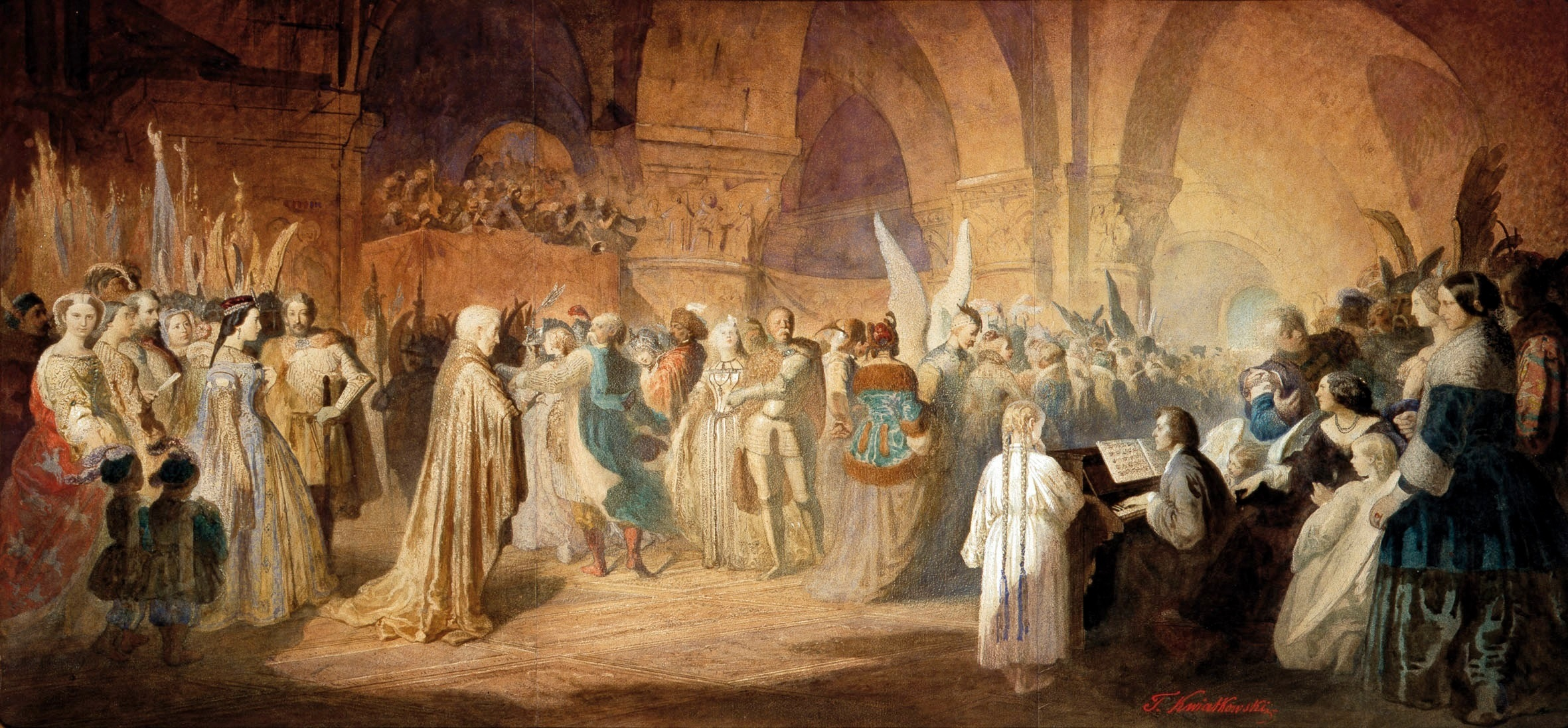
Chopin jouant ses Polonaises lors d’un bal à l’hôtel Lambert à Paris.

Comme il le confiait à son ami Franz Liszt, Chopin n’appréciait pas (contrairement à son ami) de donner des concerts, préférant de loin l’ambiance feutrée des salons où, le soir, entouré de ses amis, il emplissait d’émotion le cœur des gens qu’il aimait. Chopin l’expliquait à Liszt en ces termes : 

« Je ne suis point propre à donner des concerts. La foule m’intimide ; je me sens asphyxié par ces haleines précipitées, paralysé par ces regards curieux, muet devant ces visages étrangers. Mais toi, tu y es destiné, car quand tu ne gagnes pas ton public, tu as de quoi l’assommer. »

Au-delà, le témoignage de Liszt est précieux, car le musicien est l’auteur d’un compte rendu de la Gazette musicale à propos d’un concert donné par Chopin au printemps 1841 chez Camille Pleyel. Liszt s’exprime ainsi : 

« lundi dernier, à huit heures du soir, les salons de M. Pleyel étaient splendidement éclairés : de nombreux équipages amenaient incessamment, au bas d’un escalier couvert de tapis et parfumé de fleurs, les femmes les plus élégantes, les jeunes gens les plus à la mode, les artistes les plus célèbres […] Un grand piano à queue était ouvert sur une estrade ; on se pressait autour ; on ambitionnait les places les plus voisines ; à l’avance, on prêtait l’oreille, on se recueillait, on se disait qu’il ne fallait pas perdre un accord, une note, une intention, une pensée de celui qui allait venir s’asseoir là. Et l’on avait raison d’être aussi avide, attentif, religieusement ému, car celui que l’on attendait, que l’on voulait voir, entendre, admirer, applaudir, ce n’était pas seulement un virtuose habile, un pianiste expert dans l’art de faire des notes ; ce n’était pas seulement un artiste de grand renom, c’était tout cela et plus que tout cela, c’était Chopin. »

L’ambiance des concerts parisiens de Chopin était donc celle de la mode raffinée de la première moitié du XIXe siècle.

##### Principaux concerts
Outre ceux exécutés dans les salons parisiens ou dans l'intimité de Nohant, tout au long de sa vie, Chopin donna plusieurs concerts dont voici les principaux :
- 11 août 1829 au théâtre de l'Opéra impérial et royal de Vienne. Chopin y joua ses variations sur Là ci darem la mano, puis des improvisations sur le thème de l'opéra La Dame Blanche de Boieldieu. Le bis du concert était une variation sur le Houblon, pièce d'essence purement polonaise, « qui électrisa les Viennois », pour reprendre les termes de Chopin[230] ;
- 17 mars 1830 à Varsovie, en plus de la musique d'Elsner, Chopin y joua son Concerto en fa mineur et un pot pourri sur des airs nationaux polonais ;
- fin mars 1830 à Varsovie, à la suite du succès du précédent ;
- 11 octobre 1830 à Varsovie où Chopin joua le Concerto en mi mineur qu'il venait de terminer et une Fantaisie sur des airs polonais. Constance Gladkowska dont Chopin était épris y assista ;
- 25 février 1832 dans les salons Pleyel 9 rue Cadet, Paris : premier concert de Chopin à Paris, qui fut organisé par Friedrich Kalkbrenner ;
- 7 décembre 1834 au théâtre Italien organisé par Berlioz au profit de son épouse, Harriet Smithson ;
- Noël 1834 Salons Pleyel. Chopin y joua avec Liszt un grand duo de son ami composé sur un thème de Mendelssohn ;
- 15 février 1835 chez Érard à Paris ;
- 4 avril 1835 au profit des réfugiés polonais (concert dont Berlioz écrit la célèbre critique dans Le Rénovateur) ;
- octobre 1839 à Saint-Cloud avec Moscheles, devant le roi Louis-Philippe ;
- 26 avril 1841 salle de concert de l'établissement Pleyel, 22 rue Rochechouard, Paris, pour lequel Liszt fit un éloge[229] dans la Revue et gazette musicale de Paris ;
- 2 décembre 1841 aux Tuileries devant la famille royale ;
- 21 février 1842 Salle de concert de l'établissement Pleyel, 22 rue Rochechouard, Paris. Lors de ce concert, Chopin interpréta trois mazurkas, la Ballade no 3, trois études, quatre nocturnes, le Prélude no 15, ainsi que l'Impromptu en sol bémol majeur qu'il venait de terminer. Le violoncelliste Auguste Franchomme et la mezzo-soprano Pauline Viardot participèrent à ce concert où furent interprétés des airs de Haendel et Le chêne et le roseau d'un auteur inconnu ;
- 16 février 1848 Salle de concert Pleyel : dernier concert parisien ;
- 7 juillet 1848 chez Lord Falmouth, à Saint James's Square, Londres.

##### Mémorable dernier concert à Paris

###### Contexte de l'événement
L’exceptionnel dernier concert de Chopin à Paris eut lieu le mercredi 16 février 1848. Tous les billets furent vendus en une semaine à des amateurs de musique de la France entière. Chopin écrivait quelques mots montrant son peu d’entrain à l’idée de cet ultime concert quelques jours avant celui-ci : 

« Mes amis m’ont dit que je n’aurai à me tourmenter de rien, seulement de m’asseoir et de jouer… De Brest, de Nantes on a écrit à mon éditeur pour qu’il retienne des places. Un tel empressement m’étonne et je dois aujourd’hui me mettre à jouer, ne fût-ce que par acquit de conscience, car je joue moins bien qu’autrefois. Je jouerai, comme curiosité, le trio de Mozart avec Franchomme et Allard. Il n’y aura ni programmes, ni billets gratis. Le salon sera confortablement arrangé et peut contenir trois cents personnes. Pleyel plaisante toujours de ma sottise et, pour m’encourager à ce concert, il fera orner de fleurs les escaliers. Je serai comme chez moi et mes yeux ne rencontreront pour ainsi dire, que des visages connus. »

###### Programme du dernier concert de Chopin à Paris
Première partie : 
- Trio de Mozart pour piano, violon et violoncelle, par Chopin, Alard et Franchomme ;
- Airs chantés par Mlle Antonia Molina di Mondi ;
- Nocturne et Barcarolle (op. 60) composés et joués par Chopin ;
- Air chanté par Mlle Antonia Molina di Mondi ;
- Étude et Berceuse (op. 57) composés et joués par Chopin.

Seconde partie :
- Scherzo, Adagio et finale de la sonate en sol mineur pour piano et violoncelle composée par Chopin et jouée par l’auteur et Franchomme ;
- Air nouveau de Robert le Diable, de Meyerbeer, chanté par M. Roger ;
- Préludes, Mazurkas et Valses (celle du petit chien) composés et joués par Chopin.

Le Nocturne, l’Étude, les Mazurkas et le Prélude choisis pour le concert ne sont pas connus.

La Gazette musicale imprime comme commentaire, « Le sylphe a tenu sa parole ». L'écho de ce concert donné par la presse permet d’éclairer l’expérience qu’il a été pour l’auditoire : 

« Il est plus facile de vous dire l’accueil qu’il a reçu, les transports qu’il a excités, que de décrire, d’analyser et divulguer les mystères d’une exécution qui n’a pas d’analogue dans notre région terrestre. Quand nous aurions en notre pouvoir la plume qui a tracé les délicates merveilles de la Reine Mab, pas plus grosse que l’agate qui brille au doigt d’un alderman… c’est tout au plus si nous arriverions à vous donner l’idée d’un talent purement idéal, et dans lequel la matière n’entre à peu près pour rien. Pour faire comprendre Chopin, nous ne connaissions que Chopin lui-même; tous ceux qui assistaient à la séance de mercredi en sont convaincus autant que nous. »

Si Chopin n’a pas souvent donné ses œuvres en concert, ses œuvres, quant à elles, étaient dès les années 1830 jouées dans de nombreux concerts par les plus célèbres virtuoses du temps : Liszt, Moscheles, Field, Kalkbrenner ou encore Clara Wieck.

#### Musicien gestionnaire
Si Mozart est considéré comme le premier véritable compositeur autonome (véritable homme d’affaires qui négociait avec ses clients, son éditeur, louait ses salles de concert), Chopin lui aussi négociait et se battait pour vivre de son art.
Chopin a traité avec de multiples éditeurs pour que son œuvre s'étende sur toute l'Europe : Schlesinger pour les droits en France, Wessel pour les droits anglais et Probst pour les droits allemands.
Chopin s'opposait souvent à ses éditeurs, Schlesinger et Probst. Pendant la période de Majorque, durant laquelle il composa ses Préludes, Chopin mit à contribution son fidèle ami Fontana qui s'occupait de ses affaires à Paris. Certaines lettres à son ami, qui nous sont parvenues, montrent souvent la colère de Chopin vis-à-vis de ses éditeurs qui auraient pris ses œuvres pour trois fois rien. « Pleyel est un bon à rien et Probst une canaille. Jamais il ne m'a payé trois manuscrits mille francs », écrivait Chopin à Fontana.
Entre autres mauvaises surprises que réservèrent certains de ses éditeurs à Chopin, retenons celle de l'éditeur anglais Wessel qui publia à Londres les Nocturnes sous des titres « accrocheurs ». Par exemple, l'opus 15 s'intitule Zéphir, l'opus 27 Les Plaintives, ou encore, l'opus 9 Murmures de la Seine.

### Chopin face aux autres compositeurs

#### Chopin et la musique de son temps

##### Intérêt modéré pour les compositeurs de son époque

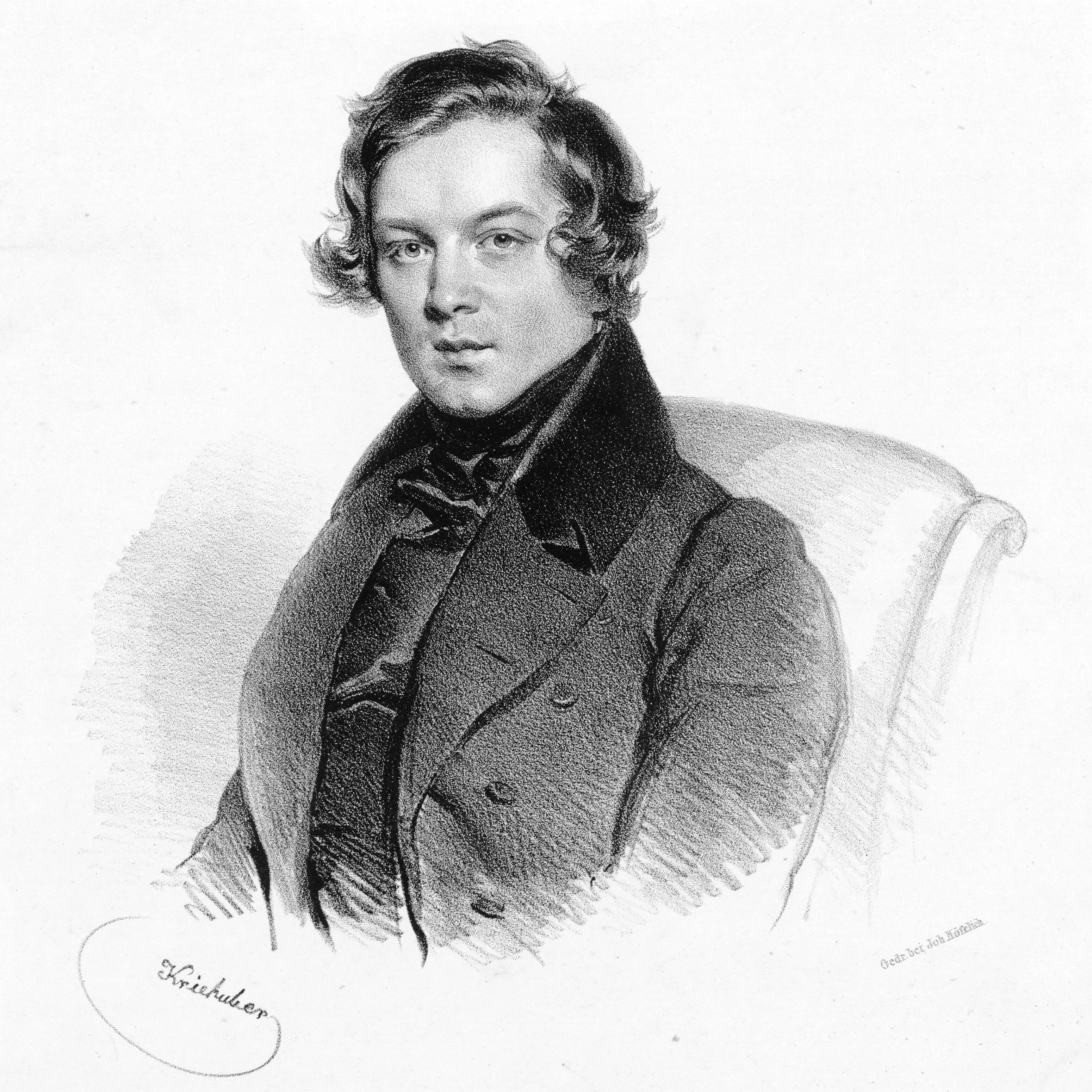
Robert Schumann en 1839.

Chopin fut l'ami des compositeurs Hector Berlioz, Robert Schumann, mais il n'appréciait que modérément leur musique, bien qu'il leur ait dédié certaines de ses compositions.
Liszt témoigne que Chopin appréciait extrêmement peu la musique d’autres compositeurs de son temps ou de l’époque classique, et ce, pour diverses raisons (« il n’apportait pas la plus légère louange à ce qu’il ne jugeait point être une conquête effective pour l’art ».
Concernant d’abord Beethoven, l’effroi caractérise ce que ressent Chopin (comme vis-à-vis de Michel-Ange ou Shakespeare) ; Mendelssohn lui paraît commun et il restait très nuancé concernant l’œuvre de Schubert.
Chopin est par ailleurs resté quasiment totalement à l’écart des luttes musicales romantiques de son temps, contrairement à Berlioz ou Liszt. Il représentait malgré tout de lui-même un idéal romantique qui resta utile aux autres compositeurs dans leur lutte.

##### Relation de pianistes entre Chopin et Liszt
La relation entre les deux plus grands pianistes de la première moitié du XIXe siècle est à la fois complexe et caricaturale. Quelques témoignages d’amis des deux hommes restent la meilleure clé pour comprendre cette facette de la personnalité de Chopin. Il est assez difficile de résumer à la fois la volonté des deux artistes de se perfectionner dans leur domaine propre séparé mais aussi de s’affronter dans la course artistique. Le témoignage le plus caractéristique montrant à la fois l’éloignement du domaine de prédilection des deux artistes, mais aussi la volonté de chacun du dépassement artistique est celui de Charles Rollinat (familier de George Sand) : 
« Chopin jouait rarement. […] Liszt, au contraire, jouait toujours, bien ou mal. Un soir du mois de mai, entre onze heures et minuit, la société était réunie dans le grand salon. […] Liszt jouait un Nocturne de Chopin et, selon son habitude, le brodait à sa manière, y mêlant des trilles, des trémolos, des points d’orgue qui ne s’y trouvaient pas. À plusieurs reprises, Chopin avait donné des signes d’impatience ; enfin, n’y tenant plus, il s’approcha du piano et dit à Liszt avec son flegme anglais :
- Je t’en prie, mon cher, si tu me fais l’honneur de jouer un morceau de moi, joue ce qui est écrit ou bien joue autre chose : il n’y a que Chopin qui ait le droit de changer Chopin.
- Eh bien, joue toi-même ! dit Liszt, en se levant un peu piqué.
- Volontiers, dit Chopin.

À ce moment, la lampe fut éteinte par un phalène étourdi qui était venu s’y brûler les ailes. On voulait la rallumer.
- Non ! s’écria Chopin ; au contraire, éteignez toutes les bougies ; le clair de lune me suffit.

Alors il joua… il joua une heure entière. Vous dire comment, c’est ce que nous ne voulons pas essayer. […] L’auditoire, dans une muette extase, osait à peine respirer, et lorsque l’enchantement finit, tous les yeux étaient baignés de larmes, surtout ceux de Liszt. Il serra Chopin dans ses bras en s’écriant :
- Ah ! mon ami, tu avais raison ! Les œuvres d’un génie comme le tien sont sacrées ; c’est une profanation d’y toucher. Tu es un vrai poète et je ne suis qu’un saltimbanque.
- Allons donc ! reprit vivement Chopin ; nous avons chacun notre genre, voilà tout. Tu sais bien que personne au monde ne peut jouer comme toi Weber et Beethoven. Tiens, je t’en prie, joue-moi l’adagio en ut dièse mineur de Beethoven, mais fais cela sérieusement, comme tu sais le faire quand tu veux.

Liszt joua cet adagio et y mit toute son âme. […] ce n’était pas une élégie, c’était un drame. Cependant, Chopin crut avoir éclipsé Liszt ce soir-là. Il s’en vanta en disant : « Comme il est vexé ! » (verbatim). Liszt apprit le mot et s’en vengea en artiste spirituel qu’il était. Voici le tour qu’il imagina quatre ou cinq jours après.
La société était réunie à la même heure, c’est-à-dire vers minuit. Liszt supplia Chopin de jouer. Après beaucoup de façons, Chopin y consentit. Liszt alors demanda qu’on éteignît toutes les lampes, ôtât les bougies et qu’on baissât les rideaux afin que l’obscurité fût complète. C’était un caprice d’artiste, on fit ce qu’il voulut. Mais au moment où Chopin allait se mettre au piano, Liszt lui dit quelques mots à l’oreille et prit sa place. Chopin, qui était très loin de deviner ce que son camarade voulait faire, se plaça sans bruit sur un fauteuil voisin. Alors Liszt joua exactement toutes les compositions que Chopin avait fait entendre dans la mémorable soirée dont nous avons parlé, mais il sut les jouer avec une si merveilleuse imitation du style et de la manière de son rival, qu’il était impossible de ne pas s’y tromper et, en effet, tout le monde s’y trompa.
Le même enchantement, la même émotion se renouvelèrent. Quand l’extase fut à son comble, Liszt frotta vivement une allumette et mit feu aux bougies du piano. Il y eut dans l’assemblée un cri de stupéfaction.
- Quoi ? C’est vous !
- Comme vous voyez !
- Mais nous avons cru que c’était Chopin.
- Tu vois, dit le virtuose en se levant, que Liszt peut être Chopin quand il veut ; mais Chopin pourrait-il être Liszt ?

C’était un défi ; mais Chopin ne voulut pas ou n’osa pas l’accepter. Liszt était vengé ».
Aussi bien admiratifs l’un de l’autre, évitant aussi bien que poussant la comparaison, cet épisode de la vie des deux artistes, dans ses dernières phrases est un excellent résumé de la relation unissant les deux pianistes.

#### Chopin et les «grands maîtres»

##### Chopin et Mozart

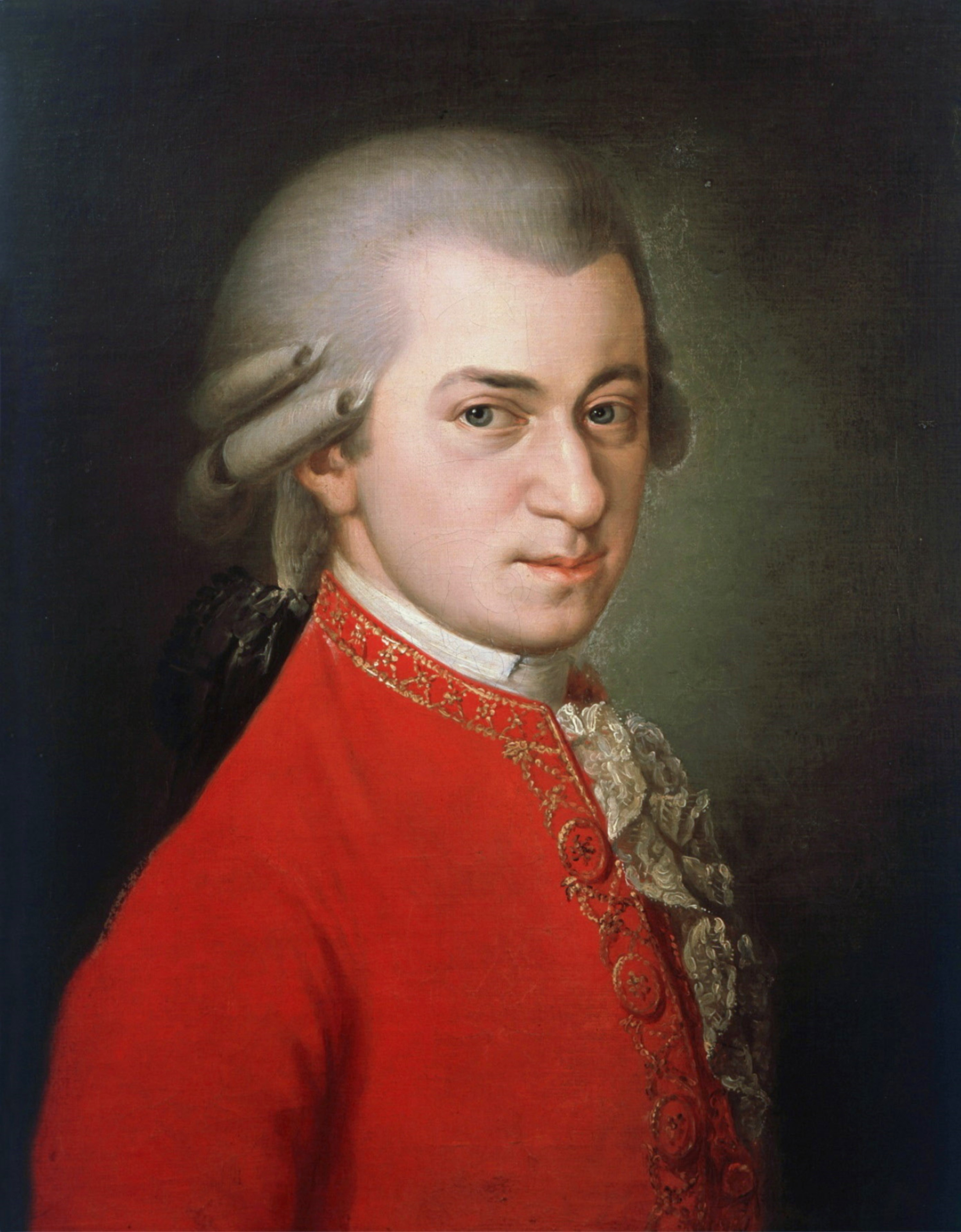
Portrait de Mozart par Barbara Krafft en 1819.

Mozart était, avec Bach, le seul maître dont Chopin se réclamait. Malgré tout, contrairement à Johann Sebastian Bach, il regrettait certains passages des œuvres du compositeur classique. Ainsi, si Chopin adorait le Don Giovanni de Mozart, il se désolait de certains moments de l’œuvre : Liszt l’expose en disant qu’« il parvenait à oublier ce qui le répugnait, mais se réconcilier avec, lui était impossible ».
Malgré tout, comparant la musique de Mozart à celle de Beethoven, Chopin affiche clairement son amour pour le premier :

« Quand Beethoven est obscur et paraît manquer d’unité, ce n’est pas une prétendue originalité un peu sauvage, dont on lui fait honneur, qui en est la cause ; c’est qu’il tourne le dos à des principes éternels ; Mozart jamais. Chacune des parties a sa marche qui, tout en s’accordant avec les autres, forme un chant et le suit parfaitement. C’est là le contrepoint, punto contrapunto. On a l’habitude d’apprendre les accords avant le contrepoint, c’est-à-dire la succession des notes qui mène aux accords. Berlioz plaque des accords et remplit les intervalles comme il peut. En musique, la logique pure c’est la fugue. Être savant dans la fugue, c’est connaître l’élément de toute raison et de toute conséquence. »

Selon le vœu de Chopin, le Requiem de Mozart, considéré par le Polonais comme étant d'une beauté exceptionnelle, fut d'ailleurs interprété intégralement par l’orchestre du Conservatoire de Paris dirigé par Narcisse Girard lors de ses obsèques, en l'église de la Madeleine à Paris, le 30 octobre 1849. La petite histoire retiendra qu’une dérogation fut accordée à cette occasion par le clergé car, à cette époque, les voix féminines n'étaient pas admises aux offices religieux. Les solistes, Pauline Viardot et Madame Castellan, furent donc dissimulées par une draperie noire derrière l’autel,.

##### Chopin et Schubert
Certaines œuvres de Schubert n’étaient pas volontiers écoutées par Chopin. Liszt nous éclaire sur ce sujet en rapportant que Chopin n’appréciait pas les œuvres de Schubert, « dont les contours étaient trop aigus pour son oreille, où le sentiment est comme dénudé. Toutes les rudesses sauvages lui inspiraient de l’éloignement. En musique, comme en littérature, comme dans l’habitude de la vie, tout ce qui se rapproche du mélodrame lui était un supplice ». Chopin, parlant de Schubert, dit un jour à Liszt : « Le sublime est flétri lorsque le commun ou le trivial lui succède. »

#### Avant-gardistes du style Chopin
La couleur caractéristique que revêt la musique du grand compositeur polonais, est issue de la Mazovie qui a bercé l'enfance de Chopin. Malgré tout, il est possible de reconnaître à certains représentants de la génération précédant celle de Chopin, certaines œuvres que l'on pourrait facilement lui attribuer.
Ainsi, la grande pianiste française Hélène de Montgeroult (1764-1836) a composé un répertoire pour piano qui annonce le romantisme dans ses Études. Très peu de ses œuvres ont été enregistrées, mais le peu qu'il est possible d'écouter fait immédiatement penser à certaines études ou préludes de Chopin.

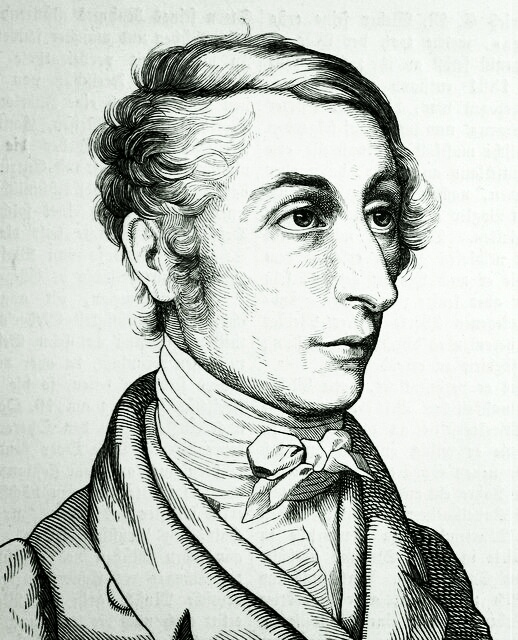
Carl Maria von Weber.

Le compositeur allemand Carl Maria von Weber (1786-1826), très justement vénéré par la génération musicale de Chopin, a une œuvre pour piano très peu connue elle aussi (car les opéras et les œuvres pour clarinette lui font de l'ombre), mais faisant immédiatement penser au compositeur polonais. Se détachant énormément de l'appréhension avant-gardiste de Beethoven du piano de l'époque, Weber a une approche très chopinesque du piano et ses quatre sonates pour piano (les trois premières de 1816 et la dernière de 1822) rappellent certains passages des Études de Chopin.
D’autres œuvres du compositeur font énormément penser à la musique de Chopin. Parmi elles se trouvent :
- Polacca Brillante en mi majeur, op. 72 ;
- Rondo Brillante en mi bémol majeur, op. 62 ;
- Grande Polonaise en mi bémol majeur, op. 21.

Invitation à la danse dans sa version piano reste l’œuvre se rapprochant le plus de certaines valses de Chopin.
Le virtuose irlandais du piano, John Field (1782-1837), connu pour son toucher pianistique magistral, a lui aussi produit une musique se rapprochant de celle de Chopin avant l′heure. L′écoute de ses quatre sonates pour piano et surtout ses dix-huit nocturnes au piano, dont il est l'inventeur de cette forme musicale, font inévitablement penser au compositeur polonais.
Largement méconnue aujourd'hui, la pianiste et compositrice polonaise Maria Szymanowska (1789-1831) possédait un style musical très proche de celui de Chopin vingt ans avant lui, qui n'est discographiquement illustré que par un unique enregistrement de nocturnes, valses, mazurkas, polonaises et préludes.

## Instruments
Lorsqu'il vivait à Varsovie, Chopin composait et jouait sur un piano Buchholtz. Plus tard, lorsqu'il vivait à Paris, Chopin a acheté un instrument de Pleyel. Il qualifiait les pianos de Pleyel de "nec plus ultra" (rien de plus !). Liszt se lie d'amitié avec Chopin à Paris et décrivit le son du Pleyel de Chopin comme étant "le mariage du cristal et de l'eau". Dans la maison londonienne de Chopin, il y avait trois pianos, qu'il mentionne dans ses lettres : " J'ai un grand salon avec trois pianos, un Pleyel, un Broadwood et un Erard. "
En 2018, une copie du piano Buchholtz de Chopin réalisée par Paul McNulty a été entendue pour la première fois en public au Teatr Wielki - Opéra national polonais et a été utilisée par l'institut Chopin de Varsovie (en) pour son premier concours international Chopin sur instruments d'époque.

## Œuvre
Frédéric Chopin laisse 219 œuvres musicales.

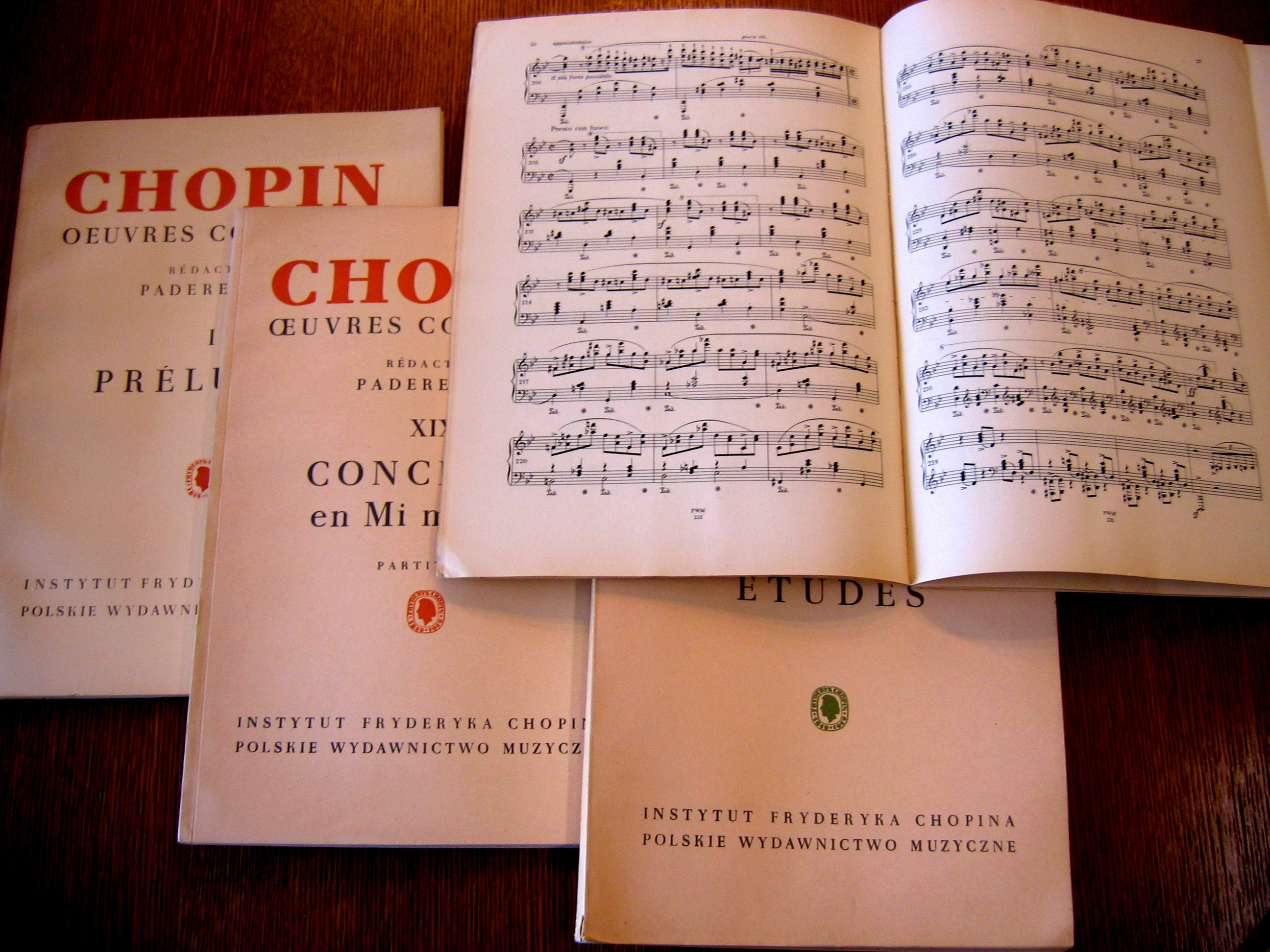
Quelques tomes de l’édition Paderewski des Œuvres de Chopin.

Au sein du catalogue des œuvres de Frédéric Chopin, certaines compositions se distinguent clairement et demeurent parmi les plus jouées de tout le répertoire classique pour piano.
Ces œuvres incontournables sont :
- les vingt-et-un Nocturnes, dont trois posthumes ;
- le cycle des Vingt-quatre préludes ;
- le cycle des vingt-quatre Études ;
- les soixante-neuf Mazurkas, dont cinquante-huit publiées ;
- les vingt Valses ;
- les quatre Ballades ;
- les deuxième et troisième Sonates ;
- les Polonaises ;
- les quatre Impromptus ;
- les quatre Scherzos ;
- les deux Concertos pour piano et orchestre en mi mineur et fa mineur.

Chopin a aussi composé plusieurs Variations pour piano et orchestre (en), des Trios, une première Sonate op. 4 (très peu jouée), quelques Fantaisies, une Berceuse et quelques œuvres pour violoncelle.
Toutes ses œuvres, sans exception, concernent le piano avec ou sans accompagnement. La grande majorité est composée pour le piano seul. L'œuvre symphonique se limite à deux Concertos, une Polonaise, un Rondo, une Fantaisie et des Variations (ces œuvres ont été écrites pour piano et orchestre, mais dans celles-ci, l'orchestre joue un rôle limité et plutôt « accessoire »). Sa musique de chambre se limite à cinq pièces : les quatre premières sont des œuvres de jeunesse, la dernière est sa sonate pour violoncelle et piano, op. 65 — c'est la dernière œuvre qu'il ait jouée en public, avec son ami Auguste Franchomme, violoncelliste de renom. Cette amitié explique une relative affinité pour cet instrument, puisque quatre des cinq partitions de musique de chambre utilisent le violoncelle. Il existe également un cycle de dix-sept Lieder.

### Sonate pour pianono2en si bémol mineur,op.35
De cette pièce datant de 1839 nous reste un commentaire étrange de Robert Schumann : « … Un certain génie impitoyable nous souffle au visage, terrasse de son poing pesant quiconque voudrait se cabrer contre lui et fait que nous écoutons jusqu'au bout, comme fascinés et sans gronder… mais aussi sans louer : car ce n'est pas là de la musique. La sonate se termine comme elle a commencé, en énigme, semblable à un sphinx moqueur. » Camille Saint-Saëns la transcrira pour deux pianos en 1908.

### Préludeno6en si mineur,op.28
Dans ses écrits, George Sand racontant sa vie avec Chopin à la chartreuse de Valldemossa affirme que certaines des plus belles pages de Chopin viennent de crises d'exaltation nerveuse du compositeur, seul toute la journée devant son piano dans les profondeurs du monastère.

George Sand écrit à ce sujet : 

« Il y en a un (de prélude), qui lui vint par une soirée de pluie lugubre et qui jette dans l'âme un abattement effroyable. Nous l'avions laissé bien portant ce jour-là, Maurice et moi, pour aller à Palma acheter des objets nécessaires à notre campement. La pluie était venue, les torrents avaient débordé ; nous avions fait trois lieues en six heures pour revenir au milieu de l'inondation, et nous arrivions en pleine nuit, sans chaussures, abandonnés par notre voiturier, à travers des dangers inouïs. Nous nous hâtions en vue de l'inquiétude de notre malade. Elle avait été vive en effet, mais elle s'était figée comme une sorte de désespérance tranquille, et il jouait son admirable prélude en pleurant. En nous voyant entrer, il se leva en jetant un grand cri, puis il nous dit d'un air égaré et d'un ton étrange : « Ah ! je le savais bien que vous étiez morts ! » Quand il eut repris ses esprits et qu'il vit l'état dans lequel nous étions, il fut malade de spectacle rétrospectif de nos dangers ; mais il m'avoua ensuite qu'en nous attendant il avait vu tout cela dans un rêve, et, que ne distinguant plus ce rêve de la réalité, il s'était calmé et comme assoupi en jouant du piano, persuadé qu'il était mort lui-même. Il se voyait noyé dans un lac, des gouttes d'eau pesantes et glacées lui tombaient en mesure sur la poitrine, et quand je lui fis écouter ces gouttes d'eau qui tombaient effectivement en effet en mesure sur le toit, il nia les avoir entendues. Il se fâcha même de ce que je traduisais par le mot d'harmonie imitative. Il protestait de toutes ses forces, et il avait raison, contre la puérilité de ces imitations pour l'oreille. Son génie était plein des mystérieuses harmonies de la nature, traduites par des équivalents sublimes dans sa pensée musicale et non par une répétition servile de chants extérieurs. Sa composition de ce soir-là était pleine des gouttes de pluie qui résonnaient sur les tuiles sonores de la chartreuse, mais elles s'étaient traduites dans son imagination et dans son chant par des larmes tombant du ciel sur son cœur. »

Si le témoignage de George Sand n'indique pas précisément quel prélude est concerné par ce récit, plusieurs d'entre eux ont été désignés comme étant le prélude de cette pluie : le no 8 en fa dièse mineur, le no 15 en ré bémol majeur, le no 17 en la bémol majeur ou encore le no 19 en mi bémol majeur. La majorité semble adopter le prélude no 6 en si mineur.[réf. nécessaire]
Ce prélude fut joué à l'orgue par Lefébure-Wély lors des obsèques du compositeur à l'église de la Madeleine.
Début de la mélodie, jouée à la main gauche.

### Étude en tierces,op.25no6
Cette pièce, l'une des préférées de Chopin, touchait le cœur de ses compatriotes demeurant à Paris. L'un d'entre eux l'appelle « la sibérienne » en référence au voyage du déporté polonais. « La neige tombe sur la plaine sans limites (une gamme montante et descendante à chaque main figure cet infini universel de façon saisissante). On entend les clochettes de la troïka qui s'approche, passe et s'enfonce vers l'horizon. »

### Ballade en sol mineur,op.23

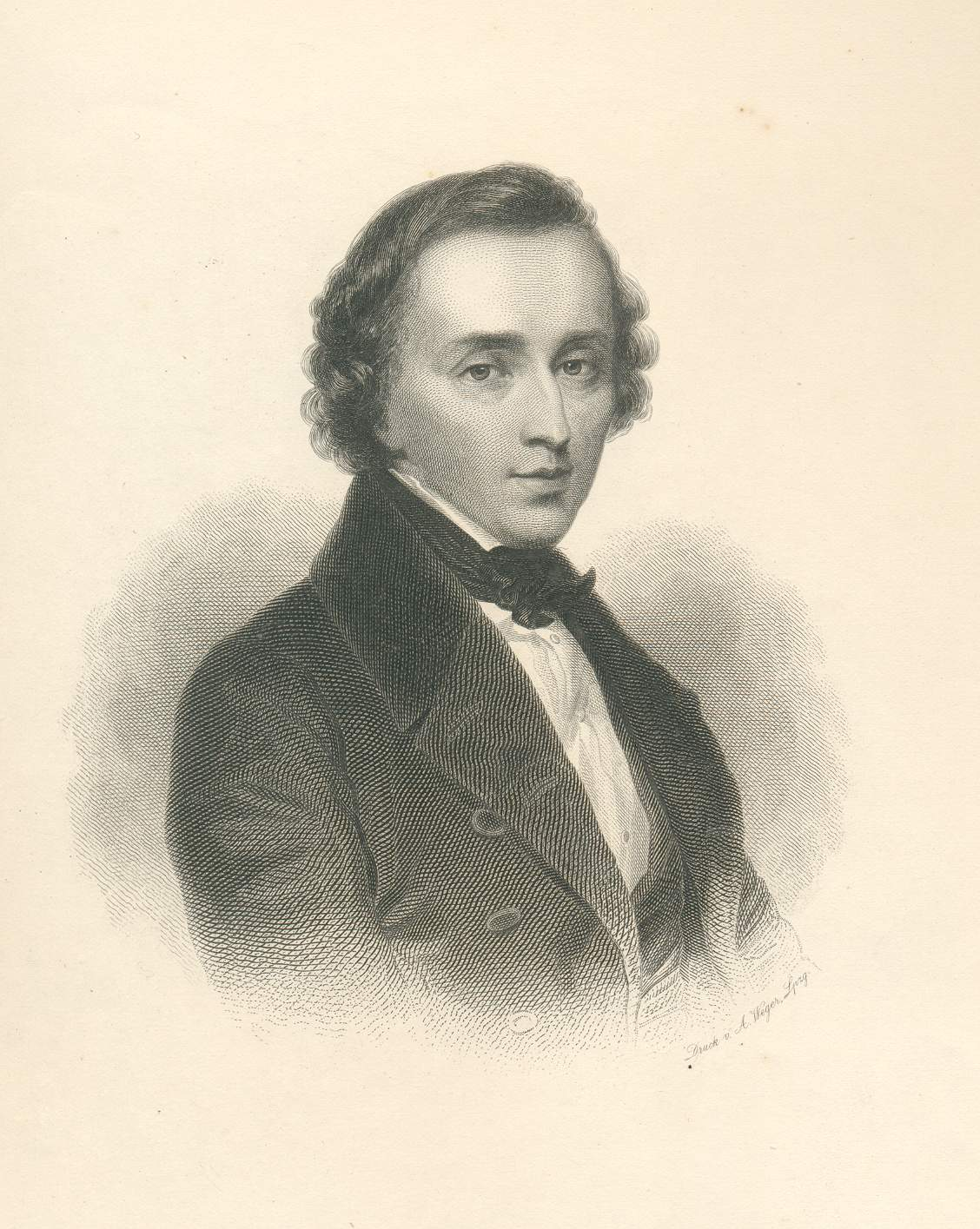
Frédéric Chopin à 23 ans.

Ce monument de l'amour de Chopin à Marie Wodzinska comporte un détail curieux concernant la dernière mesure de l'introduction. Certaines éditions comportent à cet endroit un « ré » évidemment façonné avec un « mi » ultérieurement corrigé.
Camille Saint-Saëns, parlant de Liszt, nous éclaire au sujet de cette correction. « Ce mi supposé donne un accent douloureux tout à fait d'accord avec le caractère du morceau. Cette note détermine un accent dissonant d'un effet imprévu. Or, les dissonances recherchées aujourd'hui comme des truffes, étaient alors redoutées. De Liszt que j'ai interrogé à ce sujet, je n'ai pu obtenir que cette réponse « j'aime mieux le mi bémol… » J'ai conclu de cette réponse évasive que Chopin, en jouant la Ballade, faisait entendre le ré ; mais je suis resté convaincu que le mi bémol était sa première idée, et que le ré lui avait été conseillé par des amis craintifs et maladroits. »

### AdagioduConcerto pour pianono2
Liszt, tout en remarquant que Chopin avait une prédilection marquée pour cette pièce, lui attribuera une « idéale perfection ». Pour lui « son sentiment tour à tour radieux et plein d'apitoiement ferait songer à un magnifique paysage inondé de lumière, à quelque vallée de Tempé, qu'on aurait fixé pour être le lieu d'un récit lamentable, d'une scène poignante. On dirait un irréparable malheur accueillant le cœur humain en face d'une incomparable splendeur de la nature. »

### Valseen la bémol majeur,op.69no1
Cette valse a été composée par Chopin au cours de l'été 1835 (passé chez la famille Wodzinski), recopiée et donnée à Marie Wodzinska (que Chopin aimait) au moment de son départ en septembre. Marie Wodzinska l'appela la « Valse de l'Adieu ». Cette œuvre si connue aujourd'hui ne fut, certainement par pudeur de l'auteur, jamais publiée par Chopin.
Schumann donne une très belle description aussi bien de la musique que de la scène de séparation qu'elle décrit : « le murmure de deux voix amoureuses, les coups répétés de l'horloge et le roulement des roues brûlant le pavé, dont le bruit couvre celui des sanglots comprimés ».

### Marche funèbre, intercalée dans laSonateno2,op.35

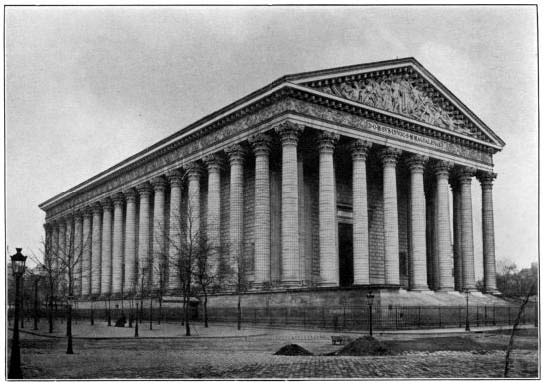
Paris, la Madeleine en 1911.

Le commentaire de Liszt, dans son ouvrage dédié à Chopin, de la Marche qui fut jouée lors des obsèques du musicien en 1849, mérite à tout point de vue l'attention : « Aurait-on pu trouver d'autres accents pour exprimer avec le même navrement quels sentiments et quelles larmes devaient accompagner à son dernier repos celui qui avait compris d'une manière si sublime comment on pleurait les grandes pertes ! Nous entendions dire un jour à un jeune homme de son pays : "ces pages n'auraient pu être écrites que par un Polonais !" En effet, tout ce que ce cortège d'une nation en deuil pleurant sa propre mort, aurait de solennel et de déchirant, se retrouve dans le glas funéraire qui semble ici l'escorter. Tout le sentiment de mystique espérance, de religieux appel à une miséricorde surhumaine, à une clémence infinie et à une justice qui tient compte de chaque tombe et de chaque berceau, toute la résignation exaltée qui a éclairé de la lumière des auréoles tant de douleurs et de désastres supportés avec l'héroïsme inspiré des martyrs chrétiens, résonne dans le chant dont la supplication est si désolée. Ce qu'il y a de plus pur, de plus saint, de plus résigné, de plus espérant dans le cœur des femmes, des enfants y retentit, y frémit, y tressaille avec d'indicibles vibrations. On sent que ce n'est pas la mort d'un héros que l'on pleure, alors que d'autres héros restent pour le venger, mais bel et bien celle d'une génération entière qui a succombé, ne laissant après elle que les femmes, les enfants et les prêtres. Cette mélopée si funèbre et si lamentable est néanmoins d'une si pénétrante douceur, qu'elle semble ne plus venir de cette terre. Ces sons qu'on dirait attiédis par la distance, imposent un suprême recueillement, comme s'ils étaient chantés par les anges eux-mêmes et flottaient déjà dans le ciel, aux alentours du trône divin. Ni cris, ni rauques gémissements, ni blasphèmes impies, ni furieuses imprécations ne troublent un instant, qu’on prendrait ainsi pour de séraphiques soupirs. Le côté antique de la douleur est totalement exclu. Rien n'y rappelle les fureurs de Cassandre, les abaissements de Priam, les frénésies d'Hécube, les désespérances des captives troyennes. Une foi superbe anéantissant, dans les survivants de cette Ilion Chrétienne, l'amertume de la souffrance en même temps que la lâcheté de l'abattement, leur douleur ne conserve plus aucune de ses terrestres faiblesses, elle s'arrache de ce sol moite de sang et de larmes ; s'élance vers Dieu, et ne saurait s'adresser qu'au juge suprême, trouvant pour l'implorer de si poignantes prières, qu'en les écoutant, notre cœur se brise en nous-mêmes, sous une auguste compassion. »

### Variations sur «Là ci darem la mano»,op.2

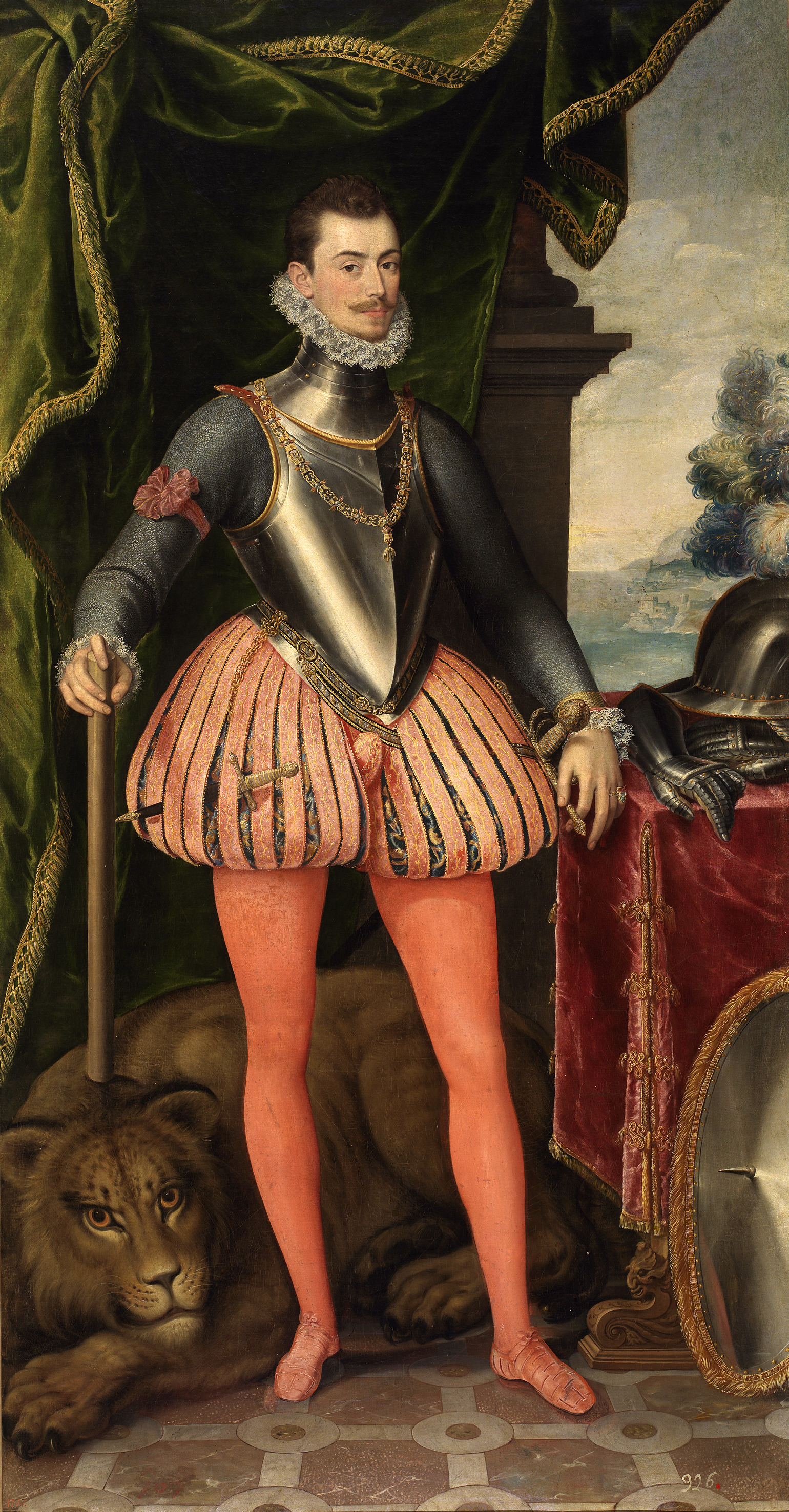
Don Juan.

C'est en juillet 1831 que Robert Schumann — 21 ans lui aussi — remarque dans une librairie musicale de Leipzig la partition de Chopin, un nom qui lui est inconnu, composée sur un thème du Don Giovanni de Mozart. Pendant deux mois, il tente de jouer la partition qu'il trouve très difficile. C'est en les travaillant qu'il découvre le caractère et l'importance de l'œuvre de Chopin. Il écrit alors un article élogieux, dans l’Allgemeine musikalische Zeitung du 7 décembre 1831 qui contient la phrase restée célèbre : « Hut ab, Ihr Herren, ein Genie » (« Chapeau bas, messieurs, un génie »). La présentation de l'œuvre par Schumann se réalise dans un texte où il incarne successivement deux personnages : Florestan représentant la fougue et Eusebius, le rêve :
« L'autre jour, Eusebius entra tout doucement dans la chambre. Tu connais le sourire ironique de ce pâle visage, avec lequel il cherche à vous intriguer. J'étais au piano avec Florestan qui est, comme tu le sais, un des rares musiciens qui semblent pressentir tout ce qui est inouï, nouveau, extraordinaire dans la musique. Mais ce jour-là, une surprise l'attendait. « Chapeau bas, messieurs, un génie, dit Eusebius, en nous montrant un morceau de musique sans nous permettre d'en lire le titre. Je feuilletais pensivement le cahier : cette sorte de jouissance muette de la musique a quelque chose de magique. D'ailleurs, je crois que chaque compositeur met dans la disposition des notes des traits biens personnels et qui parlent aux yeux : sur le papier, Beethoven apparaît autre que Mozart, un peu comme la prose de Jean Paul diffère de celle de Goethe. Mais ici, il me semblait que des yeux me regardaient d'une façon bien singulière : des yeux de fleur, des yeux de basilic, des yeux de paon, des yeux de jeune fille. À divers endroits, cela devenait plus clair : je croyais apercevoir le Là ci darem la mano de Mozart au travers de cent accords entrelacés. Leporello semblait réellement me faire des clins d'œil, et Don Juan fuyait devant moi dans son manteau blanc.
« Joue-le maintenant ! » dit Florestan. Eusebius consentit ; serrés dans un coin de la fenêtre, nous écoutâmes. Eusebius joua comme inspiré et fit défiler devant nous d'innombrables personnages colorés ; il semble que l'enthousiasme du moment élève les doigts au-dessus de la mesure habituelle de leurs facultés. Toute l'approbation de Florestan consista, en plus d'un sourire de bonheur, en ces seules paroles : « Ces variations pourraient bien être d'un Beethoven ou d'un Schubert, s'ils avaient été des virtuoses du piano. » Mais lorsqu'il alla tourner la page du titre, il ne lut que ceci : Là ci darem la mano, varié pour le piano-forte avec accompagnement d'orchestre par Frédéric Chopin, opus 2. Sur quoi nous nous écriâmes tous deux stupéfaits : « un opus 2 ! » Nos visages s'enflammèrent d'un étonnement extraordinaire, et dans nos discours confus, hors quelques simples exclamations, on ne put distinguer que ces mots : « Oui, voilà quelque chose de parfait… Chopin… je n'ai pas entendu prononcer ce nom… Qui ce peut-il bien être ?… en tout cas… un génie ! N'est-ce pas Zerline qui sourit là-bas, ou peut-être même Leporello ?… » […]
À minuit je trouvai Florestan dans ma chambre, couché sur le sofa et les yeux clos. » Ces variations de Chopin, commença Florestan comme perdu dans un rêve, me trottent encore dans la tête… À coup sûr, l'ensemble est dramatique et porte bien la marque de Chopin ; l'introduction, si achevée qu'elle soit — te rappelles-tu les sauts de tierces de Leporello ? — est sans doute ce qui se marie le moins bien à l'ensemble ; mais le thème (pourquoi diable l'a-t-il écrit en si bémol ?), mais les variations, le finale et l’adagio, c'est quelque chose !… Ici le génie éclate à chaque mesure.
« […] La première variation pourrait sans doute être qualifiée de « distinguée » et de « coquette »… Le Grand d'Espagne y badine fort agréablement avec la paysanne. Quant à la seconde, qui est déjà bien plus confiante, comique, querelleuse, c'est exactement comme lorsque deux amoureux s'attrapent et rient plus fort que de coutume. Mais comme tout change dans la troisième ! Un vrai clair de lune, une féerie ; Masetto est dans le lointain et maugrée assez perceptiblement, mais Don Juan n'en est guère troublé.
« Et la quatrième, à présent, qu'en dis-tu ? Eusebius l'a jouée avec une pureté… Ne bondit-elle pas, hardie, audacieuse, n'est-elle pas saisissante, même si l’adagio (il me semble ici naturel que Chopin répète ici la première partie) est en si bémol mineur — ce qui ne peut pas mieux concorder avec la situation : on dirait que Don Juan reçoit un avertissement du ciel… et puis c'est certainement un effet malin et joli que ce Leporello qui guette, rit et raille derrière les buissons, et ces hautbois et clarinette qui semblent piper et sourdre magiquement de partout, et le ton de si bémol majeur, enfin, qui s'épanouit et indique si bien le premier baiser de l'amour. Mais tout cela n'est rien à côté de la dernière variation… C'est le finale de Mozart tout entier… des bouchons de champagne qui sautent avec bruit, des bouteilles qui tintent, les voix de Leporello au travers, puis les spectres saisissant, poursuivant Don Juan qui s'échappe… et enfin la conclusion, magnifique apaisement et achèvement véritable de l'œuvre ».

Chopin lira plus tard l’article de Schumann plus développé écrit pour La Revue musicale de Paris et le trouva « complètement stupide » : 

« Il prétend que dans la deuxième variation, Don Juan court avec Leporello ; que, dans la troisième, il embrasse Zerlina, tandis que Masetto se met en colère (la main gauche). Quant à la cinquième mesure de l'Adagio il imagine Don Juan donnant un baiser à Zerline sur le ré bémol ! Plater se demandait hier quelle partie de son anatomie pouvait évoquer le ré bémol, etc. ! On ne peut que s'étonner de l'imagination de cet Allemand. »

## Postérité

### Rareté des sources
Il reste aujourd’hui très peu de choses de la correspondance authentique de Chopin. Une grande partie de cette dernière a été perdue par négligence, mais une anecdote historique ajoute à ces pertes une autre plus dramatique. Lors d’un voyage en Pologne au printemps 1851, Alexandre Dumas fils aurait trouvé un dossier complet des lettres adressées par George Sand à Chopin. De retour en France, après qu'il les eut restituées à la romancière, celle-ci les relut toutes, puis les détruisit par le feu.
Lors de l′insurrection de 1863, des soldats russes incendièrent le palais Zamoyski à Varsovie, où habitait Izabela, la plus jeune sœur de Chopin, anéantissant d’autres précieuses reliques, dont le piano Bucholz sur lequel Frédéric avait étudié, ainsi que des partitions. Cet événement a été immortalisé par Cyprian Norwid (1821-1883), poète et philosophe, proche ami du musicien, dans son célèbre poème Le Piano de Chopin (1865).
Par la suite, les seuls témoignages de Chopin, ses lettres, ont subi des altérations du fait de leur premier éditeur, Maurice Karasowski, à qui il faut tout de même accorder le mérite d'avoir recueilli, vers 1860, le témoignage des sœurs de Chopin et la tradition orale de la famille.
Enfin, beaucoup de manuscrits des lettres de Chopin ont été détruits ou perdus pendant la Seconde Guerre mondiale.
Une collection de souvenirs personnels sur Chopin de Tytus Woyciechowski a été détruite par un incendie en 1914. Il s'agissait notamment du piano fabriqué par Buchholtz sur lequel Chopin avait joué et composé, des manuscrits de ses compositions (des Variations à quatre mains se terminant par une fugue, écrites sur 17 pages, et une contredanse), des lettres de Chopin à Tytus Woyciechowski et d'une goupille commémoratif en forme de pilier, avec une tête et une base en or et un fût en mosaïque colorée. La base, décorée des initiales T.W., servait en même temps de sceau. Une carte avec la dédicace de Chopin se trouvait dans un étui spécial.

### Chopin aujourd’hui

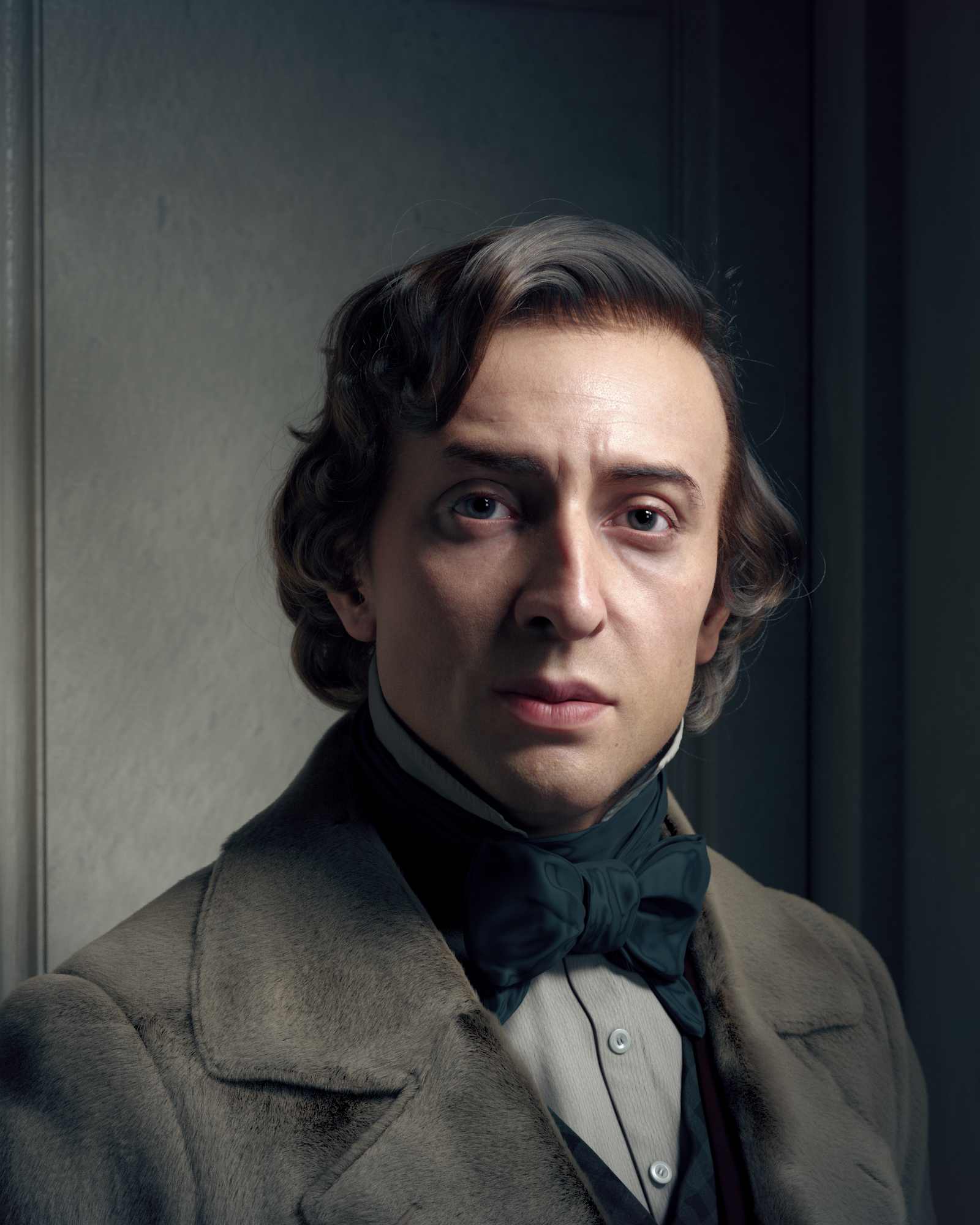
Reconstitution numérique en trois dimensions de l'aspect de Chopin d'après le daguerréotype de Bisson vers 1847 et son masque mortuaire, par l'artiste numérique Hadi Karimi (2020).

Chopin est reconnu comme l'un des plus grands compositeurs de musique de la période romantique et l'un des plus célèbres pianistes du XIXe. Sa musique est encore aujourd'hui l'une des plus jouées et demeure un passage indispensable à la compréhension du répertoire pianistique universel. Avec Franz Liszt, il est le père de la technique moderne de son instrument et son influence est à l'origine de toute une lignée de compositeurs comme Gabriel Fauré, Maurice Ravel, Claude Debussy, Isaac Albeniz, Sergueï Rachmaninov, Alexandre Scriabine, Olivier Messiaen, Henri Kowalski.
Comme l'affirmait l'Unesco il y a quelques années : « La production musicale de Chopin est d'une telle importance que l'UNESCO a décidé de déclarer l'année 1999 « année internationale Frédéric Chopin » pendant laquelle le monde entier célébrera le 150e anniversaire de la mort de Chopin. »

#### Sociétés Chopin
Il existe une « Société Frédéric Chopin » (TIFC) qui préside une Fédération internationale des associations Frédéric Chopin (il en existe une quarantaine). Son siège social est le château Ostrogski à Varsovie. En ce qui concerne la France, elle comprend au moins trois associations en l'honneur du musicien :
- Société Chopin à Paris ;
- Les Amis du Nohant Festival Chopin à La Châtre ;
- Association Lyonnaise F. Chopin.

La Société Chopin à Paris organise tous les ans, depuis 1983, un Festival Chopin à l'Orangerie du parc de Bagatelle de la mi-juin à la mi-juillet. En 2004, elle a organisé la reconstitution du dernier concert de Chopin à Paris. C'est le pianiste Maciej Pikulski qui a été choisi pour jouer le rôle-titre.

#### Concours de musique
Un concours international de piano portant le nom de « Frédéric-Chopin » a lieu tous les cinq ans à Varsovie. Ce concours, réputé pour sa grande difficulté, a permis de révéler des pianistes comme Martha Argerich, Maurizio Pollini, Krystian Zimerman, Alexei Sultanov, Yundi Li ou encore Rafał Blechacz. En février 2009, la Société Frédéric Chopin de Varsovie (cheville ouvrière du concours en question) décida d'organiser, dès cette année, un concours international Frédéric-Chopin destiné aux grands amateurs du piano.

#### Lieux et musées consacrés à Chopin

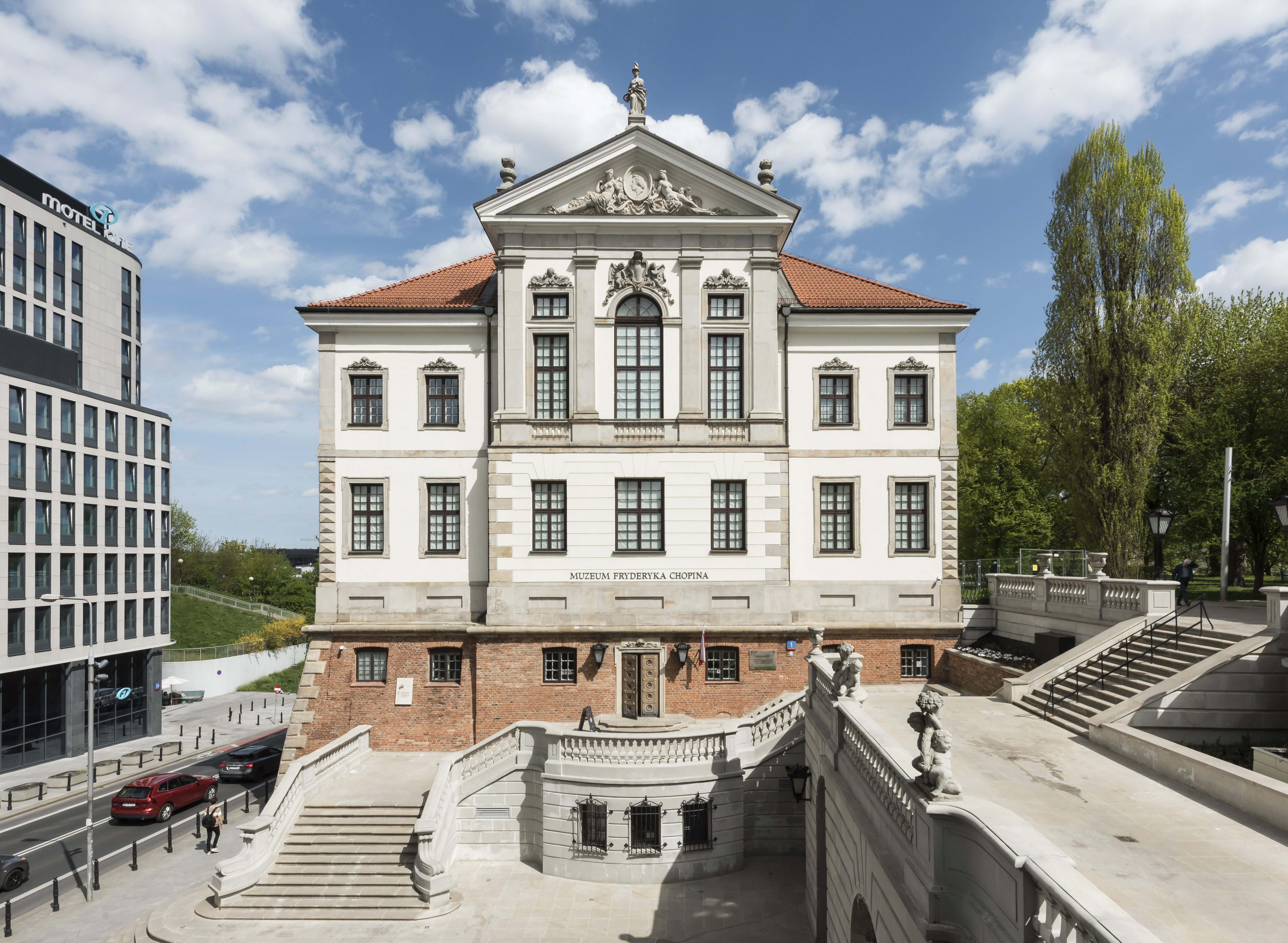
Musée Frédéric Chopin de Varsovie.

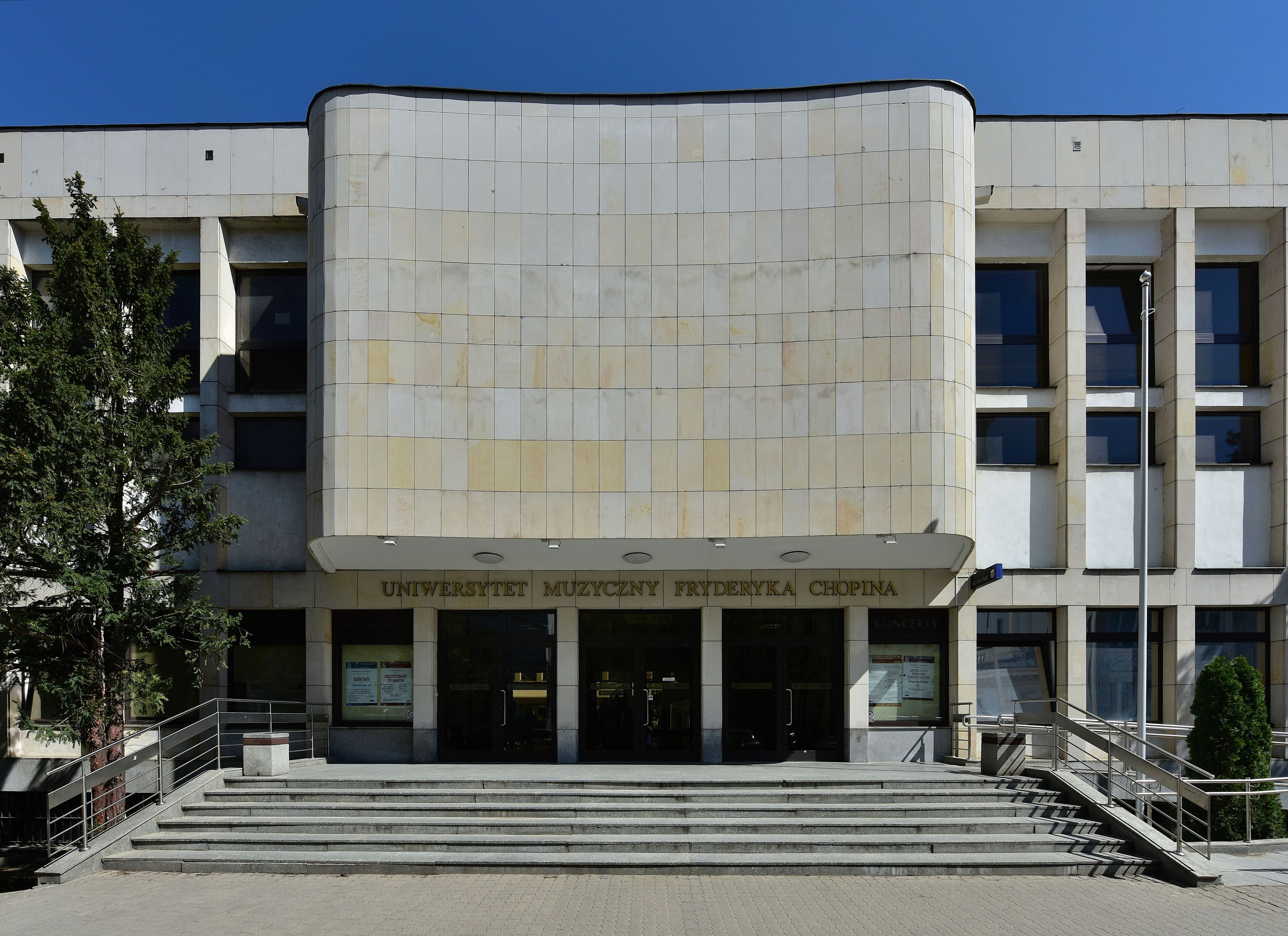
Université de musique Frédéric-Chopin de Varsovie.

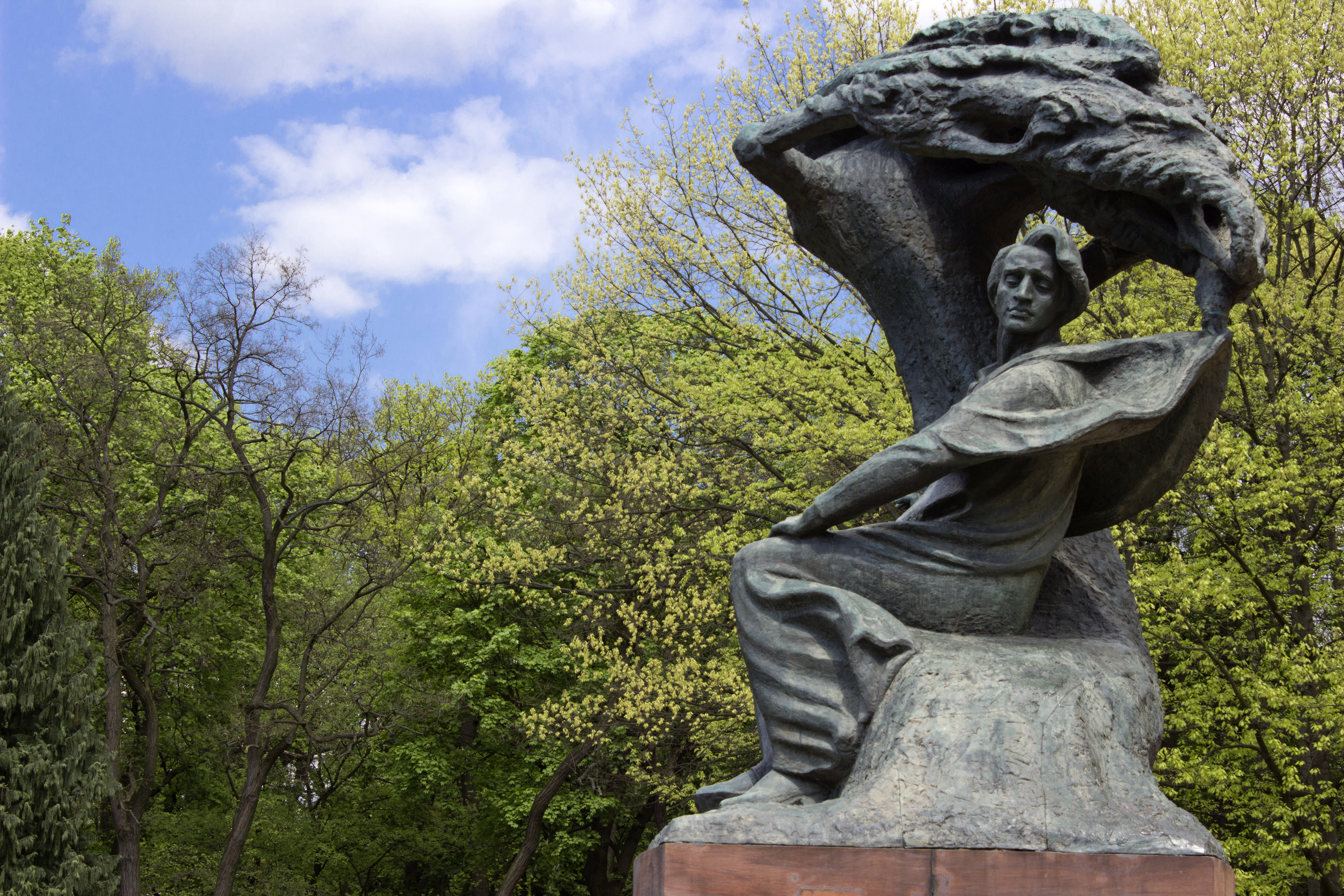
Le Monument de Frédéric Chopin de Varsovie, au pied duquel des morceaux du compositeur sont interprétés tous les dimanches d'été.

Il existe de nombreux musées en Europe consacrés à Chopin, avec pour le plus important le musée Frédéric Chopin de Varsovie du palais Ostrogski, en face de l'Institut Frédéric-Chopin (en), voisin de l'université de musique Frédéric-Chopin (où le compositeur a été étudiant entre 1826 et 1829). En France, le siège de la Bibliothèque polonaise de Paris en abrite un. Toujours à Paris, le musée de la vie romantique consacré au souvenir de George Sand évoque aussi le musicien.
- Varsovie, avec une multitude d'hommages au musicien
- Maison natale de Frédéric Chopin de Żelazowa Wola.
- Université de musique Frédéric-Chopin de Varsovie.
- Église Sainte-Croix de Varsovie, qui abrite le cœur de Frédéric Chopin.
- Institut Frédéric-Chopin (en) de Varsovie.
- Musée Frédéric Chopin de Varsovie.
- Bibliothèque polonaise de Paris
- Hôtel Baudard de Saint-James de la place Vendôme de Paris.
- Domaine de George Sand de Nohant-Vic du Centre-Val de Loire.
- Musée Frédéric Chopin et George Sand de la chartreuse de Valldemossa de Majorque aux Îles Baléares (dans les cellules no 2 et no 4)
- Marienbad en République tchèque, où se tient également un festival annuel à la fin du mois d'août[w 6] ;

#### Bicentenaire
2010 est le bicentenaire de sa naissance. À cette occasion, de nombreuses manifestations ont été organisées, tant en France qu'en Pologne.
En France, la plupart de manifestations sont organisées sous le patronage conjoint des ministères de la Culture français et polonais. Alain Duault, nommé commissaire général de l'année Chopin, a demandé le transfert des cendres du musicien au Panthéon : « Ce serait un beau geste culturel (ce serait le premier musicien admis au Panthéon) et politique (ce serait un signe européen fort, au moment où la Pologne vient de ratifier le traité européen). ». On compte notamment Chopin à Paris : l'atelier du compositeur, exposition accompagnée de nombreux concerts, à la Cité de la musique, Paris, 9 mars-6 juin, commissaires : Jean-Jacques Eigeldinger, Thierry Maniguet et Cécile Reynaud ; l'édition 2010 de La Folle Journée de Nantes consacrée au compositeur ; Frédéric Chopin : La Note bleue, exposition du Bicentenaire, au musée de la vie romantique, hôtel Scheffer-Renan, Paris, 2 mars-11 juillet, Solange Thierry & Jérôme Godeau, commissaires invités.
À Varsovie, un « concert marathon » de 171 heures entre les deux dates supposées de sa naissance (22 février et 1er mars) a débuté le 22 février 2010, au cours duquel doivent se produire, entre autres, Ivo Pogorelić, Murray Perahia, Daniel Barenboïm, Ievgueni Kissine parmi quelque 250 musiciens programmés.

### Hommages
En astronomie, sont nommés en son honneur (3784) Chopin, un astéroïde de la ceinture principale d'astéroïdes, et Chopin, un cratère de la planète Mercure.
Depuis 2001, le principal aéroport international de Varsovie porte le nom d'aéroport de Varsovie-Chopin (en polonais Lotnisko Chopina w Warszawie).

### Discographie

#### Interprétations issues de la tradition duXIXesiècle
Le pianiste polonais, ni aucun de ses élèves, n'ont pu évidemment être enregistrés. Mais dès la naissance du 78 tours, Chopin fut le passage obligé de tous les pianistes et il est largement représenté ; la brièveté des œuvres correspond parfaitement au format du media. Il est donc possible de se rapprocher de la manière de jouer de cette époque. Non seulement par l'âge d'or des interprètes, mais aussi par l'importance sous-estimée de l'usage d'instruments au « clavier agile », ou de registres plus contrastés, d'étouffoirs plus subtils, et surtout au touché plus léger que ceux des pianos de concert de la seconde moitié du XXe siècle.
Tous ces enregistrements sont très difficilement trouvables dans le commerce, mais Internet permet aujourd'hui[Quand ?] de tous les écouter[réf. nécessaire].
Les enregistrements existants sont :
Francis Planté (1839-1934) : ce grand pianiste français est certainement le lien le plus étroit possible avec l'interprétation de Chopin. Il est connu pour être le seul pianiste enregistré à avoir entendu jouer le polonais. Ses enregistrements existants des œuvres de Chopin sont :

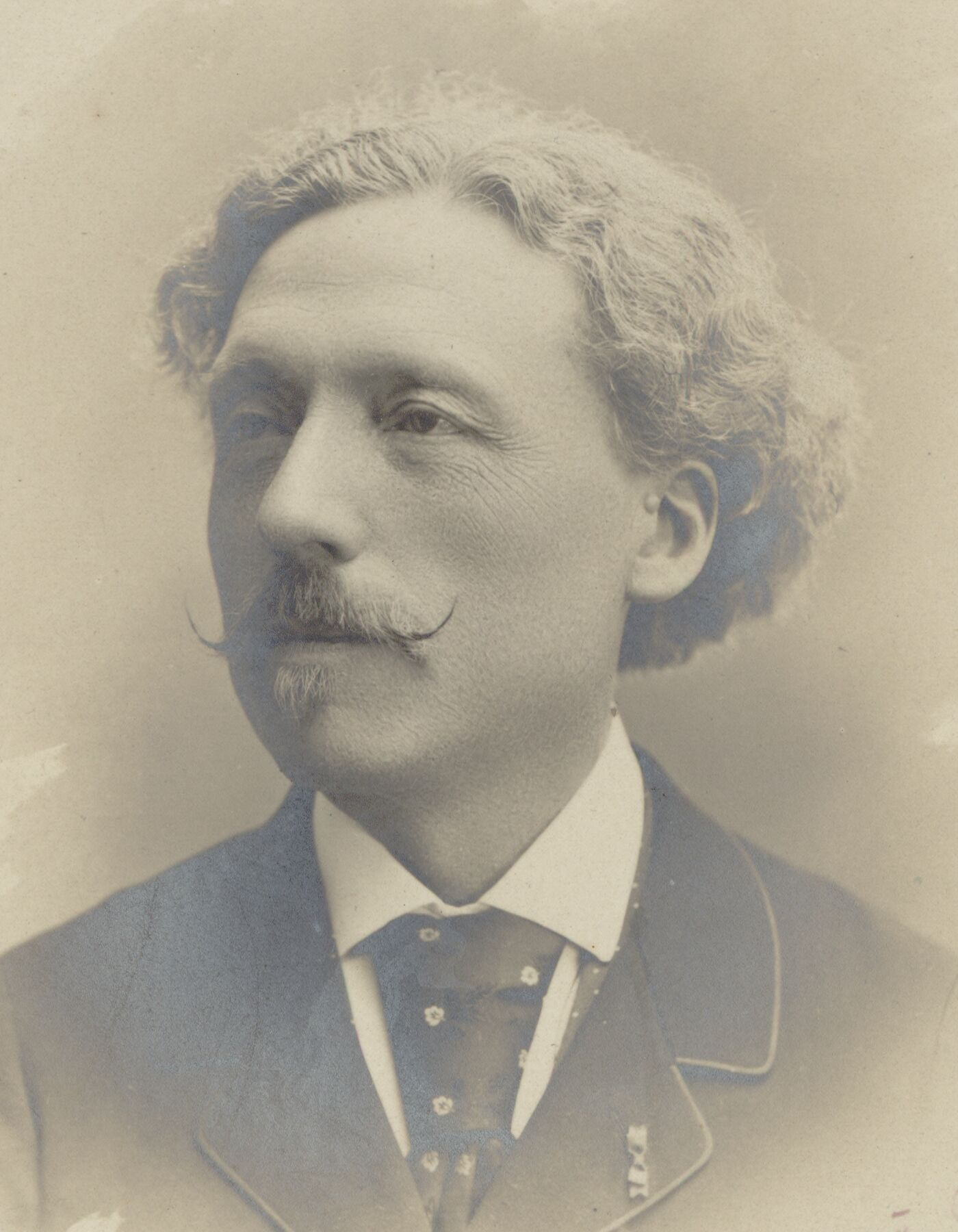
Louis Diémer.

- Étude en la mineur, op. 25 no 11 ;
- Étude en do dièse mineur, op. 10 no 4 ;
- Étude en la bémol majeur, op. 25 no 1 ;
- Étude en fa mineur, op. 25 no 2 ;
- Étude en sol bémol majeur, op. 10 no 5 ;
- Étude en sol bémol majeur, op. 25 no 9 ;
- Étude en do majeur, op. 10 no 7, le pianiste a été filmé pendant l’exécution de cette œuvre[266].

Louis Diémer (1843-1919) a enregistré le Nocturne en ré bémol majeur, op. 27 no 2.
Vladimir de Pachmann (1848-1933) : cet élève d’Anton Bruckner est l’un des tout premiers à avoir effectué des enregistrements dont un grand nombre sont consacrés à la musique de Chopin :
- Ballade en la bémol majeur, op. 47 no 3 ;
- Étude en sol bémol, op. 10, no 5 ;
- Étude en do mineur, op. 10 no 12 ;
- Étude en mi majeur, op. 25, no 5 (1912)[w 12] ;
- Impromptu en fa dièse majeur, op. 36 no 2 ;
- Impromptu en la bémol majeur, op. 29 no 1 ;
- Mazurka en do dièse mineur, op. 63 no 3 ;
- Mazurka en la bémol majeur, op. 50 no 2 ;
- Mazurka en la mineur, op. 67 v4 (posth.) ;
- Mazurka en si mineur, op. 33 no 4 ;
- Mazurka en sol majeur, op. 67 no 1 (posth.) ;
- Nocturne en fa mineur, op. 55 no 1 ;
- Nocturne en mi bémol majeur, op. 9 no 2 ;
- Nocturne en mi mineur, op. 72 no 1 ;
- Prélude en ré bémol majeur, op. 28 no 15 ;
- Prélude en do mineur, op. 28 no 20 ;
- Prélude en fa majeur, op. 28 no 23 ;
- Prélude en sol majeur, op. 28 no 3 ;
- Valse en do dièse mineur, op. 64 no 2 ;
- Valse en ré bémol majeur, op. 64 no 1 (Valse du petit chien aussi connue sous le nom de Valse minute) ;
- Valse en sol bémol mineur, op. 70 no 1.

Aleksander Michałowski (1851-1938) : un des élèves d’Ignaz Moscheles. Ses enregistrements existants sont :
- Polonaise en la majeur, op. 40 no 1 ;
- Valse en ré bémol majeur, op. 64 no 1 ;
- Prélude en do mineur, op. 28 no 20.

Alfred Grünfeld (1852-1924), il a enregistré :
- Valse en la mineur, op. 34 no 2 ;
- Valse en do dièse mineur, op. 64 no 2 ;
- Mazurka en si mineur, op. 33 no 4 ;
- Mazurka en la mineur, op. 67 no 4.

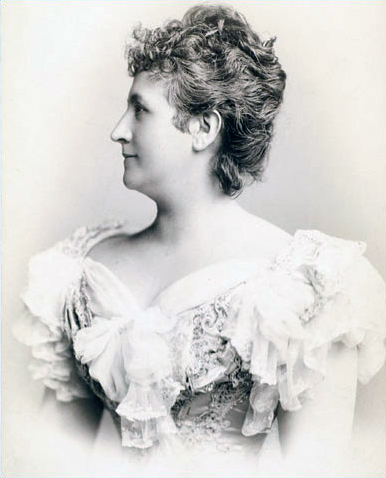
Teresa Carreno.

Teresa Carreño (1853-1917). Cette pianiste, femme d’Eugen d’Albert a enregistré des œuvres de Chopin le 2 avril 1905 pour la société de reproduction de piano « Welte-Mignon ». Les enregistrements existants sont : 
- Ballade en sol mineur, op. 23 no 1 ;
- Ballade en la bémol majeur, op. 47 no 3 ;
- Nocturne en sol mineur, op. 23 no 2 ;
- Nocturne en do mineur, op. 48 no 1.

Arthur Friedheim (1859-1932) : élève de Franz Liszt, a enregistré la Marche funèbre (mouvement lent de la sonate no 2 en si bémol mineur, op. 35).
Ignacy Paderewski (1860-1941) a enregistré la Valse en do dièse mineur en 1917. Il existe ses enregistrements des « Mazurkas » (par exemple en fa mineur op. 17 no 4), des « Études », des « Polonaises ».
Arthur De Greef (1862-1940) : élève de Moscheles, puis de Liszt. Ses enregistrements existants des œuvres de Chopin sont :
- Valse en mi bémol majeur, op. 18 ;
- Valse en sol bémol majeur, op. 70 no 1 ;
- Valse en ré bémol majeur, op. 64 no 1.

Moriz Rosenthal (1862-1946), élève de Karol Mikuli, lui-même élève de Chopin, puis élève de Liszt, ce grand pianiste du XIXe siècle nous a laissé un enregistrement d’une œuvre pour piano et orchestre, contrairement aux autres pianistes : le Concerto pour piano no 1. Autres enregistrements (1935) :
- Nocturne en ré-bémol majeur, op. 27 no 2 ;
- Nocturne en mi-bémol majeur, op. 9 no 2 ;
- Mazurka en si mineur, op. 33 no 4 ;
- Mazurka en la-bémol majeur, op. 50 no 2 ;
- Chant polonais no 1, op. 74 (transcription de F. Liszt) ;
- Prélude no 6 en si mineur (Lento assai)
- Prélude no 3 en sol majeur (Vivace)
- Prélude no 7 en la majeur (Andantino)

Emil von Sauer (1862-1942) : élève de Liszt. Ses enregistrements existants des œuvres de Chopin sont :
- Fantaisie-Impromptu en do dièse mineur, op. 66 (posth.) ;
- Étude en mi majeur, op. 10 no 3 ;
- Étude en do dièse mineur, op. 25 no 7 ;
- Berceuse en ré bémol majeur, op. 57 ;
- Valse en mi mineur (posth.).

Fannie Bloomfield Zeisler (1863 -1927) a enregistré le Nocturne en do mineur, op. 48 no 1.

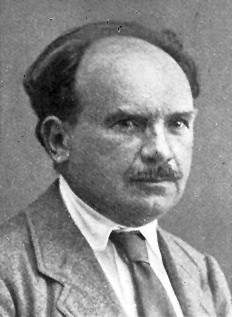
Eugen d'Albert.

Eugen d'Albert (1864-1932) : élève de Liszt. Ses enregistrements existants des œuvres de Chopin sont :
- Valse en la bémol majeur, op. 42 ;
- Polonaise en la bémol majeur, op. 53 ;
- Nocturne en si majeur, op. 9 no 3 ;
- Ballade no 2 en fa majeur, op. 38.

Ferruccio Busoni (1866-1924) a enregistré le Prélude no 15 en ré bémol majeur, op. 28, en 1923.

#### Interprétations de la première moitié duXXesiècle
Beaucoup plus d’enregistrements sont restés de l’art de jouer Chopin au début du XXe siècle.
Mais, dès le début, le rôle d'un directeur artistique, Fred Gaisberg, pèse son poids pour notre propre conception historique. Lors de l'enregistrement d'une large anthologie, au lieu de confier à un pianiste chopinien éminent, par exemple Moriz Rosenthal, Ignaz Friedman ou même Paderewski, Gaisberg choisit le jeune Arthur Rubinstein, au style résolument moderne et en « réaction radicale » contre la tradition romantique, bien que considéré comme un interprète remarquable de Chopin. L'écoute de ses disques montre « ses lectures anguleuses, à la technique parfois incertaine, d'une raideur rythmique qui nous semble rédhibitoire, on ne peut que regretter le choix de Gaisberg. … Il suffit de comparer une même mazurka jouée par Friedman et par Rubinstein pour constater l'écart qui les sépare […] »
Leopold Godowsky (1870-1938). L’immense pianiste polonais décédé au cours d’un enregistrement des Nocturnes de Chopin a laissé, outre de nombreuses transcriptions des œuvres du poète polonais, un certain nombre d’excellents enregistrements. Il a, par exemple, enregistré en 1924 la Valse en ré bémol majeur, op.64 no 1, la Valse en mineur, op. posth, la Ballade no 3 en la bémol majeur, op. 47, le Scherzo no 3 en do dièse mineur, op. 39 ou encore la Polonaise « Héroïque » en la-bémol majeur, op. 53.

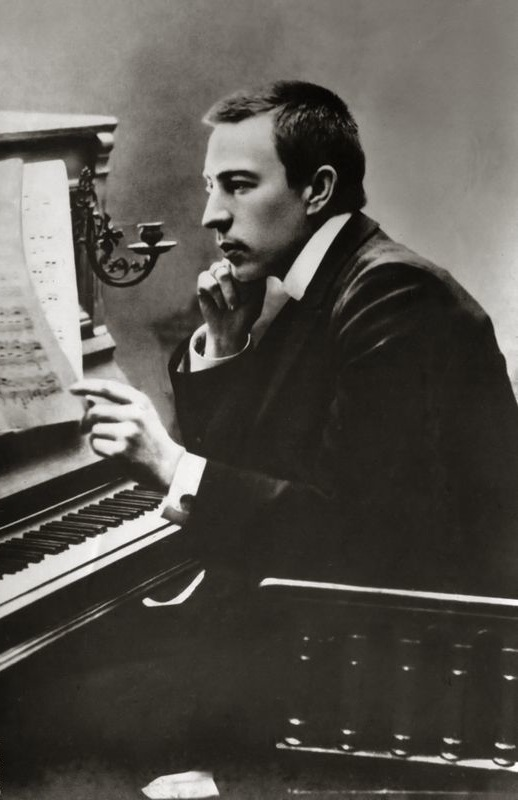
Sergueï Rachmaninov.

Sergueï Rachmaninov (1873-1943). Le dernier grand romantique de la musique classique européenne et pianiste de génie a enregistré Chopin à de nombreuses reprises. Des enregistrements existent pour :
- Valse en ré bémol majeur, op. 64 no 1, dite du petit chien ou minute ;
- Valse no 4 en fa majeur, op. 34 no 3 ;
- Nocturne en mi bémol majeur, op. 9 no 2 ;
- Ballade no 3, en la bémol majeur, op. 47 ;
- Nocturne en fa dièse majeur, op. 15 no 2 ;
- Sonate no 2 en si bémol mineur, op. 35.

Josef Lhévinne (1874-1944) (1935, Victor) :
- Étude en mi-bémol majeur, op. 10 no 11 ;
- Étude en sol-dièse mineur, op. 25 no 6 ;
- Étude en la mineur, op. 25 no 11.

Josef Hofmann (1876-1957), le pianiste prodige, élève d’Anton Rubinstein, a réalisé de nombreux enregistrements de la musique du pianiste polonais.Il a notamment enregistré le Concerto no 1 pour piano en mi mineur, op. 11, le Scherzo en si bémol mineur, op. 31 (en 1919) ou encore la Valse en la bémol majeur, op. 34 no 1. Il nous est resté de même l’Impromptu no 4 en do dièse mineur, op. 66 (posth.), la Berceuse en ré bémol majeur, op. 57, la Ballade no 1 en sol mineur, op. 23 et le Nocturne en do mineur, op. 48 no 1.

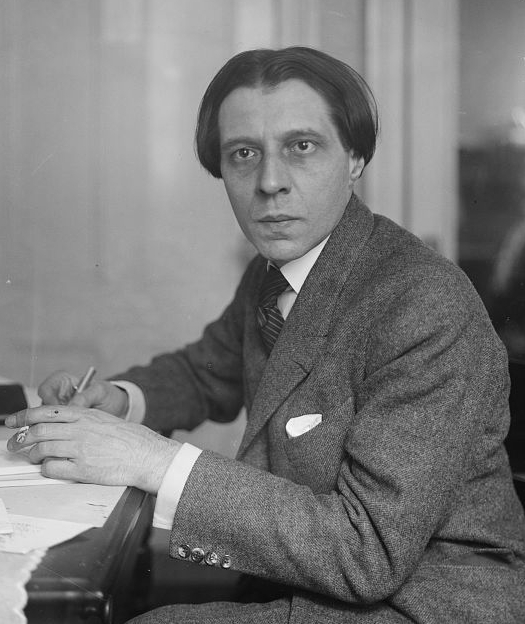
Alfred Cortot.

Alfred Cortot (1877-1962). Ce grand compagnon de Pablo Casals et de Jacques Thibaud a laissé un grand nombre d’enregistrements. Il est l’un des premiers pianistes au monde à avoir donné en concert des cycles intégraux des Vingt-quatre Préludes op. 28, des Quatre Ballades (1933) ou des Vingt-quatre Études (1933),, le deuxième concerto avec Barbirolli.
De rares vidéos du pianiste existent pendant son jeu de Chopin. Par exemple, il a été filmé en 1943, jouant la Valse de l'Adieu, en la bémol majeur, op. 69 no 1.
Raoul Koczalski (1884-1948). Ce grand pianiste polonais, aujourd’hui totalement inconnu est un autre moyen d’approcher au plus près la musique de Chopin. En effet, il a été élève de l’assistant et meilleur élève du Polonais Karol Mikuli, et n’a jamais eu d’autre professeur. Il était connu pour être le plus chopiniste des pianistes de son époque. Son interprétation de Chopin ne ressemble pourtant à nulle autre… Eigeldinger en parle comme « le dernier chaînon d'une filiation remontant au compositeur ». Il a notamment enregistré les Trois nouvelles études, le Nocturne no 8 en ré bémol majeur, op. 27 no 2 et celui en mi bémol majeur, op. 9 no 2.
Arthur Rubinstein (1886-1983) : le Chopin spontané et joyeux, libre et puissant est un héritage extrêmement précieux qui a fait l'objet de nombreux enregistrements.

#### Interprétations de la deuxième moitié duXXesiècle
Beaucoup plus proches de nous, ces pianistes de génie ont très souvent enregistré intégralement l'œuvre du Polonais et restent connus pour des interprétations dépassant largement la musique de Chopin. Parmi les grands de la seconde moitié du XXe siècle figurent :
- Claudio Arrau (1903-1991) : de 1973 à 1984, le grand pianiste a enregistré une anthologie de la musique de Chopin en six CD. « Son Chopin n'est ni facile ni salonnard : il est structuré, réfléchi, parfois sévère, et très souvent douloureux. Dans les Nocturnes et les Préludes, Arrau reste un des derniers géants de la grande tradition du piano romantique[271]. » ;
- Vladimir Horowitz (1904-1989) : le dernier élève de l'école d'Anton Rubinstein a laissé quelques enregistrements magistraux de la musique de Chopin notamment la Ballade no 1, les Polonaises et quelques Nocturnes ;
- les enregistrements de Dinu Lipatti témoignent d'un idéal esthétique s'exprimant dans une grâce mozartienne ;
- Samson François (1924-1970) : le Chopin légendaire de ce pianiste de légende est largement accessible par les nombreuses rééditions de l'intégrale de l'œuvre du compositeur polonais qu'a enregistrée ce pianiste. Comme le disait très sérieusement Samson François : « Chaque doigt est une voix qui chante, le toucher doit toujours être amoureux[267]. » ;
- Witold Małcużyński (1914-1977), un des plus grands pianistes polonais, charismatique[non neutre], renouait avec la grande tradition romantique unissant à une ferveur visionnaire le sens infaillible de la dramaturgie de la forme, le lyrisme subtil et le naturel. Il a laissé d'inoubliables enregistrements des Polonaises des Mazurkas, des Ballades, des Scherzos, des Nocturnes, des Valses, de la Fantaisie en fa mineur, de la 3e sonate en si-bémol mineur et du Concerto en fa mineur.

#### Interprétations récentes
- Si vous ne connaissez pas le sujet, laissez ce bandeau (vous pouvez alors contacter les auteurs).
- Si vous supprimez le contenu mis en cause (vous pouvez préalablement contacter les auteurs),

argumentez précisément cette suppression dans la page de discussion
(un manque de référence n'est pas un argument ; une recherche réelle de référence doit avoir été effectuée, être formellement documentée).
De la deuxième moitié du XXe siècle à l'aube du XXIe siècle, une nouvelle génération de pianistes propose des interprétations du compositeur polonais.
Vainqueur du Concours Chopin de 1960 à l'âge de 18 ans, Maurizio Pollini (né en 1942) a produit des enregistrements de Chopin, en particulier la Ballade no 1, les Études ou encore des Polonaises. Lors de sa victoire au concours, Rubinstein alors membre du jury, constatait : « Il joue déjà mieux qu’aucun d'entre nous. » Autre vainqueur du Concours Chopin, Krystian Zimerman (né en 1956) a enregistré notamment les deux Concertos pour piano (avec Giulini et plus récemment en les dirigeant du clavier), les Ballades et les Scherzos. Interrogeant voire bousculant la tradition, Ivo Pogorelich (né en 1958). Martha Argerich (née en 1941), vainqueur du Concours Chopin en 1965, est reconnue mondialement comme une grande interprète de Chopin. Né en 1934, élève d'Alfred Cortot; Thierry de Brunhoff a laissé des interprétations des Balades, de la Berceuse et des Nocturnes. D’autres pianistes éminents se sont également illustrés par leur approche de l'œuvre de Chopin, Georges Cziffra, Nelson Freire, İdil Biret, Ventsislav Yankoff, Florence Delaage, Garrick Ohlsson, Cecile Licad.
De jeunes pianistes s'efforcent de faire redécouvrir une musique aussi jouée que celle de Chopin, que ce soit le pianiste russe Nikolaï Louganski, avec les Préludes et les Études, Pascal Amoyel dans les Nocturnes en 2005, Alexandre Tharaud dans les Valses en 2007, Alice Sara Ott en 2010, Nelson Goerner, Yundi Li (vainqueur du Concours Chopin en l'an 2000).

### Enregistrements sur instruments de l'époque de Chopin
- Riko Fukuda, Tomias Koch. Chopin, Mendelssohn, Moscheles, Hiller, Liszt. Grand duo Œuvres pour duo de pianofortes. 1830 1845 Graf
- Alexei Lubimov. Chopin, Bach, Mozart, Beethoven. At Chopin’s Home Piano. 1843 Pleyel
- Krzysztof Książek. Fryderyk Chopin, Karol Kurpiński. Piano Concerto No.2 f-moll (solo version), Mazurkas, Ballade ; Fugue & Coda B-dur. PIanoforte Buchholtz (Paul McNulty)
- Viviana Sofronitsky, Sergei Istomin. Fryderyk Chopin. Complete works for cello and piano. 1830 Pleyel, 1819 Graf (Paul McNulty)
- Tomasz Ritter. Fryderyk Chopin. Sonata in B Minor, Ballade in F minor, Polonaises, Mazurkas. Karol Kurpinski. Polonaise in D minor. 1842 Pleyel, 1837 Erard, Buchholtz 1825-1826 (Paul McNulty).

### Transcriptions et arrangements
Quelques transpositions et adaptations d'œuvres de Chopin ont été réalisées. Le violoniste Eugène Ysaÿe a proposé la Ballade no 1 en sol mineur pour piano, op. 23 et la Valse en mi mineur, op. posth. dans une version pour piano et violon. Les interprétations de ces deux œuvres demeurent très difficiles à se procurer.
À la fin du XIXe siècle, Glazounov orchestre en suite quelques pièces pour piano, Chopiniana (1893). Au début du siècle suivant, le chorégraphe Michel Fokine trouve la partition chez un marchand. À la polonaise, nocturne, mazurka, tarentelle rassemblés par Glazounov, il ajoute la valse en ut-dièse mineur, pour un ballet, Les Sylphides, créé le 23 février 1907. L'œuvre connaît ensuite deux autres arrangements, dont le troisième, par Glazounov et Stravinsky, créé au théâtre du Châtelet à Paris, le 2 juin 1909, avec Anna Pavlova, Tamara Karsavina et Vaslav Nijinski.
Camille Saint-Saëns a transcrit de façon similaire certains Nocturnes de Chopin, notamment le Nocturne no 18 en mi majeur, op. 62 no 2 ou encore le Nocturne no 16 en mi bémol majeur, op. 55 no 2. Ce dernier a aussi été transcrit pour piano et violon par Jascha Heifetz, tandis que le Nocturne no 2 en mi bémol majeur, op. 9 no 2 a été transcrit pour violoncelle et piano par le violoncelliste Pablo Casals. En 1908, Saint-Saëns transcrit pour deux pianos la Sonate en si bémol mineur.
Certains arrangements pour guitare ont été réalisés notamment par Francisco Tárrega, par exemple le Nocturne no 2, op. 9 no 2. Ce nocturne est également utilisé dans le morceau United States of Eurasia du groupe de rock britannique Muse en 2009 sur leur album symphonique, The Resistance, en tant que morceau de fermeture intitulé Collateral Damage.
Leopold Godowsky a réalisé 53 Études sur les Études de Chopin (entre 1893 et 1914). En superposant les études, variant les thèmes, les inversant, transcrivant pour la main gauche ce que Chopin avait écrit pour la main droite, le transcripteur a véritablement créé des œuvres nouvelles. Notons que ces pages sont considérées par les interprètes comme parmi les plus ardues de toute la musique pour piano.
En 1939, Tino Rossi chante Tristesse sur l’Étude no 3 op. 10 en mi majeur.
En 1969, Jane Birkin interprète le titre Jane B. tiré du premier album que Serge Gainsbourg écrit et compose pour elle, Je T'Aime, Beautiful Love. La mélodie de la chanson est inspirée du Prélude no 4 opus 28.
En 1973, l'auteur compositeur américain Barry Manilow s’est servi du Prélude no 20, op. 28 en do mineur comme base pour composer son tube Could it be magic interprété par Donna Summer en 1975, titre qui sera repris en français au début des années 1980 par Alain Chamfort sous le titre Le temps qui court, et repris en 2007 par Les Enfoirés.
En 1980, La marche impériale de John Williams s'inspire de la marche funèbre, Sonate pour piano no 2 de Chopin.
En 1981, Catherine Deneuve chante Dépression au-dessus du jardin (paroles de Gainsbourg et l'Étude en fa mineur no 10 de Chopin)
En 1984, Serge Gainsbourg compose et écrit Lemon Incest. Il interprète cette chanson avec sa fille Charlotte, véritable hymne à l′amour « pur » d'un père pour sa fille. Le thème musical est celui de l’Étude no 3 op. 10 en mi majeur.
En 1998 sur l'album du groupe Suprême NTM figure la chanson That's my people dont l'instrumentale a été reprise du Prélude en mi mineur, op. 28 no 4.
Enfin, il existe une orchestration des 24 préludes de Chopin par le compositeur Jean Françaix, sous l'opus 28, publiée en 1969.

## Postérité et culture populaire
Chopin n'est pas présent dans les « cadres » où la postérité a voulu l'enfermer : Chopin héros national polonais, alors qu'il a vécu plus de la moitié de sa vie hors de Pologne ; Chopin le poitrinaire, le compositeur étant présenté comme le type du romantique à l'humeur hypocondriaque, alors qu'il est atteint d'une tuberculose qui l'emporte à 39 ans ; Chopin le séducteur, alors qu'il est timide avec les femmes, au point de devenir pusillanime,. « Quant à moi, je suis encore assez polonais pour cela, je donnerais pour Chopin tout le reste de la musique » — Nietzsche.

### Littérature
Grand admirateur de Chopin, André Gide lui consacra des « Notes sur Chopin » publiées en 1938 dans la Collection blanche de Gallimard. Le pianiste concertiste Augustin Voegele, s’intéressant aux liens entre les deux artistes, en fit un disque, Chopin par André Gide en février 2019, sur lequel il lit Gide tout en jouant Chopin.
Dans son poème Portrait of a Lady, T. S. Eliot, évoque l'intimité de sa musique (vers 19 et suivants) :
| « So intimate, this Chopin, that I think his soul Should be resurrected only among friends Some two or three, who will not touch the bloom That is rubbed and questioned in the concert room ». | « Si intime, ce Chopin, je crois que son âme ne devrait être invoquée qu’entre amis, deux ou trois qui ne touchent pas au fleurissement, palpé et questionné dans la salle de concert ». |
- La Télégraphiste de Chopin (2019), roman d'Éric Faye

### Peinture
Chopin est l'un des cinq personnages du tableau George Sand dans l'atelier de Delacroix avec Musset, Balzac et Chopin réalisé par le peintre péruvien Herman Braun-Vega à la demande des Musées de Châteauroux, en 2004, à l'occasion du bicentenaire de la naissance de George Sand. Dans son commentaire du tableau, Braun-Vega évoque la relation entre Frédéric Chopin et George Sand. Le tableau est exposé pour la première fois en 2004-2005 au couvent des Cordeliers de Châteauroux.

### Films
- Notturno der Liebe (1919) de Carl Boese avec Conrad Veidt
- La Valse de l'adieu (1928) d'Henry Roussell avec Pierre Blanchar
- La Chanson de l'adieu (1934) de Géza von Bolváry et Albert Valentin avec Jean Servais et Lucienne Le Marchand
- La Chanson du souvenir (1945) de Charles Vidor avec Cornel Wilde (Chopin) et Merle Oberon (George Sand) - Cornel Wilde fut nommé aux Oscars pour son interprétation.
- La Jeunesse de Chopin (Młodość Chopina) d'Aleksander Ford (1952) avec Czesław Wołłejko
- La Note bleue d'Andrzej Żuławski (1991) avec Janusz Olejniczak
- Impromptu de James Lapine (1991) avec Hugh Grant
- Chopin. Pragnienie miłości (2002) de Jerzy Antczak avec Piotr Adamczyk
- Télésérie Piano no mori (2018)
- Anime Le Piano dans la forêt - saison 2, consacré au concours Frédéric-Chopin

### Documentaires
- Frédéric Chopin ou l'âme polonaise, documentaire « Grâce à la musique » de François Reichenbach et Bernard Gavoty (Films du Prisme, France Régions 3, 1980) (durée 1 h 52 minutes)[w 21].
- Chopin na Dworcu Centralnym [Chopin à la Gare centrale], documentaire de Krzysztof Zanussi[w 22] réalisé en 1993 (durée : 24 minutes).
- Chopin, documentaire de Marie-Dominique Blanc Hermeline et Philippe Orreindy[w 23] réalisé en 1998 (durée : 26 minutes).
- Chopin, documentaire d'Armand Isnard (Cat production) réalisé en 1999 (durée : 52 minutes).
- Qui a peur de Frédéric Chopin ?, documentaire réalisé en 1999 (durée : 51 minutes). Réalisé par Katarzyna Wieczynska-Chambenoit et produit par Io production, Planète, Focus producers avec la participation du CNC et du ministère de la Culture et de la Communication (DMDTS).
- Chopin – The Women Behind The Music (Chopin - Les femmes derrière la musique), réalisé en 2010 par la BBC 4 (durée : 90 minutes). Ce documentaire TV explore la vie de Chopin, en particulier ses rencontres avec des cantatrices qui l'ont ensorcelé grâce à leur voix. Dans son communiqué de presse, la BBC parle de Jenny Lind comme « la grande soprano suédoise qui a tant touché Chopin les dernières années de sa vie. » Dans la dernière scène, James Rhodes (piano) et Natalya Romaniw (soprano) présentent une chanson d'amour en italien, sur un arrangement fait par Jenny Lind de la mazurka de Chopin en la majeur, op. 24, no 3 : L'amour fidèle ne meurt jamais[w 24].
- L’art de Chopin, documentaire de Gérald Caillat (production : Plesnar Films, Arte France, Telewizja Polska SA, 2010)[w 25] (durée : 52 minutes).

### Jeux vidéo
- Frédéric Chopin apparaît dans le jeu vidéo Eternal Sonata en tant que personnage jouable. Le jeu prend place dans un univers imaginaire rêvé par Chopin sur son lit de mort. Il est entrecoupé de scènes biographiques illustrées, relatant certains passages de sa vie, et accompagnées d'une des compositions du pianiste de la même époque. Ces huit œuvres sont, dans l'ordre d'apparition dans le jeu :
  - Prélude en ré-bémol majeur, « La goutte d'eau », op. 28 no 15 ;
  - Étude en ut mineur, « Révolutionnaire », op. 10 no 12 ;
  - Fantaisie Impromptu en do-dièse mineur, op. 66 ;
  - Grande Valse brillante en mi-bémol majeur, op. 18 ;
  - Valse en ré-bémol majeur, Valse du petit chien, op. 64 no 1 ;
  - Nocturne en mi bémol majeur, op. 9 no 2 ;
  - Étude en mi majeur, « Tristesse », op. 10 no 3 ;
  - Polonaise en la-bémol majeur, « Héroïque », op. 53.